# Хронология операции «Нерушимая скала»

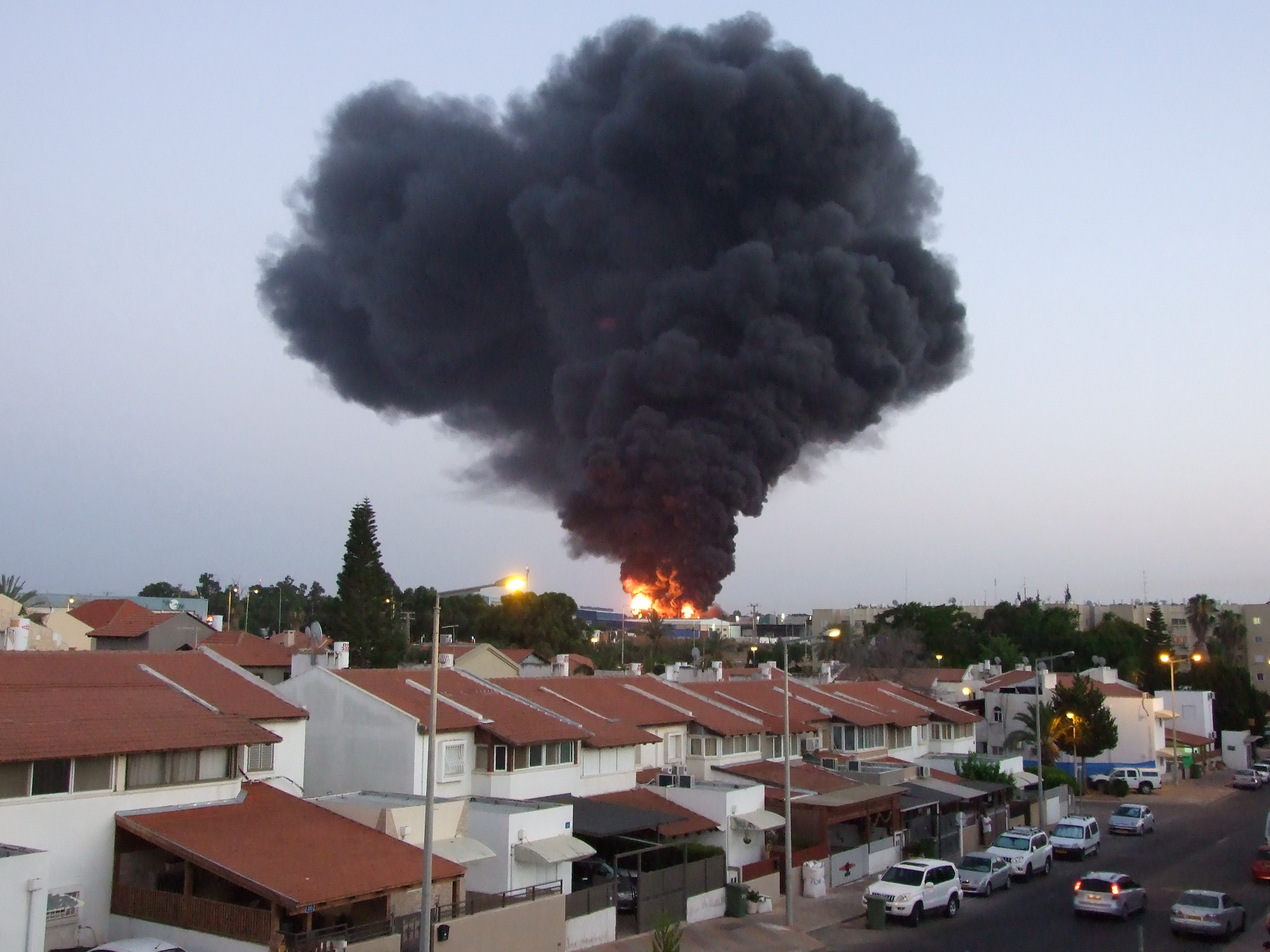
Горящий завод в Сдероте, который был поражён ракетой из сектора Газа, 28 июня 2014.

Операция «Нерушимая скала» или «Несокрушимая скала» (ивр. מבצע צוק איתן‎, Mivtza Tsuk Eitan) — кодовое название израильской военной операции в секторе Газа, проведённой с 7 июля по 26 августа 2014 года. Заявленной целью операции являлось уничтожение военной инфраструктуры правящего в Газе исламистского движения ХАМАС и его союзников, признанных рядом стран террористическими организациями, и предотвращение ракетных обстрелов территории Израиля. Первоначально операция осуществлялась нанесением точечных ударов по территории Газы, но после попытки ХАМАСа провести крупномасштабный теракт 17 июля премьер-министр Израиля отдал приказ о проведении ограниченной наземной операции, «целью которой является ликвидация угрозы, исходящей от туннелей, ведущих из Газы на территорию Израиля». 26 августа было подписано соглашение о прекращении огня на неограниченный срок.

## Предыстория
В августе 2005 года в рамках одностороннего размежевания Израиль полностью отступил из сектора Газа к границе 1967 года, демонтировал более 20 еврейских посёлков и эвакуировал около 9000 их обитателей. 22 августа 2005 года все жители еврейских поселений покинули сектор. 12 сентября 2005 года Газу покинул последний израильский солдат.
После ухода израильской армии и эвакуации еврейских поселений из сектора Газа в августе 2005 года интенсивность ракетных обстрелов резко возросла: если за 56 месяцев Интифады Аль-Акса, предшествовавших эвакуации, на территорию Израиля упало менее 500 ракет, то за 28 месяцев, прошедших после «размежевания», — почти 2000. Кроме того, если в 2001—2005 годах территории Израиля достигала лишь каждая третья ракета из выпущенных, то после размежевания — две из трёх, что может быть объяснено как усовершенствованием конструкции самих ракет, так и отсутствием еврейских поселений, ранее препятствовавших запуску ракет и снарядов непосредственно с границы сектора.
К концу 2005 года в ракетных обстрелах израильской территории из сектора Газа принимали участие практически все террористические группировки сектора: «Бригады Эль-Кудса» (Исламский джихад), «Бригады Изз ад-Дин аль-Кассам» (ХАМАС), боевики «Комитетов народного сопротивления», «Бригады Абу Риша» и «Бригады мучеников Аль-Аксы» (ФАТХ).
Первоначально радиус действия ракет не превышал 6 километров, однако со временем их дальность значительно возросла. В 2006 году лидеры террористов заявили о том, что вскоре дальность палестинских ракет будет увеличена до 25 км, что позволит им достигать города Ашкелон. Предпринимались также и попытки палестинцев осуществить ракетные обстрелы израильских объектов в Иудее и Самарии.
К 2009 году зона досягаемости ракет значительно расширилась, и на доступной ракетному обстрелу территории оказалось около миллиона израильтян.
Резкое усиление обстрелов в конце 2008 года стало причиной проведения Израилем с 28 декабря 2008 года по 20 января 2009 года военной операции «Литой свинец». Результатом стало резкое сокращение интенсивности обстрелов: если за 2008 год по Израилю было выпущено 3276 ракет, то в 2009 — всего 367, в 2010 — до 150.
С 2001 и до начала 2011 гг. «террористы выпустили из сектора Газа по городам на юге Израиля более 11 тысяч ракет и мин».
Согласно МИД Израиля, «расходы на защиту гражданского населения от ракет террористов исчисляются миллиардами шекелей. Небольшое число пострадавших на израильской стороне в нынешнем конфликте объясняется не „гуманностью“ террористов Хамаса и Исламского джихада, и не „безвредностью“ запускаемых ими по Израилю ракет, каждая из которых представляет собой военное преступление. Своими жизнями, безопасностью своего имущества израильтяне всецело обязаны своим собственным усилиям и действиям Армии обороны Израиля».
В 2012 году по территории Израиля из Газы было выпущено 2078 ракет, из которых 520 были сбиты системой ПРО. Всего проведено 794 ракетных обстрела — без учёта миномётных. Вместе с миномётными обстрелами по Израилю было выпущено 2327 ракет и снарядов. 2012 год стал рекордным по числу выпущенных ракет и интенсивности обстрелов. В результате обстрелов 5 человек погибло и 107 было ранено. Сокращение обстрелов стало одной из объявленных целей военной операции Израиля «Облачный столп», проходившей с 14 по 21 ноября 2012 года.
Блокада сектора Газа была введена после того, как в июле 2007 года власть в нём захватила террористическая организация ХАМАС, основной целью которой является уничтожение еврейского государства. Территория сектора блокируется двумя государствами — Израилем и Египтом — для предотвращения поставок вооружений и взрывчатки. Продукты питания, медикаменты и практически любые товары гражданского предназначения поступают в сектор без ограничений. Помимо этого, Израиль обеспечивает жителей Газы большей частью электричества, водой и топливом.
К лету 2014 года в зоне, доступной обстрелам террористов из сектора Газа, оказались пять из восьми миллионов израильтян.
Вечером 12 июня 2014 года на Западном берегу Иордана были похищены трое еврейских подростков. Израильское руководство возложило ответственность за их похищение на ХАМАС. Трупы похищенных подростков были найдены 30 июня. За две с половиной недели в ходе поисково-спасательной операции и столкновений военными были убиты 7 палестинцев, задержаны — 419, из которых 279 состоят в ХАМАСе. 59 из них были прежде выпущены на волю в рамках «сделки Шалита».
Началу операции также предшествовали массированные ракетные обстрелы из сектора Газа юга Израиля. Так, в июне 2014 года было 30 обстрелов, во время которых террористы выпустили 66 ракет и ранили троих граждан. Только за 8 дней июля произведено 104 обстрела, выпущено 250 ракет и семеро граждан ранено. 7 июля из сектора Газа было выпущено 80 ракет. Сначала обстреливались территория Западного Негева и населённые пункты, граничащие с сектором Газа, затем города Ашдод и Нетивот. В зоне поражения оказались города, не подвергавшиеся обстрелам с момента окончания операции «Облачный столп» в ноябре 2012 года.
7 июля 2014 года на заседании узкого кабинета по вопросам безопасности было принято решение начать контртеррористическую операцию под кодовым названием «Нерушимая скала».

## Ход событий

### 7 июля
На границе сектора Газа началась концентрация сил Армии обороны Израиля. ВВС и артиллерия наносили точечные удары по целям в секторе. Боевики продолжили ракетно-миномётные обстрелы израильской территории.
Вечером ВВС Израиля бомбили сектор Газа, нанося удары по инфраструктуре террористов. В министерстве здравоохранения Палестины в секторе Газа сообщили, что за первые 12 часов операции погибли 5 человек, 30 ранены.

### 8 июля
Ночью и утром ВВС нанесли удары по 50 целям в секторе Газа. Разрушены четыре дома высокопоставленных лидеров ХАМАСа. В районе Хан-Юниса разбомблён дом Самера Абу Даки, одного из лидеров военного крыла ХАМАСа Бригады «Изз ад-Дин аль-Кассам». Вместе с ним погибли 7 человек. Здание, которое подверглось удару, разрушено полностью. Это было сделано после того, как офицер израильской армии позвонил и предупредил жителей дома о необходимости покинуть здание в связи с запланированной атакой. Также уничтожены 18 ракетных установок и поражены 10 наземных целей инфраструктуры террора. В результате бомбардировок ЦАХАЛа ранены 14 человек.
В районе Джебалии ударом с воздуха уничтожен автомобиль командира морского спецназа ХАМАСа 24-летнего Мухаммада Шаабана. В результате погибли четверо палестинцев.
Окончательного решения о введении вооружённых сил в Газу не было принято, но премьер-министр Израиля Биньямин Нетаньяху дал распоряжение силовым структурам Израиля «вести непрерывные, продолжительные и мощные боевые действия в Газе». Он отметил, что ЦАХАЛу следует быть готовым к тому, чтобы идти до конца, так как «вариант проведения сухопутной операции стал актуальным». Членами военно-политического кабинета была одобрена мобилизация 40 тысяч резервистов, 15 тысяч из которых будут мобилизованы на первом этапе. Повестки получат резервисты бронетанковых соединений, элитных пехотных бригад, а также боевых частей инженерных войск, артиллерии и ПВО. Позже был санкционирован дополнительный призыв ещё 1,5 тысяч человек. В тот же день, зоной «специальной ситуации» была объявлена полоса в 40 км на границе с сектором Газа на время военной операции.
Продолжилась концентрация сил ЦАХАЛа на границе с сектором Газа.
В центральной и южной части сектора Газа израильские ВВС нанесли удары по целям. Пресс-центр ХАМАСа подтвердил гибель нескольких членов организации. Ударами с воздуха разрушены дома ещё трёх лидеров членов ХАМАСа.
За первые сутки операции в секторе Газа были убиты свыше 30 палестинцев, из которых 13 детей, ещё более 100 получили ранения.
Боевики «Изз ад-Дин аль-Кассам» предприняли попытку обстрела израильского вертолёта из переносного зенитно-ракетного комплекса Стрела-2. Цель боевикам поразить не удалось. ВВС Израиля уничтожили в районе Рафаха командный центр боевиков ХАМАСа, которым руководил полевой командир Хатим Мухаммад Абдель Рахман Года.
Террористы продолжили обстрел городов Ашдода, Ашкелона, Сдерота, Нетивота, территорий районных советов Эшколь, Хоф-Ашкелон, Сдот-Негев, Шаар-ха-Негев и Рамат-Негев. Из-за непрекращающихся интенсивных обстрелов израильской территории, Командование тыла дало указание временно прекратить железнодорожное сообщение между городами Ашкелон и Сдерот, так как проходящие поезда оказываются на линии огня. Были предприняты попытки обстрелов террористами Сдерота, Кирьят-Малахи, Офаким, Беэр-Тувия и Йоав.
Ракеты выпущены по Беэр-Шеве. В Ашдоде за медицинской помощью обратились девять израильтян. В Университете имени Бен-Гуриона принято решение отменить все занятия и экзамены до конца недели.
Член политбюро ХАМАСа Изат ар-Ришек заявил, что в скором времени — в ближайшие часы — его организация обстреляет Тель-Авив. Представитель ХАМАСа Абу Обейда заявил, что Израиль нарушил перемирие, достигнутое при посредничестве Египта в 2012 году, и «перед лицом этой агрессии мы заявляем, что сионистский враг не должен мечтать о покое и стабильности».
Ракетный обстрел территории Израиля из сектора Газа усилился. Дистанция обстрела увеличилась. Сирены воздушной тревоги прозвучали в Кирьят-Малахи, Гедере, Мазкерет-Батье и Реховоте. Сирены ракетной тревоги сработали в Бейт-Шемеше и в окружающих населённых пунктах.
Сирены воздушной тревоги снова прозвучали в Тель-Авиве, Холоне, Бат-Яме, Ришон-ле-Ционе, Гиватаиме, Рамат-Гане и других городах округа Гуш-Дан. Параллельно обстрелу подверглась Гедера, но и там успешно сработал «Железный купол». Ещё одна ракета взорвалась в Ашкелоне, не причинив ущерба. Ответственность за обстрел Тель Авива взяла на себя группировка Палестинский исламский джихад.
Ракета, выпущенная из Газы, упала на открытой местности в районе Хадеры, пролетев более 120 км. По мнению ЦАХАЛа, это ракета совместного китайско-сирийского производства М302. Такие ракеты были обнаружены на иранском судне KLOS-C, перехваченном ЦАХАЛом в Красном море. ЦАХАЛ полагает, что в Газе есть ещё несколько десятков таких ракет.
В районе кибуца Зиким на границе Израиля с Газой солдаты ЦАХАЛа засекли и ликвидировали группу террористов. Ответственность за попытку прорыва в кибуц взял на себя ХАМАС. Нападавшие были спецназом группировки.

### 9 июля
По сводке ЦАХАЛа, за последние 24 часа по территории Израиля из Газы было выпущено 154 ракеты. 117 ракет упали на израильской территории, 29 ракет были сбиты системой ПРО Железный купол, остальные упали на территории сектора Газа. Террористы обстреливали Сдерот, Ашкелон, Ашдод, Беэр-Шеву и другие города юга Израиля, а также Иерусалим, Тель-Авив, Ришон-ле-Цион и Хадеру.
Ночью ЦАХАЛ провёл около 160 атак. Среди целей, подвергшихся нападению, были 120 ракетных установок, а также 10 домов руководителей ХАМАСа, которые служили штабами террористов.
В деревне Бейт-Ханун взорван дом Хафеза Хамеда — одного из командиров Палестинского исламского джихада. Хамед и 5 членов его семьи, в том числе родители и два брата, погибли. Также взорван дом и другого командира этой организации — Абу Хамзы Наджема. Взорван дом командира южной дивизии ХАМАСа Мухаммеда Абу Шимала в Рафиахе. Атакован дом одного из террористов, планировавших похищение Гилада Шалита — Раед аль-Аттара. По сообщениям палестинских источников, в ходе ночных бомбардировок убиты 24 человека. Видео уничтожения складов оружия, ракетных шахт, дома одного из военных командиров ХАМАСа Мухаммеда Сануара выложено в сети пресс-службой ЦАХАЛа.
К Газе перебрасывается бригада Нахаль, для участия в возможной сухопутной операции.
Танковые подразделения ЦАХАЛа подтягиваются к границе с сектором Газа в ожидании приказа о начале сухопутной операции.
Ударом с воздуха в районе Бейт-Лахии уничтожен известный полевой командир боевиков Исламского джихада Абдулла Дийфалла, ехавший на мотоцикле. Ещё одна ликвидация была осуществлена в районе Бейт-Хануна. Израильские ВВС нанесли удары по нескольким зданиям в районе Хан-Юниса, на юге сектора.
По сообщению пресс-секретаря ЦАХАЛа бригадного генерала Моти Альмоза, начальник генерального штаба Армии обороны Израиля генерал-лейтенант Бени Ганц утвердил вечером 9 июля план наземного этапа операции «Нерушимая скала» в секторе Газа. Перед началом сухопутной операции ЦАХАЛ усилит давление на ХАМАС, значительно активизировав удары с воздуха по заранее намеченным тысячам целей.
С момента начала операции были убиты 43 палестинца, ещё 320 получили ранения.
Впервые с начала операции сигнал воздушной тревоги прозвучал в Модиине. О падении ракет в этом городе сообщений нет. Одновременно сирена прозвучала ещё в десятках населённых пунктов Гуш-Дана, а также в округе Шфела, в Ашдоде и Ашкелоне. Система Железный купол сбила над Гуш-Даном пять ракет, выпущенных из сектора Газа. ЦАХАЛ сообщил, что с начала операции батареи ПРО Железный купол сбили, в общей сложности, 60 ракет террористов.
Ракета и два миномётных снаряда разорвались на территории регионального совета Эшколь.
Были слышны несколько взрывов в окрестностях Тель-Авива и к югу от Явне. Ракеты упали в окрестностях Ашкелона и Тель-Авива, в том числе в районе международного аэропорта имени Бен-Гуриона. Системой ПРО Железный купол были сбиты две ракеты. Осколки одной из ракет упали около города Рамле. Сирены воздушной тревоги сработали в населённых пунктах районного совета Сдот-Негев, в Ашдоде, Ашкелоне и Ган-Явне. Позднее было зафиксировано падение трёх ракет. Поступила информация о падении ракеты «Град» (М-21ОФ калибра 122 мм) на открытой местности, неподалёку от Ашдода. Ещё одна ракета перехвачена системой ПРО.
Сирена, предупреждающая о ракетных обстрелах, трижды прозвучала в Ашдоде, районах Эшколь, Хоф-Ашкелон и Беэр-Тувия, Шаар-ха-Негев, Кирьят-Малахи, и в Сдероте. Подтверждено падение нескольких ракет. Две ракеты сбиты системой ПРО около Кирьят-Малахи. В результате падения осколков ракет возник пожар в районе Йоав. Пострадавших нет.
Сирены были слышны в Кирьят-Гате, долине Лахиш, районах Йоав, Шафир, Хоф-Ашкелон и в Сдероте. Зафиксировано падение нескольких ракет. Одна ракета, летевшая на Сдерот, сбита системой ПРО Железный купол.
В районе Хадеры упали осколки ракеты. Прозвучала сирена в Зихрон-Яакове. Две ракеты упали на открытой местности к югу от Хайфы, в районах Хоф-Кармель и Кейсарии. Один человек получил ранение в результате падения осколков сбитой ракеты в районе Зихрон-Яакова. Ответственность за очередную попытку ракетного обстрела Хайфы из сектора Газа взяли на себя боевики Бригады «Изз ад-Дин аль-Кассам» боевого крыла ХАМАСа.
На территории регионального совета Эшколь разорвались четыре миномётных снаряда. Одна из мин разорвалась на территории населённого пункта, вызвав пожар. Сирены звучали в Ашкелоне и населённых пунктах регионального совета Хоф-Ашкелон. Ракета была сбита системой ПРО Железный купол. Ракетному обстрелу подверглись Западный Негев и центр Израиля. Две ракеты разорвались недалеко от Кейсарии. Одна ракета была сбита Железным куполом над районом Гуш-Дана, и ещё одна упала на незастроенной местности. В Эшколе три ракеты разорвались на территории населённых пунктов, причинив ущерб нескольким зданиям. Сирены звучали в пригородах Иерусалима: ракета была сбита над региональным советом Мате-Йехуда. Сирены прозвучали в региональных советах Бней-Шимон, Хар-Хеврон, Аль-Касом, Мейтар, Лехавим, Эшколь, в Раате и Беэр-Шеве. Сообщается о падении десяти ракет: девять упало на территории регионального совета Эшколь, одна — на территории Шаар-ха-Негев. Одна ракета упала на территории населённого пункта, причинив ущерб жилому дому. Дважды в течение получаса звучала сирена в населённых пунктах Шаар-ха-Негев. Обстрелу подверглись округа Мерхавим, Сдот-Негев и кибуц Яд-Мордехай. Одна из ракет попала в дом в одном из кибуцов в Шаар-ха-Негев, причинив ему существенные повреждения. В результате обстрела никто не пострадал. Ещё три ракеты упали на незастроенной местности на территории регионального совета Мерхавим, одна — в Сдот-Негев. В результате этих обстрелов не было пострадавших и не был причинён ущерб. Вновь обстрелян Ашкелон и населённые пункты в региональном совете Хоф-Ашкелон. Одна ракета сбита системой ПРО Железный купол.
В сторону Димоны запущены три ракеты из сектора Газа, одна из которых была сбита системой ПРО Железный купол, остальные упали на пустырях. В окрестностях этого города находится ядерный исследовательский центр.
Служба скорой помощи Маген Давид Адом сообщила, что с момента начала операции медицинская помощь потребовалась 58 израильтянам: семь из них получили лёгкие ранения, 51 был госпитализирован для выведения из состояния нервного шока. По сообщению палестинского департамента здравоохранения, в результате военной операции, проводимой в секторе Газа, погиб 51 человек, 450 ранены.
ЦАХАЛ предотвратил повторную попытку террористов прорваться на территорию кибуца Зиким со стороны моря. Двое террористов были вовремя замечены и уничтожены.

### 10 июля

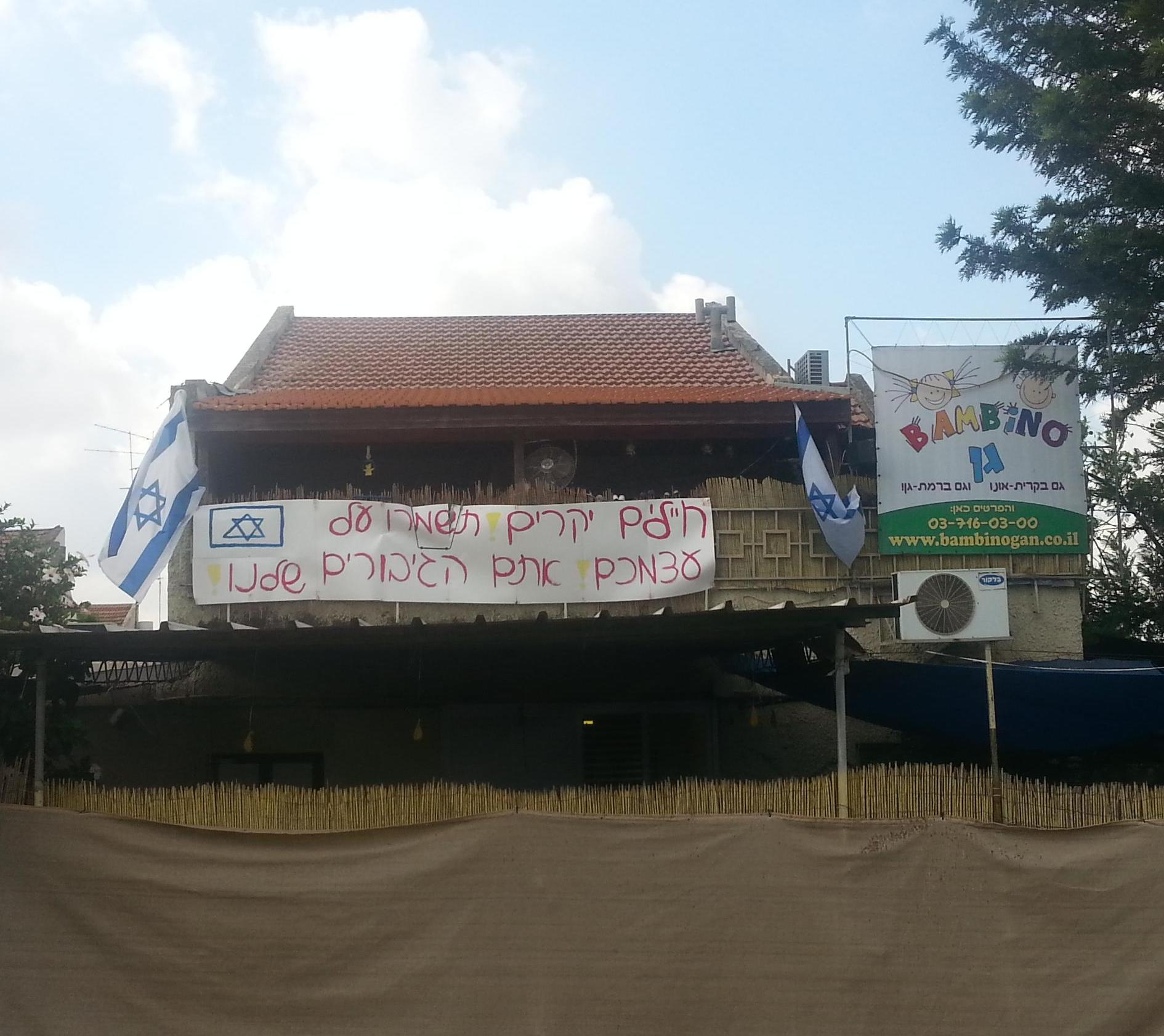
Плакат на здании детского сада в Кирьят-Оно гласит: «Дорогие солдаты! Берегите себя! Вы наши герои!»

Пресс-служба ЦАХАЛа сообщила в ночь на 10 июля, что с начала операции на территории Израиля разорвались 234 ракеты, 61 ракета была сбита системой ПРО Железный купол.
По данным ЦАХАЛа, в секторе Газа имеются в наличии около 10 тысяч ракет различных типов, а также тысячи ручных противотанковых гранатомётов РПГ-7, десятки противотанковых ракетных комплексов (в том числе типа «Корнет») и тысячи взрывных устройств (фугасы, мины и др.).
Для создания гуманитарного коридора, по которому будут доставлены раненные палестинцы, Египет временно откроет КПП «Рафиах». На этот шаг египетское правительство пошло в связи увеличивающимся количеством палестинцев, пострадавших в ходе проведения Израилем контртеррористической операции в секторе Газа. По данным палестинских СМИ, за несколько дней операции в секторе Газа погибло около 60 человек. Отмечается, что после прихода к власти Ас-Сиси Египет закрыл границы с сектором Газа, полностью прекратив сотрудничество с ХАМАСом, которого не раз обвинял в организации терактов на своей территории. Каир оказывал последнее время на руководство группировки и экономическое давление.
В ночь на 10 июля, по сообщениям медицинских источников Газы, в Хан-Юнисе в результате удара израильских ВВС погибли 7 человек. Ударом с воздуха разрушен дом Басима аль-Хаджа, погибли 8 человек, включая четырёх женщин и двух детей. 15 человек ранены. В районе лагеря беженцев Нусейрат разрушен дом Раэда Шалата, хозяин дома убит, несколько человек ранены. С начала операции в секторе погибли более 70 человек.
По сообщению пресс-службы ЦАХАЛа, с полуночи 10 июля атакованы 54 цели на территории сектора Газа. С начала операции атакованы 785 целей: около 100 туннелей, 500 пусковых установок, 11 складов оружия и мастерских по производству вооружений, 24 объекта террористов, в основном командные пункты, 79 домов командиров боевиков, в первую очередь ХАМАСа. В северной части сектора Газа ВВС ЦАХАЛа уничтожили троих террористов, принадлежавших к Палестинскому Исламскому джихаду и причастных к производству ракет. По сообщению агентства Maan, ВВС обстреляли автомобиль в центре города Газа. В результате воздушного удара трое убиты, четверо ранены.
ВВС ЦАХАЛа нанесли удары по 14 домам в секторе Газа, в которых хранились вооружения или с крыш которых осуществлялся запуск ракет по территории Израиля. Нанесён удар по дому одного из лидеров боевиков Палестинского Исламского джихада в Хан-Юнисе. Около КПП «Эрез» израильскими военными был застрелен подозрительный палестинец. Медицинские источники ХАМАСа сообщают, что в районе Бейт-Лахии в результате обстрела погиб 5-летний ребёнок. Нанесён удар в северной части сектора Газа. Террорист ХАМАСа, причастный к ракетным обстрелам Израиля, уничтожен.
Через контрольно-пропускной пункт «Керем Шалом» на границе Израиля и сектора Газа прошли около двухсот грузовиков с едой, медикаментами и другими товарами первой необходимости. Это делается для предотвращения гуманитарной катастрофы в анклаве и легитимизации контртеррористической операции Израиля в глазах мирового сообщества. Товары двойного назначения, которые могут использоваться террористами, ввозу не подлежат.
Палестинские СМИ сообщают, что в районе Хан-Юниса израильские ВВС нанесли удар по дому активиста ХАМАСа Яхьи Сануара, вышедшего на свободу осенью 2011 года, в рамках «сделки Шалита». ВВС ЦАХАЛа в северной части сектора Газа нанесли удар по автомобилю, в котором находились трое террористов. Цель уничтожена.
По сообщениям палестинских источников, ЦАХАЛ предупредил жителей населённых пунктов Бейт-Лахии, Бейт-Хануна и Абасана (большого и малого), находящихся на северной границе сектора Газа и Израиля, о готовящейся в этом районе войсковой операции. Жителям рекомендовано эвакуироваться в центральные или южные районы сектора на время проведения операции. Речь идёт об эвакуации около 1 тыс. человек.
ЦАХАЛ продолжил подготовку к наземной операции в секторе Газа.
Ударом с воздуха в районе Зейтун города Газы был убит мотоциклист. Несколько человек ранены..
С начала операции с моря, с суши и с воздуха в секторе Газа были уничтожены 930 объектов террористической инфраструктуры. Медицинские источники в секторе Газа вечером сообщили новые данные: 89 погибших и 560 раненых.
В течение последних суток ракетами из сектора Газа были обстреляны Тель-Авив, Рамат-Ган, Реховот, Беэр-Шева, Ашкелон, Офаким, районный совет Мерхавим, Сдот-Негев, районный совет Эшколь, Мицпе-Рамон, Димона, Иерухам, Рамат-Негев, Сдот-Негев и Шаар-ха-Негев, Ащдод, Ган-Явне и кибуц Яд-Мордехай, район Хоф-Ашкелон, Иерусалим, Маале-Адумим, Бейт-Шемеш. Нетивот обстрелян ракетами «Град». Система ПРО Железный купол сбила десятки ракет.
Террористами предпринята попытка обстрела аэропорта Бен-Гурион. Сирена была слышна в Рамле и Лоде. Система ПРО Железный купол перехватила ракеты, выпущенные из Газы. ХАМАС заявил, что по аэропорту были выпущены ракеты «Седжиль-55» иранского производства.
На шоссе номер 5, ведущем в сторону израильского города Ариэль, полицейскими перехвачен автомобиль, в котором обнаружены баллон с газом и взрывчатка. Водитель и двое пассажиров машины, имевшие при себе палестинские удостоверения личности, задержаны и переданы в руки ШАБАКа.

### 11 июля
По данным ЦАХАЛа, террористы выпустили из сектора Газа не менее 40 ракет. По сообщениям палестинских источников, в ночь на 11 июля ВВС ЦАХАЛа нанесли удары по сектору Газа. В результате атак 8 человек погибли, имеются раненые. Пресс-служба ЦАХАЛа сообщила, что в рамках операции с полуночи до 6 утра израильские ВВС атаковали 50 целей на территории сектора Газа. За последние 24 часа были атакованы 210 целей. Всего с момента начала операции атакованы 1100 целей.
Палестинские источники сообщают о 90 убитых и более 660 раненых.
Пресс-служба Армии обороны Израиля опубликовала видеозапись и схемы, на которых видно, в каких местах террористы ХАМАСа, Палестинского Исламского джихада и Комитетов народного сопротивления в Газе создают склады вооружений, роют туннели и организуют штаб-квартиры. Так, в центре города Газа тренировочная база боевиков ХАМАСа и вход в туннель, используемый как укрытие, были расположены в непосредственной близости от школы. Сам туннель проходил под зданием школы. Склад оружия Комитетов народного сопротивления в центральной части сектора был размещён в центре жилого массива. Ближайшие дома от склада находились на удалении 1—35 метров. Оружейный склад боевиков Исламского джихада в Хан-Юнисе (на юге сектора) также был спрятан в жилом квартале при удалении от домов местных жителей на 18—40 метров. Склад ракет M-75, которыми ХАМАС обстреливал Тель-Авив и Иерусалим, размещался в северной части сектора, вплотную к жилым домам. Вход в туннель на севере сектора боевики ХАМАСа также скрыли в жилом районе. Склад ракет находился здании школы. Ракетные шахты боевиков Исламского джихада в Джебалии были вырыты в окружении жилых домов. Там же боевики ХАМАСа вырыли ракетную шахту в 20 метрах от здания международной организации Красный крест. Приведённый выше перечень является списком поражённых целей. Военно-воздушным силам ЦАХАЛа приходится действовать с предельной точностью, чтобы минимизировать ущерб общественным и жилым постройкам во избежание жертв среди мирного населения.
Палестинские источники сообщили, что ВВС Израиля нанесли удар по автомобилю в секторе Газа. Уничтожены два боевика террористической организации Бригады «Изз ад-Дин аль-Кассам», боевого крыла ХАМАСа. Число погибших в секторе Газа с начала антитеррористической операции составило 100 человек.
Египетскими силами безопасности перехвачена партия ракет, которые палестинские террористы пытались перебросить на Синайский полуостров. После перестрелки с боевиками в районе Рафиаха, военные обнаружили туннель, в котором находились 20 боеголовок ракет «Град» и 20 направляющих конструкций. Предположительно, террористы собирались обстрелять израильскую территорию с Синайского полуострова. Власти Египта закрыли пограничный переход в Рафиахе. Накануне переход был временно открыт, чтобы пропустить раненых палестинцев, отправляемых на лечение в больницы на Синайском полуострове.
Как правило, ЦАХАЛ ставит жителей сектора Газа в известность о своих операциях по телефону, что позволяет избежать большого числа жертв среди мирного населения. ХАМАС призывает жителей сектора формировать «живые щиты» при налётах израильской авиации. Представитель организации похвалил палестинцев, которые выходят на крыши домов перед налётами ВВС Израиля. «Мы призываем всех перенять эту практику», — заявил он.
ВВС Израиля обстреляли группу боевиков палестинской террористической организации ХАМАС в секторе Газа. По имеющимся данным, несколько человек получили ранения. Палестинские источники сообщили, что в результате удара по району Саджаия в секторе Газа двое убиты.
Противотанковыми ракетами террористы обстреляли израильский военный джип в районе Нахаль-Оз, на границе сектора Газа. В результате двое военнослужащих получили лёгкие ранения.
В ночь на 11 июля в Хайфе во время сирены, предупреждающей о ракетном обстреле из сектора Газа, пожилая женщина упала по дороге в бомбоубежище. Бригада скорой помощи «Маген Давид Адом» была вызвана для оказания помощи, но была вынуждена констатировать смерть женщины, скончавшейся, по всей видимости, от сердечного приступа.
В ночь на 11 июля с территории Ливана была выпущена ракета «Катюша» по Израилю. Она упала на крайнем севере между Метулой и Кирьят-Шмоной. Пострадавших нет, ущерба нет. ЦАХАЛ уведомил об обстреле силы UNIFIL и выразил протест в связи с грубым нарушением суверенитета Израиля. Израильская артиллерия в ответ обстреляла район, из которого, предположительно, была выпущена ракета. Затем ливанская армия сообщила, что обнаружены ещё две ракеты, готовые к запуску в сторону израильской территории, и задержан подозреваемый в причастности к ракетному обстрелу. По сообщению ливанских источников территорию Израиля обстрелял активист суннитской исламистской группировки «Джамаа Исламия» Хусейн Изат Атве. Террориста арестовали в больнице, куда он попал с ожогами, полученными во время запуска ракеты. По официальной версии ливанских властей, Атве действовал в одиночку, желая выразить сочувствие палестинскому народу.
Обстрел территории Израиля ракетами и миномётными снарядами продолжен. Ракеты неоднократно выпускались в направлении Ашкелона, Ашдода, Беэр-Шевы, регионального совета Хоф-ха-Кармель, Хадеры и Хайфы, района Мерхавим, Офаким, Сдерот и района Шаар-ха-Негев, Сдот-Негев, Нетивота, населённых пунктов района Эшколь, Кфар-Маймона, Шаршерет, нескольких городов округа ха-Шфела — Кирьят-Малахи, Реховота, Нес-Ционы, Гедеры и Ган-Явне, а также Западного Негева. Одна из ракет, выпущенных террористами, попала в автозаправочную станцию в Ашдоде. В результате пострадали три человека, один из них получил тяжёлые ранения. Обстрел вёлся в сторону Ницаним и Хоф-Ашкелон. Обстреляны Тель-Авив, международный аэропорт имени Бен-Гуриона, Лод, Рамле, Холон, Бат-Ям, Ришон-ле-Цион, Герцлия, Ган-Явне, Штулим и Сде-Узияху. Часть ракет сбиты системой ПРО Железный купол.
Палестинский Исламский джихад взял на себя ответственность за ракетный обстрел Гуш-Дана, заявив, что выпустил в сторону центра Израиля иранскую ракету «Фаджр-5» (калибр 333 мм, способны поражать цели на расстоянии до 75 км, масса взрывчатого вещества в боевой части 90 кг). Израильские ВВС нанесли удар по дому Абдаллы Шами, одного из руководителей политического крыла этой террористической организации.
Восьмая батарея системы противоракетной обороны Железный купол поставлена на боевое дежурство. Система доказала свою эффективность во время ракетных обстрелов израильской территории. Только за 11 дней июля система сбила около 140 ракет палестинских террористов, выпущенных по израильским городам.
По данным пресс-службы ЦАХАЛ, 11 июля из сектора Газа по Израилю выпущено 140 ракет. В результате обстрелов двое израильтян получили ранения. Система ПРО Железный купол перехватила 27 ракет. С момента начала операции из сектора Газа выпущено свыше 680 ракет, 520 из них упали на израильской территории, 140 сбиты системой ПРО. По данным медицинских источников Газы, c начала операции в результате ударов ЦАХАЛ по целям в различных районах сектора убиты 127 человек, 924 ранены.

### 12 июля
ВВС ЦАХАЛа нанесли ночью удары по 84 объектам инфраструктуры террористов в секторе Газа: по пусковым установкам, комплексам обороны террористов, оружейным фабрикам и другим объектам. Среди прочих целей был обстрелян склад, устроенный боевиками в мечети, окружённой жилыми домами в лагере беженцев Нусейрат в центре сектора Газа.
Среди уничтоженных объектов была пусковая установка, использованная террористами для обстрела Беэр-Шевы. Военные провели точечные ликвидации десяти террористов. С начала проведения антитеррористической операции ЦАХАЛ атаковал около 1160 объектов в секторе Газа.
Египетские власти вновь открыли пограничный переход в Рафахе, закрывшийся накануне. КПП открыт для палестинцев, получивших ранения в ходе антитеррористической операции и нуждающихся в лечении в Египте, а также для египетских и иностранных граждан.
Израильские ВВС в северной части сектора Газа нанесли удар по группе террористов, готовившихся к очередному обстрелу. Палестинские СМИ сообщают, что в результате атаки в районе Джебалии трое убиты, двое тяжело ранены. Позже один из раненых скончался в больнице.
По данным медицинских источников Газы, со времени начала операции погибли 114 жителей сектора (сколько из них были боевиками, не сообщается).
ВВС израильской армии нанесли удар по цели в северной части сектора Газа, в районе Бейт-Лахии. По утверждению палестинского агентства Safa, одна из ракет попала в Дом инвалидов, где находились женщины и дети с особыми потребностями. Принадлежащий ХАМАСу «Палестинский информационный центр» утверждает, что в результате удара по Бейт-Лахии были убиты шесть человек, в их числе три девушки-инвалида. Медицинские источники Газы не подтверждают сообщение о жертвах. ЦАХАЛ не комментирует эту информацию.
ВВС израильской армии нанесли удар по дому влиятельного активиста ХАМАСа Яхье Сануара в Хан-Юнисе, вышедшего на свободу осенью 2011 года, в рамках «сделки Шалита». Здание разрушено полностью. О том, жив ли хозяин дома, информации нет. 10 июля ВВС ЦАХАЛа уже атаковали дом Сануара, но тогда здание было разрушено частично.
Координатор действий на палестинских территориях генерал Йоав Мордехай подписал уже около 800 разрешений на выезд сотрудникам ООН, агентам международных гуманитарных организаций и другим обладателям иностранных паспортов, желающим покинуть сектор Газа в связи с операцией ЦАХАЛа. В числе обратившихся и палестинцы, обладающие двойным гражданством. За разрешениями обратились также граждане США, Австралии, Турции, Великобритании, Норвегии, Швеции и Румынии. Предположительно, организованная эвакуация начнётся 13 июля, через пограничный терминал «Эрез».
По сообщению палестинских СМИ, ВВС Израиля нанесли удар по кварталу Газы Шейх Радуан. Среди прочего, разрушен дом, принадлежавший сестре главы правительства ХАМАСа Исмаила Хании. В результате погибли шесть человек. Трое из них боевики ХАМАСа Нидаль аль-Малиш, Ратб ас-Сифи и Расан Насри Двое из погибших — племянники Хании.
Ракета, запущенная террористами, взорвалась на территории сектора, едва вылетев из пусковой установки. Из-за этого на складах агентства ООН по гуманитарной помощи палестинцам (UNRWA) недалеко от КПП «Карни» начался пожар.
ВВС ЦАХАЛа нанесли удар по террористическому объекту в районе Шааф, к востоку от города Газа. Источники в секторе Газа утверждают, что целью удара был дом командира полиции ХАМАС Тайсира аль-Батша. Как сообщило палестинское агентство «Safa», погибли не менее 15 человек, 35 получили ранения. Сам аль-Батш был ранен, но выжил.
Обстрел территории Израиля ракетами и миномётными снарядами продолжен. Ракеты неоднократно выпускались в направлении населённых пунктов района Эшколь, Беэр-Шевы и района Мерхавим, Западного Негева, часть — в сторону центрального района страны — Реховот и Ришон-ле-Цион. Две ракеты упали в округе Лахиш. Обстреляны Сдерот, Беэр-Шева и Ашкелон, Ашдод, Реховот, Лод, Рамле, Явне, Ришон-ле-Цион и Нес-Циона. Сирены воздушной тревоги прозвучали в Иерусалиме и ряде окрестных населённых пунктов. Сирены в южных районах Тель-Авива и к северу от него — в Герцлии и Рамат-ха-Шароне, а также в городах центрального округа Гуш-Дан — Бней-Брак, Рамат-Ган, Петах-Тиква, Гиватаим. Ракета «Град» разорвалась на открытой местности между Кирьят-Малахи и Ашкелоном. Ракетные залпы в сторону Беэр-Шевы, Беэр-Тувии, Кирьят-Малахи, Бейт-Шемеша, Модиина. ВВС ЦАХАЛа уничтожили в Бейт-Лахии ракетную установку, использовавшуюся для обстрела Тель-Авива. Террористы утверждают, что выпустили три ракеты M-75 (масса взрывчатого вещества 70—90 кг) по Иерусалиму. Одна из ракет попала в городскую черту Хеврона, пострадавших нет. Повреждено здание. Вторая ракета упала к югу от Бейт-Лехема, третья — в районе поселения Эфрат. Часть ракет сбила система ПРО Железный купол.
По данным ЦАХАЛа, с момента начала операции из сектора Газа было выпущено около 800 ракет, 635 из них упали на израильской территории, около 150 сбиты системой ПРО, остальные упали на территории сектора. В результате обстрелов свыше 20 израильтян получили ранения. По данным медицинских источников Газы, с начала операции в результате ударов ЦАХАЛа по целям в различных районах сектора убиты более 160 человек, около 1100 ранены.

### 13 июля
Операция «Нерушимая скала» продолжается. С начала операции ЦАХАЛ нанёс удары по 1320 объектам на территории сектора Газа, включая 735 замаскированных ракетных установок, 64 тренировочных базы и военных объекта, 58 складов с оружием и фабрик по сбору ракет, 32 объекта лидеров ХАМАСа, 29 объектов коммуникационной инфраструктуры и пр. В ночь с 12 на 13 июля авиаудары были нанесены по более чем 20 объектам террористов. В связи с тем что террористы скрывают свои штабы, склады и ракетные шахты в жилых районах, из-за плотной застройки жертв среди мирного населения избежать не удаётся.
В ночь на 13 июля спецназ Армии обороны Израиля провёл операцию в районе Судания, на северо-западе сектора Газа.
Под прикрытием боевых самолётов и вертолётов ВВС, а также кораблей ВМФ ЦАХАЛа, десантировавшийся с катеров отряд бойцов спецназа ВМС «Шайетет 13» атаковал комплекс, где хранились ракеты, использовавшиеся для обстрелов Гуш-Дана, ха-Шарона, Иерусалима и окрестностей Хайфы. При этом отряд вступил в перестрелку с боевиками ХАМАСа и палестинского Исламского джихада. В ходе боя четыре спецназовца получили лёгкие ранения. С палестинской стороны были убиты не менее трёх боевиков. Комплексу нанесён ущерб. Все участники операции вернулись на базу. Предполагается, что необходимость проведения такой операции была обусловлена тем, что ракеты находились в месте, которое сложно было атаковать с воздуха из-за высокой вероятности многочисленных жертв среди мирного населения.
Палестинское агентство Safa сообщило, что здание филиала Исламского национального банка, расположенное на улице Умар Мухтар, в центре города Газа было атаковано беспилотным самолётом ЦАХАЛа. Воздушный удар привёл к пожару и значительным разрушениям. Сообщается также, что накануне вечером израильские ВВС атаковали филиал банка в Хан-Юнисе, почти полностью его разрушив. ЦАХАЛ эту информацию не комментирует.
ВВС ЦАХАЛа уничтожили пусковые установки, которые были использованы террористами для ракетного обстрела центральных районов Израиля.

Над северной частью сектора ЦАХАЛ разбросал с вертолётов листовки с призывом к жителям квартала, ограниченного улицами эль-Ататра и аль-Салтан (с востока) и Джебалией. Чтобы не подвергать свою жизнь опасности, им рекомендуется до 12:00 покинуть свои дома, освободить территорию и переехать южнее Джебалии. В листовке говорится: 
Операция ЦАХАЛа будет кратковременной, но тот, кто не прислушается к этой рекомендации, рискует своей жизнью и жизнью членов своей семьи. Будьте осторожны — и вы сохраните свои жизни.
 После эвакуации гражданских лиц ЦАХАЛ намерен приступить к зачистке этой территории от террористов и пусковых ракетных установок, с которых по Израилю запускаются ракеты дальнего радиуса действия. Помимо разбрасываемых с воздуха листовок, ЦАХАЛ также использует для оповещения sms-сообщения и телефонные звонки. Руководство террористической организации ХАМАС призвало жителей города оставаться на своих местах. Однако после 11:00 поступили сообщения, что около 4 тысяч арабов эвакуированы в лагеря Агентства ООН по оказанию помощи палестинцам.
По сообщению палестинских источников, ЦАХАЛ нанёс удар с воздуха по дому в Бейт-Лахии. Жители этого городка прислушались к призыву ЦАХАЛа и покинули свои дома, перебравшись в Джебалию. К жителям сектора Газа, покинувшим свои дома после предупреждения ЦАХАЛа о готовящейся операции, обратилось министерство внутренних дел в правительстве ХАМАСа. В обращении говорится: «Всем нашим братьям, что покинули свои дома! Вы обязаны вернуться немедленно и не должны покидать свои дома. Вы обязаны подчиняться распоряжениям министерства внутренних дел». В ХАМАСе подчёркивают, что «бегство мирных граждан» ослабляет тыл и вредит делу палестинского сопротивления.
Сектор Газа покинула группа палестинцев, обладающих двойным гражданством. КПП «Эрез» пересекли около 670 человек. В группе имеются граждане России, Украины и Белоруссии. Сообщается также о гражданах США, Швеции, Норвегии и Бельгии. Операция была проведена при помощи иностранных посольств. 10 июля сектор покинула первая группа иностранных граждан, включавшая 240 человек. В их числе граждане США, Швеции, Греции, Сербии и Румынии.
ВВС Израиля нанесли удар по объекту террористов к востоку от Бейт-Хануна. Палестинские СМИ сообщают об одном убитом и нескольких раненых, разрушены три здания.
Израиль продолжает выполнять свои гуманитарные обязательства. Невзирая на войну с ХАМАСом, 13 июля через КПП «Керем Шалом» было пропущено 50 трейлеров с продовольствием, 120 тонн газа, 288 тысяч литров мазута, 18 тысяч литров солярки и 70 тысяч литров бензина для жителей сектора Газа.
Без электричества остались около 70 тысяч жителей Хан-Юниса и Дир эль-Балаха на севере сектора Газа из-за того, что ракета, запущенная боевиками в сторону израильских населённых пунктов, повредила линию электропередач.
На вечернем заседании военно-политического кабинета принято решение о продолжении мобилизации резервистов и нанесении новых ударов с воздуха. Данных о принятии решения по началу наземной операции не поступало.
Обстрел территории Израиля ракетами и миномётными снарядами продолжен. Ракеты неоднократно выпускались в направлении региональных советов Мерхавим, Эшколь, Шаар-ха-Негев, Сдот-Негев, Лахиш, Хоф-Ашкелон, городов Ашкелона, Ашдода и Беэр-Шевы. Воздушная тревога несколько раз объявлялась в Модиине, Ришон-ле-Ционе, Нес-Ционе, Реховоте, Лоде, Рамле, Гедере, в районе аэропорта имени Бен-Гуриона и в городах округа Шфела. Обстрелян пограничный переход «Керем Шалом», через который в сектор Газа продолжают поступать гуманитарные грузы. В результате взрыва ракеты в Ашкелоне тяжело ранен 16-летний Ярин Галеви. Сирена воздушной тревоги в районе Бней-Шимон, в посёлках Сгула и Менуха в региональном совете Лахиш, в Явне, Нирим и Эйн-ха-Шлоша. Согласно заявлению ХАМАСа, в сторону Ришон-ле-Циона была выпущена ракета класса «Фаджр-5» и ещё три ракеты класса M-75 — в сторону Тель-Авива. Сирены, предупреждающие о ракетном обстреле, прозвучали на севере Израиля. Сирены во многих посёлках и кибуцах звучат с интервалом в несколько минут. Ракетному обстрелу вновь подверглись Кирьят-Малахи, Беэр-Тувия, Ашдод, Ашкелон, Бней-Аиш, Ган-Явне, Сдерот, Явне. Продолжаются обстрелы населённых пунктов на границе с сектором Газа. В течение получаса из Газы были выпущены не менее 30 ракет. Сирена прозвучала в Бейт-Шемеше, Модиине и ряде населённых пунктов в Самарии. Продолжаются ракетные обстрелы населённых пунктов в радиусе 40 км от сектора Газа. Сирены звучат в Ашкелоне, Ашдоде, Гедере и её пригородах. Часть ракет сбита системой ПРО Железный купол.
После того как одна из ракет, выпущенных террористами из сектора Газа, разорвалась в районе Хеврона, ЦАХАЛ обратился к палестинской администрации и местным советам ряда арабских населённых пунктов на территории Палестинской автономии с просьбой о соблюдении рекомендаций Командования тылом Израиля, связанных с ракетными обстрелами. Палестинские населённые пункты не имеют общественных бомбоубежищ, защищённых от попадания ракет, но жители обычно слышат сирены, предупреждающие о ракетном обстреле. Кроме того их, как и израильские города, прикрывает система ПРО Железный купол. ЦАХАЛ обращает внимание жителей автономии, что элементарное соблюдение рекомендаций службы тыла поможет избежать жертв среди мирного населения.
Со специальным заявлением, посвящённым ходу антитеррористической операции в секторе Газа, на заседании правительства выступил премьер-министр Израиля Биньямин Нетаньяху. «Мы продолжим действовать терпеливо, хладнокровно, ответственно и решительно, чтобы достичь цели операции: вернуть Израилю спокойствие на долгое время, нанеся непоправимый урон ХАМАСу и другим террористическим организациям в секторе Газа. ЦАХАЛ готов к любому сценарию», — сказал он. Полный текст заявления предоставлен пресс-службой главы правительства.
Брифинг для средств массовой информации провёл высокопоставленный офицер ЦАХАЛа. Он поделился армейской оценкой хода операции «Нерушимая скала».
Девятая батарея ПРО Железный купол поставлена на боевое дежурство. Восьмая батарея была принята на вооружение ЦАХАЛ днём ранее. Обе батареи относятся уже к новому поколению, оснащённому значительно более мощным радаром и другими новшествами.
За время операции, начатой 8 июля, ЦАХАЛ атаковал более 1400 целей в секторе Газа. По израильской территории за тот же период выпущены террористами около 900 ракет, примерно 170 из них (летевших на населённые районы) сбиты системой ПРО Железный купол, остальные упали на открытой местности или на территории сектора Газа. Ранения в результате обстрелов получили более 20 израильтян, погибших нет. Согласно палестинским источникам, погибло 170 человек, около 1200 ранены.

### 14 июля
Продолжается антитеррористическая операция в секторе Газа. С 8 июля атаковано около 1470 целей в секторе Газа, в том числе 210 туннелей и бункеров террористов, 770 скрытых ракетных установок и шахт, около 70 тренировочных баз, более 60 складов вооружений, мастерских по производству ракет и другие объекты террористической инфраструктуры. По состоянию на утро 14 июля, медицинские источники Газы сообщили о 172 убитых и 1230 раненых. По данным ЦАХАЛа, с 7 июля из сектора Газа были выпущены более 980 ракет, из них около 760 разорвались на израильской территории, примерно 200 ракет были сбиты системой ПРО Железный купол, остальные упали на территории сектора Газа. Ранения в результате обстрелов получили более 20 израильтян, погибших нет. В соответствии с международными договорённостями, невзирая на продолжающиеся обстрелы, Израиль обеспечил проезд в Газу примерно 260 грузовиков, доставивших более 4400 тонн продовольствия, 900 тонн сжиженного газа, около 3,2 миллиона литров дизельного топлива, примерно 500 тысяч литров бензина. Кроме того, больницам в Газе были переданы более 500 порций донорской крови.
Удар с воздуха нанесли израильские ВВС по группе боевиков в районе Хан-Юниса. Имеются убитые и раненые. Пресс-служба ЦАХАЛа сообщила, что целью атаки стала группа ракетчиков, осуществлявшая обстрелы населённых пунктов на территории Эшколя.
Террористы выпустили противотанковую ракету в сторону израильского танка, находившегося на границе с сектором Газа. Ракета была успешно отражена системой активной защиты Трофи. Техника не пострадала, жертв нет.
Две ракеты по территории Израиля выпущены из Южного Ливана. Система раннего оповещения о ракетных обстрелах сработала в Нагарии и населённых пунктах Западной Галилеи. В ответ ЦАХАЛ обстрелял район, откуда были выпущены ракеты.
Продолжаются ракетные обстрелы территории Израиля. Неоднократно ракеты выпускались в направлении Беэр-Шевы, Ашкелона, территорий районного совета Хоф-Ашкелон, населённых пунктов районного совета Эшколь, Сдерота, КПП «Керем Шалом», районов Сдот-Негев, Шаар-ха-Негев, Ницаним, Зиким и Кармии. За четверть часа по израильской территории из сектора Газа было выпущено около 20 ракет. Обстреляны Сдерот, Ашдод, район Мерхавим, район Бней-Шимон, Нирим и Эйн-ха-Шлоша. За час по израильской территории было выпущено 10 ракет. Ракета разорвалась возле жилого дома в Зиким. Сирены в Кирьят-Малахи, Ган-Явне и Беэр-Тувии. В окрестностях Ашкелона зафиксировано падение десятков ракет. Две ракеты разорвались недалеко от Офаким. Сирены прозвучали в Тель-Авиве и населённых пунктах центра, юга и севера Израиля. По данным ЦАХАЛа, из Сирии были выпущены по Израилю две ракеты. Одна из них упала у въезда в один из кибуцов на Голанских высотах. В это же время ракетному обстрелу подверглись Беэр-Шева, Ашкелон, Нетивот и приграничные районы. После обстрела Беэр-Шевы в приёмное отделение больницы «Сорока» поступили две девочки, одиннадцати и тринадцати лет, получившие осколочные ранения в результате падения ракеты. По данным на 18:00, в течение дня из сектора Газа было выпущено около 80 ракет. Попытка ракетного обстрела Димоны. Ракета упала на незастроенной местности близ Йерухама. Сирены в Яд-Мордехае и Нетив-ха-Асара. Часть ракет сбита системой ПРО Железный купол.
В сторону Израиля с территории Ливана были запущены две ракеты, одна из которых упала на территории Ливана, друга — разорвалась на незастроенной местности недалеко от Рош-ха-Никра. В результате обстрела никто не пострадал.
В ответ на обстрел израильской территории артиллерия ЦАХАЛа нанесла удар по цели в Ливане.
Вечером от ряда ближневосточных информационных агентств стали поступать сообщения, сводящиеся к тому, что Египет представил проект соглашения о перемирии между Израилем и ХАМАСом, а стороны выразили принципиальное согласие с условиями договора. Стороны должны подписать соглашение о прекращении огня в 9:00 15 июля, а через 24 часа оно вступит в силу. Каких-либо подробностей, касающихся условий египетской мирной инициативы, не сообщалось, и на момент публикации ни руководство ХАМАСа, ни израильские власти эту информацию не комментировали.
По информации СМИ, обе стороны выдвигают свои условия для прекращения огня. При этом в публикациях отмечается, что разногласия между Израилем и ХАМАСом велики. ХАМАС настаивает на освобождении 55 заключённых, активистов, которые вышли из тюрем в рамках «сделки Шалита» в октябре 2011 года, но затем были вновь задержаны в ходе операции «Возвращайтесь, братья» летом 2014 года. Дополнительно, ХАМАС настаивает на открытии перехода Рафах на границе с Египтом.
Израиль настаивает на полном разоружении ХАМАСа и уничтожении туннелей и шахт для запуска ракет. Израиль также требует от ХАМАСа вернуться к соблюдению условий договора, заключённого в ноябре 2012 года по итогам операции «Облачный столп».
Соглашение включало в себя четыре основных пункта:
1. Израиль должен был прекратить «точечные ликвидации» лидеров «сопротивления», а также военные операции на море, на суше и с воздуха.
2. Все палестинские группировки обязывались прекратить военные действия против Израиля, включая ракетные обстрелы и диверсии на границе.
3. Через 24 часа после прекращения огня должны были быть открыты пограничные переходы на границе с сектором Газа, а также должно было быть разрешено свободное передвижение людей в зоне безопасности.
4. Дальнейшие требования сторон должны были обсуждаться при посредничестве Египта после вступления в силу соглашения.

### 15 июля
По сообщениям пресс-службы ЦАХАЛа, в ходе антитеррористической операции с ночи на 8 июля в секторе Газа атакованы свыше 1500 целей. В том числе: 210 туннелей и бункеров террористов, 770 скрытых ракетных установок и шахт, около 70 тренировочных баз, более 60 складов вооружений, мастерских по производству ракет и другие объекты террористической инфраструктуры. Уничтожены около 3000 ракет. За тот же период, из сектора Газа выпущены более 1100 ракет, из них свыше 800 разорвались на израильской территории, более 200 ракет сбиты системой ПРО Железный купол, остальные упали на территории сектора Газа. Ранения в результате обстрелов получили 24 израильтянина, погибших нет. По утверждению палестинского агентства Maan, с начала проведения антитеррористической операции, в результате атак израильской армии убиты 186 человек, 1390 получили ранения.
ВВС ЦАХАЛа атаковали ночью группу террористов в районе Бейт-Лахии, на севере сектора Газа, незадолго до готовившегося ими ракетного обстрела территории Израиля. Имеются раненые. Также нанесены удары по домам высокопоставленных представителей Бригад «Изз ад-Дин аль-Кассам» (боевое крыло ХАМАСа) и Палестинского исламского джихада.
В Хан-Юнисе нанесён удар по домам боевиков ХАМАСа, в том числе атакован дом полевого командира Маруана Исы. В районе Рафиаха был убит мотоциклист, участвовавший в ракетных обстрелах Израиля.
После того как 14 июля стало известно, что ведутся переговоры об условиях прекращения огня, ХАМАС подтвердил этот факт, но не слухи о достижении временных рамок. Официальный Иерусалим данную информацию не комментирует, однако ряд политиков выступили с критикой идеи о прекращении огня на данном этапе операции, хотя условия соглашения пока не опубликованы. Председатель Палестинской автономии Абу-Мазен и президент США Барак Обама приветствовали инициативу Египта. Пресс-секретарь ХАМАСа Фаузи Бархум завил, что инициатива Египта для них неприемлема.
В ответ на ракетный обстрел израильской части Голанских высот 14 июля, ЦАХАЛ нанёс удары по казармам 90-й бригады сирийской армии, дому мэра городка Баас и ряду других объектов в районе Кунейтры. Сирийские СМИ утверждают, что в результате нанесённого удара погибли 12 военнослужащих и ещё несколько человек ранены. Кроме того, нанесён ущерб ряду правительственных зданий.
На заседании узкого кабинета министров по вопросам безопасности, на котором обсуждалось египетское предложение о прекращении огня, принята инициатива Египта и решено дать шанс прекращению огня. Из восьми министров, входящих в узкий кабинет, двое — Авигдор Либерман и Нафтали Беннет — выступили против этой инициативы и потребовали продолжать антитеррористическую операцию.
На фоне продолжающихся ракетных обстрелов израильской территории из сектора Газа, глава правительства Биньямин Нетаньяху и министр обороны Моше Яалон в 15:00 отдали приказ ЦАХАЛу возобновить военную операцию. ВВС ЦАХАЛа нанесли удары в центральной части сектора, а артиллерия атаковала цели к востоку от города Газа.

Премьер-министр Биньямин Нетаньяху заявил: 
Мы приняли инициативу Египта, чтобы дать возможность очистить сектор Газа от ракетного арсенала и туннелей, используемых террористами, путём переговоров. <…> Если ХАМАС не примет предложения о прекращении огня, а именно так это выглядит сейчас, Израиль получит полную международную легитимацию расширить военную операцию и восстановить тишину. <…> Целью операции «Нерушимая скала» было и остаётся возвращение спокойствия гражданам Израиля путём нанесения тяжёлого удара ХАМАСу и другим террористическим организациям, и за эту неделю мы нанесли им мощнейший удар, сорвав все попытки посягательства на жизни израильтян.
С момента возобновления военной операции в секторе Газа после шестичасового «перемирия» были уничтожены не менее 20 ракетных установок, подземные туннели террористов, склады с оружием и боеприпасами, а также объект террористической инфраструктуры в районе Хан-Юниса, Бейт-Хануна и Бейт-Лахии. Нанесён удар по четырём домам в центре города Газа. Палестинские информационные агентства сообщают о десяти пострадавших в результате атаки с воздуха в Бейт-Лахии. Только с 15:00 и до 17:00 ЦАХАЛ нанёс удары с земли, воздуха и моря по 30 целям на территории сектора Газа. В районе Хан-Юниса ВВС ЦАХАЛа атаковали ракетный расчёт за несколько мгновений до того, как террористы осуществили запуск ракеты в сторону Израиля. Уничтожен один из боевиков. С 00:00 до 17:30 из сектора Газа было запущено в сторону Израиля более 75 ракет.
ХАМАС объявил о том, что он отвергает «египетскую инициативу», предусматривавшую полное прекращение огня, и палестинские боевики увеличили зону обстрелов. Сирены зазвучали в Ашкелоне, Кирьят-Гате, Беэр-Шеве, Тель-Авиве, Бат-Яме, Яффо, Холоне, Димоне, Йерухаме. Под ракетным обстрелом оказались города, находящиеся и на юге Израиля, и в центре страны. Сирены в Сдероте, Нетивоте, Ашкелоне, населённых пунктах региональных советов Сдот Негев и Хоф Ашкелон. Системы ПРО Железный купол сбили ракеты над Ашкелоном и Нетивотом. В течение четверти часа из Газы в сторону Израиля были запущены не менее 20 ракет. В Ашкелоне ракета разорвалась в черте города. Одновременно израильская территория обстреливалась из миномётов. В районе КПП «Эрез» осколками миномётного снаряда убит мужчина..
За шесть часов «перемирия» из Газы в сторону Израиля было запущено около 50 ракет.
Продолжаются ракетные обстрелы территории Израиля. Неоднократно ракеты выпускались в направлении регионального совета Сдот-Негев, регионального совета Эшколь, района Хоф-Ашкелон, КПП «Керем Шалом». Три ракеты выпущены террористами по Эйлату. Две из них разорвались в черте города, причинив материальный ущерб. Одна — разорвалась на открытой местности. Два человека получили лёгкие ранения. Обстрелян Ашдод. Одна ракета попала в жилой дом, причинив ему существенный ущерб. Массовый запуск ракет по территории районного совета Эшколь, по Ашкелону, Нетивоту, округу Шфела. Сирены на севере страны, ракета разорвалась в районе Мегидо. Ракетные обстрелы Ришон-ле-Циона, Реховота, Нес-Ционы. Ракетным обстрелам подверглись районы Эшколь и Хоф-Ашкелон. Сирены прозвучали в Кисуфим, Зиким, Кармии, промышленной зоне Ашкелона. Сирена в Сдероте, Нетивоте, населённых пунктах региональных советов Шаар-ха-Негев, Сдот-Негев, Хоф-Ашкелон. Сирены в Ашкелоне, Беэр-Ганим, Керем-Шалом, Нирим, Эйн ха-Шлоша, Кисуфим. Сирена в Ашдоде и Ашкелоне, Гедере и Ган-Явне. В районе Тель-Авива были слышны несколько взрывов — одна ракета сбита системой ПРО, ещё две разорвались на незастроенной местности. Сирена прозвучала в Бейт-Шемеше, Абу-Гоше, населённых пунктах Иудеи и Иорданской долины. Четыре ракеты сбиты системой ПРО, ещё две обнаружены в районе Хеврона. Сирена в Нирим и Эйн ха-Шлоша. Обстрелян Кирьят-Гат. Три ракеты сбиты системой ПРО, ещё две разорвались на открытой местности в окрестностях города. На 20:00, 15 июля в сторону Израиля запущено 125 ракет, из которых 20 сбиты системой ПРО Железный купол. Обстрел продолжался до поздней ночи.

### 16 июля
С начала антитеррористической операции в секторе Газа атакованы свыше 1500 целей, в том числе: более 200 туннелей и бункеров террористов, 790 скрытых ракетных установок и шахт, около 70 тренировочных баз, более 60 складов вооружений, мастерских по производству ракет и другие объекты террористической инфраструктуры. По данным, полученным от медицинских источников сектора Газа, за тот же период в результате ударов ЦАХАЛа погибли 200 человек, примерно 1400 ранены.
В ночь на 16 июля ВВС ЦАХАЛа нанесли удары по дому бывшего министра внутренних дел сектора Газа — Фатхи Хамада, а также по дому одного из лидеров террористической организации ХАМАС Махмуда аз-Захара.
ВВС ЦАХАЛа нанёс удар по автомобилю в Рафиахе. Два человека, находившиеся в машине, погибли, четверо ранены. В Бейт-Лахии ракета была выпущена по мотоциклисту, цель поражена.

Около 100 тысяч палестинцев получили сообщение об опасности, когда ЦАХАЛ распространил телефонную запись с предупреждением о возможной атаке в этом районе и посоветовал жителям лагеря беженцев Бейт-Лахия, районов Саджаия и Зейтун в городе Газа покинуть свои жилища. Кроме того, над этими жилыми районами израильские самолёты разбросали листовки с текстом следующего содержания:
Несмотря на прекращение огня, ХАМАС и другие террористические организации продолжают стрелять. Поэтому Израиль собирается нанести мощные авиаудары по боевикам и их объектам в Зейтуне и Саджаии. Из этих кварталов производятся обстрелы территории Государства Израиль.

Для вашей безопасности мы просим вас немедленно покинуть ваши дома и отправиться в сторону центра города до 8:00 16 июля. ЦАХАЛ не хочет причинить вреда вам и вашим близким. Эвакуация проводится для спасения вашей жизни. Не возвращайтесь домой до тех пор, пока мы не сообщим вам, что уже можно это делать. Каждый, кто останется дома, рискует своей жизнью и жизнью своих близких.
 Примерно 20 тысяч жителей покинули свои дома и направились в центральную часть сектора. В свою очередь, боевое крыло исламистов пригрозило свести счёты с «коллаборационистами», выполняющими израильские указания, и призвало жителей игнорировать обращение израильских военных..
КПП «Эрез» на границе с Израилем, единственный, через который происходила эвакуация палестинцев с иностранным гражданством (в том числе российским), а также переправлялись в Израиль больные и раненые жители сектора Газа, которым нужна была экстренная медицинская помощь, закрыт представителями ХАМАСа.
ЦАХАЛ продолжил нанесение ударов с воздуха, суши и моря по целям в секторе Газа. Удары наносились на севере и на юге сектора. По сообщению агентства France Presse, в результате одной из атак погибли четверо детей, игравших на берегу моря. Члены следственной комиссии ЦАХАЛа изучают записи с видеокамер, на которых запечатлён этот инцидент. ЦАХАЛ проверяет связь между гибелью четырёх детей и обстрелом этого района с катеров ВМС ЦАХАЛа. В сообщении пресс-службы ЦАХАЛа отмечается, что «Армия обороны Израиля старается избегать жертв среди гражданского населения. Согласно данным предварительного расследования, целью этого удара были боевики ХАМАСа. Гибель гражданских лиц, о чём сообщалось ранее, стала трагическим последствием этого. ХАМАС цинично использует население в качестве заложников, что уже не раз вынуждало ЦАХАЛ отменять запланированные операции. Расследование этого инцидента продолжается».
Из сектора Газа выпущены более 1220 ракет, из них свыше 900 разорвались на израильской территории, более 220 ракет сбиты системой ПРО Железный купол, остальные упали на территории сектора. В результате обстрелов погиб один израильтянин, более 25 ранены.
Продолжаются ракетные обстрелы территории Израиля. Неоднократно ракеты выпускались в направлении Ашкелона, населённых пунктов региональных советов Хоф-Ашкелон и Эшколь, Кирьят-Гата, Кирьят-Малахи, Беэр-Тувьи и Сгулы, десятков населённых пунктов Гуш-Дана и ха-Шарона. Обстреляны Арад, Димона, район Бней-Шимон, Нетивот, Кфар-Маймон, Сдот-Негев, кибуц Зиким, Карми и промышленная зона Ашкелона, населённые пункты регионального совета Эшколь, Шаар-ха-Негев, Мерхавим, Ницаним и Ган-Явне. Часть ракет сбита системой ПРО Железный купол.
Зияд аль-Нахала — заместитель генерального секретаря Палестинского Исламского джихада — сообщил, что эта террористическая группировка начала консультации с Египтом. Цель этих контактов — внести выгодные для палестинцев поправки в текст предложения о прекращении огня. «Первоначальный вариант египетской инициативы был отвергнут потому, что он не видит разницы между палачом и его жертвой», — заявил он.
По сообщению палестинского источника, 13 террористических группировок из сектора передали египтянам список условий прекращения огня с Израилем. В нём десять пунктов, большинство из которых касаются снятия блокады с сектора Газа.
1. Прекращение военных действий со стороны израильской армии, отведение израильских танков от границы.
2. Освобождение всех арабских заключённых, задержанных после 23 июня 2014 года, и улучшение условий содержания остальных заключённых.
3. Полное прекращение блокады сектора Газа, открытие КПП для проезда граждан и поставки товаров, строительство заводов по всему сектору.
4. Создание в Газе международного аэропорта и морского порта под эгидой ООН и «неприсоединившихся стран».
5. Расширение рыболовной зоны у берегов сектора до 10 км и поставка в сектор рыболовецких судов.
6. Признание КПП Рафиах международным блокпостом под контролем ООН и арабских стран.
7. Подписание соглашения о перемирии сроком на 10 лет и размещение на границах сектора международного контингента.
8. Обязательство со стороны израильского правительства не проникать в воздушное пространство сектора Газа и облегчить условия для молитвы мусульман на Храмовой горе.
9. Невмешательство Израиля в дела палестинского правительства.
10. Создание промышленных зон в секторе.

Саудовская газета «Аш-Шарк Аль-Аусат», со ссылкой на палестинские источники в Газе, сообщает, что к переговорам между боевиками и Израилем подключатся также Турция и Катар.
Муса Абу Марзук, заместитель Халеда Машаля, находящийся в Каире, сообщил, что его организация не готова вернуться к исполнению условий соглашения, заключённого по итогам операции «Облачный столп».
Выступая на совместной пресс-конференции с министром иностранных дел Италии Федерикой Могерини, премьер-министр Биньямин Нетаньяху заявил, что «ХАМАС отверг предложения Египта и тем самым закрыл дверь к урегулированию кризиса дипломатическим путём. Израиль, активно изыскивающий пути завершения этого витка насилия, принял предложения Каира, которые также были приемлемы для ООН, однако ХАМАС отверг их». По словам главы правительства, «ХАМАС совершает военные преступления, направляя ракеты на населённые пункты Израиля и превращая жителей сектора Газа в живой щит. Вся ответственность за продолжающееся насилие лежит целиком и полностью на ХАМАСе». Нетаньяху поблагодарил международное сообщество за поддержку и добавил, что «мы ожидаем безусловного осуждения ХАМАСа и поддержки права Израиля на самооборону».
К израильскому правительству с призывом прекратить огонь на некоторое время, чтобы дать возможность международным организациям доставить в сектор Газа гуманитарный груз, обратился спецпосланник ООН на Ближнем Востоке Роберт Серри. Израиль ответил согласием на эту просьбу. 17 июля израильские ВВС на пять часов (с 10:00 до 15:00) прекратят обстрел позиций боевиков в секторе Газа.

### 17 июля
С начала антитеррористической операции, по данным медицинских источников сектора Газа, в результате ударов ЦАХАЛа погибли 214 человек, около 1400 ранено. Из сектора выпущены более 1220 ракет, из них свыше 900 разорвались на израильской территории, более 220 ракет сбиты системой ПРО Железный купол, остальные упали на территории сектора Газа. В результате обстрелов погиб один израильтянин, более 25 получили ранения.
Вслед за Израилем, ХАМАС согласился на пятичасовое прекращение огня (с 10:00 до 15:00) для доставки гуманитарных грузов в сектор Газа.
Ночью корабли израильских ВМС нанесли удары по целям в прибрежном районе Судания, откуда вёлся ракетный обстрел центра Израиля. ВВС ЦАХАЛа разбомбили дом высокопоставленного представителя политического крыла организации ХАМАС. С воздуха уничтожена и база боевиков Исламского джихада.
Около 04:30, 13 боевиков ХАМАСа проникли на территорию Израилю по туннелю, проложенному под забором безопасности и выходящему на поверхность в районе посёлка Суфа. Солдаты полевой разведки заметили боевиков около забора безопасности и приняли меры для нейтрализации угрозы. На выходе из туннеля боевиков встретили бойцы спецподразделения Эгоз, ликвидировавшие 8 террористов. Пятерым удалось уйти обратно в туннель, палестинская часть которого подверглась артиллерийскому обстрелу и ударам с воздуха. С израильской стороны никто не пострадал. На месте боя были обнаружены РПГ, автоматы Калашникова, ручные гранаты.
Продолжаются ракетные обстрелы территории Израиля. Неоднократно ракеты выпускались в направлении региональных советов Хоф-Ашкелон и Эшколь, Кирьят-Малахи, Кирьят-Гата, Беэр-Шевы, Сдерота, населённых пунктов региональных советов Беэр-Тувия и Йоав. Сирены воздушной тревоги прозвучали в окрестностях Иерусалима — в Бейт-Шемеше и на территории регионального совета Мате-Йехуда. Террористы подвергли ракетному обстрелу Гуш-Дан, округ ха-Шарон, Ашдод, Ашкелон. Сирены, предупреждающие о ракетных обстрелах, прозвучали в Петах-Тикве, Кфар-Сабе, Рош-ха-Аине, Кирьят-Оно, Бней-Дроре, Герцлии, Рамат ха-Шароне, Раанане, Реховоте, Ган-Явне, Нес-Ционе, Гедере. Сирена на территории международного аэропорта им. Бен-Гуриона, в населённых пунктах района ха-Шфела. 13 ракет запущены из сектора Газа в сторону Ашкелона и Реховота, из них 12 сбиты системой ПРО. Всего за последние шесть часов из сектора Газа в сторону израильских населённых пунктов запущено 105 ракет, из которых 20 сбиты системой ПРО Железный купол. За это же время силами ЦАХАЛа было уничтожено 30 целей на территории сектора Газа, в том числе 10 ракетных установок, мастерская по производству оружия и 11 туннелей террористов.
Соглашение о пятичасовом прекращении огня вступило в силу в 10:00. По просьбе специального представителя ООН на Ближнем Востоке Роберта Серри, Израиль и ХАМАС согласились на этот шаг. До 15:00 военные действия должны быть прекращены, чтобы дать возможность жителям сектора Газа приобрести пищевые продукты и товары первой необходимости, а международным организациям ввезти гуманитарные грузы в сектор. Несмотря на согласие о прекращении огня, ЦАХАЛ заявил, что на любую попытку ракетных обстрелов последует жёсткий ответ.
Соглашение о пятичасовом прекращении огня нарушено террористами. Три миномётных снаряда, выпущенные из сектора Газа около 12:00 часов дня, разорвались в региональном совете Эшколь. Пострадавших нет.
Бригадный генерал Моти Альмоз — глава пресс-службы ЦАХАЛа — сделал заявление для СМИ на арабском языке. «Армия получила распоряжение продолжать операцию», — сообщил он.
ЦАХАЛ возобновил военную операцию в секторе Газа. ВВС ЦАХАЛа поразили несколько целей на севере сектора. В районе Бейт-Лахии с самолётов нанесены удары по объектам, находящимся в сельскохозяйственной зоне.
Ближневосточное агентство ООН для помощи палестинским беженцам и организации работ распространило 17 июля заявление, в котором сообщило, что 16 июля сотрудники агентства обнаружили 20 ракет, предназначенных для обстрела территории Израиля, в здании школы, принадлежащей ООН. В заявлении UNRWA осуждаются действия террористических организаций, использующих гражданские объекты в качестве складов оружия, и отмечается, что «это вопиющее нарушение неприкосновенности территории в рамках международного права».
В восточной части города Газа ВВС ЦАХАЛа нанесли удар по цели. В результате атаки погибли три боевика одной из вооружённых группировок. На месте также имеются раненые. На юге сектора Газа уничтожен Хасан Хамза Абдалла, боевик «Исламского джихада», отвечавший за ракетные обстрелы израильской территории. Палестинские СМИ также сообщают о том, что ведётся обстрел приграничной территории из артиллерийских орудий.
Вечером 17 июля глава правительства Биньямин Нетаньяху и министр обороны Моше Яалон отдали приказ ЦАХАЛу начать наземную операцию в секторе Газа. Речь идёт об операции ограниченного масштаба, цель которой ликвидация угрозы, исходящей от туннелей, ведущих из сектора на территорию Израиля. Операция предусматривает проникновение сил ЦАХАЛа на глубину 2—3 километров и уничтожение максимального числа туннелей. Эта операция, как полагают военные, продлится по меньшей мере неделю.
Ночью, через два часа после начала наземной фазы операции ЦАХАЛа в секторе Газа, уничтожен склад оружия, спрятанный в больнице «Вафа». В ней находились ракеты дальнего радиуса действия.
Египетская газета «Аль-Йом ас-Саба» со ссылкой на палестинские источники сообщила, что делегации Израиля и ХАМАСа прибыли утром 17 июля в Каир, чтобы обсудить соглашения о прекращении огня, предложенные Египтом. В составе израильской делегации глава Шабака — Йорам Коэн, глава военно-политического штаба при министерстве обороны Амос Гилад и специальный представитель премьер-министра адвокат Ицхак Молхо. Отмечается, что обсуждение условий ведётся в двух разных комнатах в гостинице — представители Израиля и ХАМАСа между собой напрямую не контактируют, а египетские посредники осуществляют связь между ними.
ХАМАС выдвинул по меньшей мере 10 поправок к предложению Египта. Требование ХАМАСа относительно пропускного режима на КПП «Рафиах» отклонил министр иностранных дел Египта Самех Шукри, подчеркнув, что это египетская территория и только Египет будет решать, кого пускать к себе, а кого — нет. Глава ПНА покинул египетскую столицу, и то же самое сделал Муса Абу Марзук, заместитель Халеда Машаля. Абу Марзук резко раскритиковал египетское руководство, заявив, что «за 48 часов с ним не говорил ни один официальный египетский представитель». Отмечается, что официальный Каир занимает в отношении ХАМАСа жёсткую позицию. Группировка признана в Египте террористической организацией.

### 18 июля
Наземные силы ЦАХАЛа приступили к операции по уничтожению инфраструктур террора в секторе Газа. В ночь на 18 июля ЦАХАЛ издал приказ о призыве 18 000 резервистов. Таким образом, общее число призванных в ходе операции «Нерушимая скала» составляет примерно 70 000 человек. Всего из сектора Газа выпущены более 1400 ракет, из них свыше 1000 разорвались на израильской территории, около 300 сбиты системой ПРО Железный купол, остальные упали на территории сектора. В результате обстрелов погиб один израильтянин, около 30 ранены. По данным медицинских источников сектора Газа, с начала операции в результате ударов ЦАХАЛа погибли 246 человек, около 1880 ранены.
Более 10 террористических объектов в различных районах сектора атакованы ВВС ЦАХАЛа с полуночи 18 июля. По сообщениям палестинских источников, в Рафиахе в результате артиллерийского удара погибли, по меньшей мере, 2 человека, ещё пятеро ранены. Сообщается также об ударе по зданию тюрьмы в Хан-Юнисе. ЦАХАЛ нанёс также удар по дому одного из лидеров террористической организации Исламский джихад Абдаллы Шами в квартале Саджаия города Газа.
В ходе боевых действий в секторе Газа погиб израильский военнослужащий — двадцатилетний сержант Эйтан Барак, из Герцлии. В том же инциденте ранены ещё двое солдат.
В ходе антитеррористической операции ещё двое военнослужащих ЦАХАЛа получили лёгкие ранения.
Как сообщают палестинские источники, ЦАХАЛ обстрелял в Газе многоэтажное здание, в котором расположены офисы иностранных телекомпаний и других СМИ. Вертолёт израильских ВВС выпустил ракету по зданию «Адб-Джаухара». Ранен фотожурналист Мухаммад Шабаб. В результате удара по зданию «Дауд» прервалось вещание местной радиостанции.
На внеочередном заседании израильского правительства премьер-министр Биньямин Нетаньяху проинформировал собравшихся о ходе боевых действий начавшейся накануне наземной фазы антитеррористической операции «Нерушимая скала». Он подчеркнул, что решение о проведении наземной операции обусловлено невозможностью уничтожения всех туннелей, построенных террористами, с воздуха. По словам премьер-министра, Израиль сумел путём разъяснения своей позиции создать на международной арене атмосферу, позволяющую проведение антитеррористической операции. Он отметил, что ответственность ХАМАСа за гибель мирных жителей сегодня очевидна многим.
Министерство иностранных дел России сообщило, что оказывает помощь гражданам РФ и других стран, желающим покинуть сектор Газа из-за антитеррористической операции «Нерушимая скала». В заявлении МИД России говорится, что 17 июля из сектора Газа выехали 50 россиян и 20 граждан Украины и Белоруссии. За минувшие дни примерно сто российских граждан выехали в Египет через КПП в Рафахе. Некоторые российские граждане не пожелали покинуть Газу, несмотря на боевые действия. Дипломаты поддерживают с ними постоянную связь. «Продолжаем внимательно следить за развитием обстановки вокруг сектора Газа, уделяя и далее приоритетное внимание вопросу обеспечения безопасности всех находящихся в районе конфликта граждан России», — заявил МИД РФ.
Агентство «Маан» сообщило, что в результате обстрела одного из районов сектора Газа погибли братья Ахмад Исмаил Абу Муслим (14), Вали (15) и Мухаммад (13). Сообщается также, что ещё один человек погиб в Бейт-Лахие. По данным местных властей, с начала антитеррористической операции в секторе погибли 265 человек и ещё около 2000 получили ранения различной степени тяжести.
Продолжаются ракетные обстрелы территории Израиля. Неоднократно ракеты выпускались в направлении регионального совета Мерхавим, Офакима, Ашдода, Ашкелона, Нетивота, населённых пунктах региональных советов Сдот-Негев, Хоф-Ашкелон и Шаар-ха-Негев, регионального совета Эшколь, Беэр-Шевы. Семь ракет, выпущенных террористами в сторону Ашдода, сбила система ПРО Железный купол. Обстрелян район Димоны, Гуш-Дан, округ Шфела. Железный купол сбил две ракеты над Гуш-Даном и ещё две — над округом ха-Шарон. Сбиты четыре ракеты, летевшие в сторону Ашдода.
Командование тыла издало указ, запрещающий в связи с ракетными обстрелами собрания свыше 1000 человек на открытой местности в радиусе от 40 до 80 километров от сектора Газа. В этом радиусе находятся самые густонаселённые районы страны — Тель-Авив и весь округ Дан, Иерусалим, прибрежная равнина ха-Шфела, округ ха-Шарон, а также Иудея и Самария. В городах Беэр-Шева, Ашдод, Ашкелон, Нетивот, Офаким, Сдерот, Кирьят-Гат, Рахат, Кирьят-Малахи и Явне запрещены любые собрания с участием более 300 человек. Установлен запрет на проведение сельскохозяйственных работ на территории районного совета Шаар-ха-Негев, на расстоянии трёх километров от границы с сектором Газа. Это распоряжение издано на фоне опасения перед атаками снайперов из сектора Газа и миномётными обстрелами.
Как сообщило информационное агентство Reuters, к переговорам о прекращении огня в секторе Газа США пытаются привлечь Катар, так как считают, что он может повлиять на ХАМАС. Однако Израиль и Египет не согласны с посреднической ролью эмирата, поддерживающего дружественные отношения с исламистами, в том числе, с Братьями-мусульманами, объявленными в Египте террористической организацией. Египет категорически выступил против участия не только Катара, но и Турции в качестве посредников на переговорах по прекращению огня.
Лидер палестинской организации ХАМАС Халед Машаль в интервью британскому изданию The Telegraph сказал, что перемирие в секторе Газа возможно лишь при выполнении всех требований группировки. Халед Машаль сказал, что ХАМАС требует немедленного прекращения военных действий, освобождения террористов, арестованных после похищения и убийства троих израильских подростков, а также немедленного снятия блокады с сектора Газа. Он добавил, что долгосрочное соглашение о прекращении огня должно включать «экономические выгоды» для сектора Газа, а также политические преимущества.

### 19 июля
С начала проведения контртеррористической операции из сектора Газа террористами выпущены 1637 ракет. Из них 1228 разорвались на израильской территории, 340 сбиты системой ПРО Железный купол, остальные упали на территории сектора Газа. В результате обстрелов погиб один израильтянин, около 30 получили ранения. По данным медицинских источников сектора Газа, с начала операции в результате ударов ЦАХАЛа погибли 306 человек, около 2230 ранены. С начала наземной операции по Израилю выпущено 135 ракет, 87 разорвались на израильской территории. Одна попала в детский сад в Ган-Явне, другая повредила дом в населённом пункте на территории регионального совета Шаар-ха-Негев. 40 ракет сбиты системой ПРО. За последние сутки нанесены удары по 240 террористическим объектам, в том числе уничтожены 20 туннелей, восемь из которых вели на территорию Израиля. 40 террористов ликвидированы и 20 задержаны. С начала наземной фазы операции погиб один военнослужащий ЦАХАЛа и 16 получили ранения.
В ходе наземной части операции за сутки в северной части сектора Газа были обнаружены 13 туннелей. Часть из них предназначалась для осуществления терактов и захвата израильтян в заложники, по другим передавалось оружие и боеприпасы. Некоторые туннели находились на глубине 30 метров и соединялись в сложную систему, позволяющую переходить из одной подземной галереи в другую. Часть из них проложена под защитными сооружениями, отделяющими сектор Газа от территории Израиля. За всё время операции обнаружен 21 туннель.
В связи с намерением ЦАХАЛа продвигаться вглубь территории сектора Газа, жителям палестинских лагерей в центре сектора предложено покинуть свои дома. В преддверии расширения наземной антитеррористической операции ночью из домов были эвакуированы около 50 тысяч жителей севера сектора Газа.
В районе центральной части забора безопасности, окружающего сектор Газа, террористы попытались проникнуть на территорию Израиля с целью совершения теракта. Израильские солдаты сорвали эту попытку. Уничтожены несколько террористов. В бою трое военнослужащих ЦАХАЛа ранены.
Боевики обстреляли израильских солдат, занимавшихся прочёсыванием местности с целью обнаружения террористических туннелей, а затем выпустили в их сторону противотанковую ракету. В результате ответного огня один боевик был уничтожен, второй погиб из-за сдетонировавшего заряда взрывчатки, закреплённого на нём.
В бою с боевиками, пытавшимися проникнуть в один из населённых пунктов в районном совете Эшколь, погибли двое военнослужащих: офицер запаса майор Амоц Гринберг из Ход ха-Шарона и сержант Армии обороны Израиля Адар Берсано из Нагарии. Амоцу Гринбергу, адвокату, отцу троих детей, было 45 лет. Он был старшим следователем в управлении ценных бумаг и главным следователем по делу Нохи Данкнера о манипулировании рынком. Ефрейтору Адару Берсано было 20. Звание сержанта присвоено ему посмертно.
ЦАХАЛ начал поздним вечером интенсивный артиллерийский обстрел целей террористов по всей территории сектора Газа. Атаки осуществляются при поддержке ВВС. В свою очередь, боевики продолжают попытки совершить теракты против военнослужащих ЦАХАЛа, используя при этом различные средства, включая самоубийц.
Во время боёв в секторе Газа погибли ещё двое военнослужащих ЦАХАЛа: двадцатилетний сержант Бнаягу Рубел, житель Холона, и курсант офицерской школы Бар Рахав двадцати одного года, житель Рамат-Ишай.
Продолжаются ракетные обстрелы территории Израиля. Неоднократно ракеты выпускались в направлении населённых пунктов районного совета Хоф-Ашкелон, Ашдода, Беэр-Тувии, Западного Негева и прилегающих к сектору Газа районов. Обстреляны Димона, округ Лахиш, Кирьят-Гат, Ашкелон, Беэр-Шева, Мерхавим. Обстрелу подвергся Реховот. Часть ракет сбили батареи системы ПРО железный купол.
Около Димоны упали три ракеты. В результате взрыва одной из них пострадали пять жителей бедуинской деревни. Все раненые — члены одной семьи. Один из них — Уда аль-Вадж тридцати двух лет, получил крайне тяжёлые ранения и вскоре скончался. Остальные, в том числе двое детей, доставлены в больницу с ранениями разной степени тяжести.

### 20 июля
Армия обороны Израиля продолжает антитеррористическую операцию в секторе Газа. В общей сложности ЦАХАЛ получил разрешение на призыв 60 000 резервистов. Призваны уже 53 200. С начала наземного этапа операции, ЦАХАЛ обнаружил более 30 туннелей, ведущих из сектора на территорию Израиля, и нанёс 450 ударов по позициям террористов. С начала наземной фазы операции погибли 5 израильских военнослужащих, 23 ранены. Из сектора Газа начиная с 7 июля выпущены 1637 ракет. Из них 1228 разорвались на израильской территории, 340 сбиты системой ПРО Железный купол, остальные упали на территории сектора Газа. В результате обстрелов погибли двое израильтян, более 30 получили ранения. По данным медицинских источников сектора Газа, с начала операции в результате ударов ЦАХАЛа там погибли 360 человек, около 2250 ранены.
Сотрудники UNRWA 16 июля обнаружили 20 ракет, предназначенных для обстрела территории Израиля, в здании школы, принадлежащей ООН. Они осудили действия террористических организаций, использующих гражданские объекты в качестве складов оружия, и 20 июля вернули эти ракеты боевикам террористической организации ХАМАС.
В ходе ночного боя с террористами в секторе Газа ранен командир бригады Голани полковник Расан Элиан. Он доставлен в больницу с ранением средней степени тяжести. Расан Элиан — первый офицер-друз, возглавивший одну из ведущих бригад израильской армии. На посту командующего бригадой Голани полковника Расана Элиана, раненного во время боя в секторе Газа, сменил полковник Давид Зини.
Продолжаются ракетные обстрелы территории Израиля. Неоднократно ракеты выпускались в направлении населённых пунктов региональных советов Эшколь, Сдот-Негев, Хоф-Ашкелон и Шаар-ха-Негев. Ракета разорвалась в районе Офакима. Обстреляны Беэр-Шева, Ашкелон, Хацерим, Бней-Шимон, Кисуфим, Нирим и Эйн ха-Шлоша, Зиким, Кармия, Сдерот, Ашдод и Явне. Ракетные обстрелы Ришон-ле-Циона, Нетивота, округа ха-Шарон, Реховота и Нес-Ционы. Осколки ракеты, летевшей в район Раананы, упали в северной части Тель-Авива. Часть ракет сбита системой ПРО Железный купол.
В ночь на 20 июля в боях с террористами в секторе Газа из-за прямого попадания противотанкового снаряда в БТР погибли 13 военнослужащих пехотной бригады Голани. На 11:00 20 июля, 51 боец ЦАХАЛа ранен. Все раненые госпитализированы. Состояние семерых тяжёлое, 15 военнослужащих получили ранения средней степени тяжести, состояние восьмерых раненых ещё оценивается медиками, а остальные ранены легко.
Правительственное пресс-бюро Израиля (ЛААМ) предупредило работающих в секторе Газа иностранных журналистов о том, что Израиль не может гарантировать им безопасность в сложившихся условиях войны. «Израиль никаким образом не несёт ответственности за безопасность журналистов и за любой ущерб, понесённый ими в связи с пребыванием в секторе Газа», — говорится в предупреждении.
Ряд журналистов со всей серьёзностью отнеслись к предупреждению и намереваются покинуть сектор. Однако ХАМАС делает всё возможное, чтобы воспрепятствовать их отъезду. Боевики не позволяют журналистам покинуть сектор Газа.
ХАМАС обратился к Израилю с просьбой о двухчасовом гуманитарном прекращении огня. Эта просьба была передана через представителей Красного креста. В ХАМАСе заявляют, что просьба продиктована желанием эвакуировать раненых и погибших в результате боёв в районе Саджаия, в восточной части города Газа. Всю ночь и утро там продолжаются ожесточённые бои. По утверждению ХАМАСа, погибли десятки боевиков, и есть большое число раненых, нуждающихся в помощи. Израиль ответил отказом. По мнению командования ЦАХАЛа, данная передышка может быть использована ХАМАСом для переброски свежих подкреплений к месту боёв.
С 20:00 20 июля вступает в действие военно-полевой госпиталь на КПП «Эрез» у границы с сектором Газа. По решению политического руководства Израиля и при согласовании с командованием Армии обороны страны он создаётся для оказания медицинской помощи арабским мирным гражданам, пострадавшим в ходе военных действий в секторе. Госпиталь размещён в защищённом помещении, снабжён всем надлежащим лечебным и лабораторным оборудованием и будет принимать раненых в координации с ЦАХАЛом и ШАБАКом.
Израиль согласился предоставить двухчасовое гуманитарное прекращение огня для того, чтобы ХАМАС смог вывезти тела боевиков, убитых во время боёв в Саджаии. По предварительным данным, в районе около 50 убитых. Прекращение огня вступило в силу в 13:30 и продлится до 15:30. Отмечается, что оно действует лишь в этом районе, а не по всей территории сектора Газа.
ХАМАС нарушил двухчасовое гуманитарное прекращение огня, обстреляв израильских военных. Бойцы ЦАХАЛа ответили прицельным огнём.
К руководству Израиля с просьбой ещё на два часа продлить срок действия приказа о прекращении огня в районе Саджаия обратились представители международной организации Красный крест. Израиль удовлетворил эту просьбу.
Медицинские источники в секторе Газа сообщают, что с начала операции в секторе погибли 425 человек, в числе которых 112 детей, 41 женщина и 25 стариков. За последние сутки погибли 87 жителей района Саджаия, расположенного в восточной части города Газа.
В интервью арабской редакции телеканала BBC, в котором, в частности, говорилось об операции ЦАХАЛа в Саджаии, премьер-министр Израиля Биньямин Нетаньяху заявил: «Мы сожалеем о каждом погибшем жителе Газы. Мы призываем население эвакуироваться. Покиньте место проведения операции! ХАМАС хочет, чтобы вы погибли, мы хотим, чтобы вы были в безопасности». Он также добавил: «С помощью различных средств мы обращались к населению с просьбой покинуть место проведения операции. Но ХАМАС приказал им оставаться в своих домах, чтобы использовать их в качестве живого щита».
Выступая со специальным обращением, премьер-министр Биньямин Нетаньяху заявил: «Операция в Газе закончится лишь когда будут достигнуты определённые нами цели: нанесён ощутимый удар по организации ХАМАС и возвращён долгосрочный покой жителям Израиля».
ВВС ЦАХАЛа нанесли удар по объекту террористической инфраструктуры в Хан-Юнисе. Цель атаки — дом, в котором укрывались семь боевиков. Цель поражена. По данным медицинских источников сектора Газа, за последние сутки в результате действий израильской армии погибли около 100 человек. С начала операции число жертв составило 425 человек, 3500 ранены.
Халед Машаль прибыл из Катара в Кувейт, чтобы обсудить с руководством этой страны ситуацию в секторе Газа. Кувейт не представил собственной мирной инициативы, а поддержал предложение, сделанное Египтом до начала наземной операции в Газе. После возвращения в Доху Машаль встретится с председателем Палестинской национальной администрации Махмудом Аббасом, чтобы также обсудить условия прекращения огня. (Аббас встречается там с генсеком ООН Пан Ги Муном в попытке сформировать приемлемое для всех палестинских группировок предложение по прекращению огня в секторе Газа.)
Заместитель Машаля Муса Абу-Марзук заявил в интервью изданию Аш Шарк аль-Аусат: «ХАМАС не отвергал египетскую инициативу, а лишь попросил внести в неё поправки, необходимые для того, чтобы позволить жителям Газы достойную жизнь, избавиться от блокады сектора и обеспечить большую свободу передвижения». По словам Абу-Марзука, «никто в ХАМАСе не заинтересован отдаляться от Египта или ставить его в неловкое положение».
После серии встреч в Египте и Иордании, с официальным визитом в Израиль прибыл министр иностранных дел Франции Лоран Фабиус. Он встретился с премьер-министром Биньямином Нетаньяху. После завершения встречи Фабиус заявил иностранным журналистам, что по его мнению «усилия по достижению скорейшего прекращения огня провалились». Ранее Фабиус встретился со своим египетским коллегой Самехом Шукри. После этой встречи глава внешнеполитического ведомства Египта заявил, что «Каир не намерен вносить изменения в инициативу по прекращению огня, несмотря на возражения ХАМАСа». По словам Шукри, «наши предложения дают ответ на требования и потребности всех сторон, замешанных в конфликте».

### 21 июля
Продолжается антитеррористическая операция ЦАХАЛа в секторе Газа. На данном этапе основное внимание уделяется уничтожению туннелей. Так, 20 июля военнослужащие ЦАХАЛа обнаружили туннель, который вёл в кибуц Нетив-ха-Асара. Протяжённость этого инженерного сооружения превышает два километра. Вскоре после этого был обнаружен и ликвидирован туннель, выходивший на поверхность в районе кибуца Кисуфим.
С начала операции по территории Израиля из сектора Газа выпущены 1637 ракет. Из них 1228 разорвались на израильской территории, 340 сбиты системой ПРО Железный купол, остальные упали на территории сектора Газа. После начала наземной операции интенсивность ракетных обстрелов неуклонно снижается. 20 июля по территории Израиля было выпущено лишь 88 ракет. Девять из них были перехвачены системой ПРО. Наиболее интенсивному обстрелу (16 ракет) подверглась Беэр-Шева. В результате обстрелов с начала операции, погибли двое израильтян, более 30 получили ранения. 20 июля 13 военнослужащих бригады Голани погибли в ходе боёв в районе Саджаия. Семеро из них — в результате попадания противотанковой ракеты в БТР. Трое военнослужащих погибли при обстреле из РПГ здания, где они находились. Всего с начала операции погибли 18 военнослужащих, около 80 ранено. Состояние шестерых раненых оценивается как тяжёлое, двоих — средней степени тяжести. Ранения остальных оцениваются врачами как лёгкие.
По сообщениям медицинских источников сектора Газа, за последние сутки там погибли около 110 человек. С начала операции число погибших составило 435 человек, около 3500 человек ранены.
По сообщениям медицинских источников сектора Газа, находящихся под полным контролем террористической организации ХАМАС, число погибших с момента начала операции составило 476 человек. О том, сколько из указанного числа погибли с оружием в руках, не сообщается.
ВВС ЦАХАЛа нанесли удар по дому бывшего представителя движения ХАМАС в Сирии и Судане — члена политбюро ХАМАСа Имада аль-Алами в городе Газа. Также атакованы сельскохозяйственные фермы и жилые дома к востоку от Рафиаха, в южной части сектора.
В ночь на 21 июля в Газе ликвидирован командующий полевой разведки ХАМАСа. Утром ЦАХАЛ атаковал позиции террористов в районе Зейтун на юге города Газа, а также в Дир эль-Балахе и лагере беженцев Эль-Бурейдж в центральной части сектора. Атакована пусковая установка для ракет, находившаяся неподалёку от Исламского университета в городе Газа. Возобновились бои в Саджаии и Бейт-Хануне. Поздним вечером 20 июля ЦАХАЛ разбросал в Бейт-Хануне листовки с призывом к жителям покинуть этот район. ЦАХАЛ нанёс интенсивные удары к востоку от Хан-Юнеса, что в южной части сектора, и существенно продвинулся в сторону бывшего аэропорта в Рафиахе.
С целью совершения теракта в одном из населённых пунктов, неподалёку от границы с Газой, группа террористов проникла утром через туннели на территорию Израиля. ВВС атаковали террористов. Несколько боевиков уничтожены. Вторая группа террористов, состоявшая из 10 человек, вышла из туннеля на территории Израиля. Она разделилась на две группы: одна направилась в сторону кибуца Эрез, а вторая — в сторону кибуца Нир-Ам. Террористы были замечены наблюдателями из подразделения полевой разведки. Боевики были одеты в форму военнослужащих ЦАХАЛа — бронежилеты, армейские ботинки и каски с камуфляжем. Двигавшиеся в направлении кибуца Эрез террористы были уничтожены ударом с воздуха. В районе кибуца Нир-Ам завязалась перестрелка между боевиками и военнослужащими ЦАХАЛа. Боевики запустили несколько противотанковых ракет в сторону солдат. Вся группа террористов уничтожена. Несколько солдат ранено. Среди гражданского населения жертв нет.
Продолжаются ракетные обстрелы территории Израиля. Неоднократно ракеты выпускались в направлении населённых пунктов местных советов Шаар-ха-Негев, Хоф-Ашкелон, Эшколь, Бней-Шимон, Йоав и Шафир. Обстреляны Кирьят-Гат, Ашдод, Ашкелон. Массированный ракетный обстрел Сдерота. Ракета попала в жилой дом. Прямое попадание в дом было зафиксировано в кибуце в районе Сдот-Негев. Залп из нескольких десятков ракет по израильской территории. Сирены в Ашкелоне, Ашдоде, Беэр-Тувье, Кирьят-Малахи, Ган-Явне, Тель-Авиве, Рамат-Гане, Бней-Браке, Ришон-ле-Ционе, Бат-Яме, Бейт-Дагане, Кирьят-Оно, Явне, Нес-Ционе, Реховоте, Лоде, Рамле, Бейт-Шемеше, Мате-Йехуда. районах Хоф-Ашкелон, Сдот-Негев, Шаар-ха-Негев, Эшколь, Хар-Хеврон, Лахиш, Шафир. В Ашдоде и Ашкелоне сбиты по две ракеты. Ещё две сбиты над Гуш-Даном. Ракета разорвалась на территории округа Мате-Йехуда. Сирены звучали в Ришон-ле-Ционе, Холоне, Бат-Яме, Реховоте, Нес-Ционе, Лоде, Ган-Явне. Две ракеты сбиты над Ришон-ле-Ционом системой ПРО, ещё одна — в районе Рамле. Сирены прозвучали в Рош-ха-Аине, Ход ха-Шароне и Петах-Тикве. Ракетному обстрелу подверглись Ашдод, Явне, Ган-Явне, Ницаним. Ещё семь ракет запущены из сектора Газа в сторону Беэр-Шевы. Часть ракет перехвачена системой ПРО Железный купол.
Глава палестинской разведки Маджид Фарадж с черновиком соглашения о долгосрочном прекращении огня между Израилем и ХАМАСом вылетел в Каир. Бывший глава правительства ХАМАСа в секторе Газа Исмаил Хания заявил, что «движение сопротивления не откажется ни от одного из своих требований, выполнение которых является обязательным минимумом для достижения соглашения о прекращении огня». На это министр иностранных дел Египта Самех Шукри ответил, что Каир не намерен вносить какие-либо изменения в свою инициативу.

### 22 июля
Продолжается антитеррористическая операция ЦАХАЛа в секторе Газа. В её ходе нанесены более 2500 ударов по различным целям в секторе, среди которых туннели и бункеры террористов, скрытые ракетные пусковые установки и шахты, тренировочные базы, склады вооружений, мастерские по производству ракет и другие объекты террористической инфраструктуры. Начиная с 7 июля, из сектора Газа выпущены 1637 ракет. Из них 1228 разорвались на израильской территории, 340 сбиты системой ПРО Железный купол, остальные упали на территории сектора. В результате обстрелов погибли двое израильтян, более 30 получили ранения. По данным медицинских источников сектора Газа, с начала операции число погибших в секторе около 500 человек, примерно 3500 человек ранены.
С начала операции «Нерушимая скала» в боях с террористами в секторе Газа погибли 27 солдат и офицеров ЦАХАЛа. Один солдат — Орон Шауль — считается пропавшим без вести. По состоянию на утро, 22 июля, в больницах Израиля находятся 124 военнослужащих. Состояние девяти из них оценивается как тяжёлое, ещё двоих — средне-тяжёлое. Остальные получили ранения средней и лёгкой степени.
В боях в квартале Саджаия ликвидированы ночью 20 террористов, а с начала наземной стадии операции израильские военные уничтожили в секторе Газа 186 боевиков.
Пресечена попытка контрабанды оружия из Иордании через Мёртвое море. Силы ЦАХАЛа и полиции остановили судно и задержали пятерых подозреваемых, у которых были обнаружены винтовки, пистолеты и гашиш. Трое из задержанных — жители Восточного Иерусалима, двое из Иерихона.
Полковник Расан Элиан, командир бригады Голани, получивший в бою ранения средней степени тяжести в ночь с 19 на 20 июля, выписался из больницы и вернулся к своим бойцам. Во время его отсутствия командование осуществлял командир резервной бригады Александрони полковник Давид Зини. В Александрони проходят службу резервисты Голани, а сам Зини в прошлом командовал 51-м батальоном этой пехотной бригады..
По состоянию на 15:00, в течение дня 22 июля ЦАХАЛ нанёс удары по 187 объектам террористической инфраструктуры в секторе Газа, из которых более 100 — в квартале Саджаия. Среди целей — ракетные установки, мастерские по производству ракет и взрывчатки, склады ракет. За это же время из сектора Газа в сторону израильских населённых пунктов запущено 25 ракет, из которых 10 сбиты системой ПРО. Одна ракета упала на территории сектора.
ВВС ЦАХАЛа нанесли удар по дому лидера Бригад «Изз ад-Дин аль-Кассам» (боевое крыло ХАМАСа) Мухаммада Дейфа в Хан-Юнисе. В результате атаки погибли 2 человека.
Продолжаются ракетные обстрелы территории Израиля. Неоднократно ракеты выпускались в направлении Беэр-Шевы населённых пунктов на территории региональных советов Шаар-ха-Негев, Хоф-Ашкелон, Сдот-Негев, Эшколь и округа Мерхавим. Ракетным обстрелам подверглись города Гуш-Дана, округа Шфела, Ашдод, Ашкелон, районы, прилегающие к сектору Газа. В Ашдоде ракета разорвалась во дворе школы, в Йехуде — попала в жилой дом, ранив двух человек. Сирены звучали в Гуш-Дане, Самарии, Модиине, Лоде, Явне, в населённых пунктах округа Шфела, на территории аэропорта им. Бен-Гуриона, в Зикиме и Кармии. Часть ракет ракет сбита системой ПРО.
Вследствие падения ракеты в Йехуде (на расстоянии 1,5 км от территории аэропорта им. Бен-Гуриона), Федеральное управление гражданской авиации США и Европейское агентство авиационной безопасности рекомендовали международным авиакомпаниям приостановить воздушное сообщение с Израилем. Об отмене рейсов заявили, среди прочих, American Airlines, United Airlines, Delta Air Lines, Air Canada, Lufthansa, Alitalia, Air France и KLM. Израильская компания «Эль Аль» и British Airways сообщили, что продолжают рейсы по расписанию; при этом «Эль Аль» — в прошлом государственная компания — объявила, что является единственным авиаперевозчиком, на которого Израиль может положиться в кризисные периоды, и на этом основании потребовала большего финансового участия со стороны государства в затратах на безопасность её полётов. Израиль назвал отмену рейсов слишком резкой реакцией; источники в Израиле и США называют среди причин такой реакции возросшее чувство потери безопасности после недавних событий на Украине, где был, по всей видимости, сбит пассажирский самолёт компании Malaysia Airlines.
Представитель террористической организации ХАМАС назвал закрытие воздушного пространства Израиля «победой палестинского сопротивления».
Госсекретарь Джон Керри прилетел в Египет. Там он встретился с генеральным секретарём ООН Пан Ги Муном, пытающимся склонить стороны к перемирию, и ещё раз разъяснил позицию Вашингтона относительно событий в Ближневосточном регионе: «Мы крайне озабочены последствиями вполне понятных и легитимных действий Израиля, потому что он имеет право защищать себя… Но всегда в ситуациях таких конфликтов мы беспокоимся о мирных жителях, детях, женщинах, которые оказываются в него вовлечены. И теперь нам надо понять, как мы должны ответить на эти очень важные вопросы».
Долгосрочное перемирие, на котором настаивают генсек ООН Пан Ги Мун и госсекретарь США Джон Керри, отвергнуто руководством террористических организаций ХАМАС и Исламский джихад. Максимум, на что они готовы согласиться, это пятичасовое прекращение огня в гуманитарных целях. Рамадан Салах — лидер Исламского джихада — возложил на Египет вину за срыв переговоров о прекращении огня. В то же время, Генеральный секретарь Лиги арабских государств Набиль эль-Араби призвал ХАМАС принять египетскую инициативу.

### 23 июля
Продолжается антитеррористическая операция ЦАХАЛа в секторе Газа. В её ходе, за прошедшие сутки, ЦАХАЛ атаковал примерно 260 целей в секторе Газа. Среди объектов, по которым нанесены удары — командные пункты и центры, скрытые ракетные пусковые установки и мастерские по производству оружия и боеприпасов. С начала наземной операции в секторе атакованы 1833 объекта боевиков. С начала операции в боях с террористами погибли 29 солдат и офицеров ЦАХАЛа. По данным медицинских источников сектора Газа, с начала контртеррористической операции 625 человек погибло, около 4000 ранены. За последние сутки террористы выпустили по Израилю 87 ракет. 16 сбиты системой ПРО, 67 разорвались на территории Израиля, остальные упали в секторе Газа. С начала операции «Нерушимая скала» в сторону израильских населённых пунктов были выпущены 2160 ракет. 420 сбиты системой ПРО, примерно 1700 разорвались на территории Израиля, остальные упали в секторе Газа. В результате обстрелов погибли 2 человека.
Самолёты и танки ЦАХАЛа наносят удары по десяткам террористических объектов на севере и юге сектора Газа. Продолжаются боевые действия в квартале Саджаия, в восточной части города Газа. ВМС нанесли точный удар с корабля по одному из жилых домов в Газе, где в квартире, судя по данным разведки, находился штаб боевиков. Соседние квартиры не пострадали.
Второй раз за неделю Агентство ООН по оказанию помощи палестинским беженцам (UNRWA) сообщило об обнаружении ракет на территории одной из своих школ в секторе Газа. Количество ракет в школе неизвестно, так как весь штат был немедленно эвакуирован. Здание школы расположено между двумя объектами UNRWA, в каждом из которых размещены по полторы тысячи беженцев. Агентство потребовало очистить территорию школы от вооружений и жёстко осудило «группу или группы, ответственные за это вопиющее нарушение неприкосновенности объектов ООН в соответствии с международными законами». Пресс-секретарь МИД Израиля Игаль Пальмор задал международному сообществу вопрос: «Сколько ещё школ с ракетами ХАМАСа должно быть обнаружено, прежде чем мир вмешается?». Джон Бэрд — министр иностранных дел Канады — заявил, что шокирован информацией о ракетах в школах Газы. По его словам, ещё больше встревожило сообщение, что первая партия ракет, обнаруженная в школе UNRWA 17 июля, была возвращена сотрудниками агентства боевикам ХАМАСа. «Канада требует от ООН немедленно начать независимое расследование на основании полученной информации, и позаботиться, чтобы вторая партия ракет не попала в руки ХАМАСа», — заявил Бэрд.
По сообщению армейских источников, сломлено сопротивление боевиков в квартале Саджаия, в котором в последние дни шли тяжёлые бои с террористами. Жилой квартал был превращён ХАМАСом в укреплённый район. Несколько сотен боевиков, общей численностью до батальона, вели оборону хорошо оборудованных позиций. Разветвлённая сеть подземных туннелей, бункеры и пусковые установки для ракет были обнаружены в ходе боёв. ВВС ЦАХАЛа уничтожили тяжёлыми бомбами около 120 целей. ЦАХАЛ продолжил ликвидацию обнаруженного под кварталом «подземного города» из 28 туннелей, часть которых ведёт на территорию расположенного менее чем в двух километрах Израиля, имеющих свыше 60 выходов на поверхность. Военные воздерживаются от заявлений о взятии квартала под контроль, отмечая, что там продолжают действовать снайперы террористов, а многие дома заминированы.
После неоднократных предупреждений ЦАХАЛ начал контртеррористическую операцию на территории больницы «Аль-Вафа», расположенной в квартале Саджаия. Террористы регулярно использовали территорию больницы для запуска ракет по израильской территории, а также для атак на подразделения ЦАХАЛа не только из стрелкового, но и из противотанкового оружия. Боевики прятались между зданиями больницы. На территории больницы размещалась смотровая площадка, с которой велось наблюдение за перемещением сил ЦАХАЛа, а также координационный центр, ведущий сбор информации. Здание было связано с сетью подземных туннелей. Израиль неоднократно предупреждал руководство больницы и международные организации о недопустимости подобных действий. Перед началом операции ЦАХАЛ призвал всех обитателей больницы покинуть её территорию, после чего были нанесены удары по отдельным блокам больницы, включая оперативные командные пункты ХАМАСа и Исламского джихада. По мнению израильских экспертов, основным укрытием лидеров ХАМАСа в секторе Газа является крупнейшая больница города — «Шифа», где они живут в бомбоубежище под больницей, считая его безопасным местом. Пресс-секретари ХАМАСа нередко дают интервью в больницах. Ещё 21 июля координатор действий Израиля в Иудее, Самарии и Газе, генерал-майор Йоав Мордехай, сообщил о готовящейся операции представителям Всемирной организации здравоохранения. Глава ВОЗ подтвердил, что в больнице не осталось ни одного пациента или врача.
Бойцы ЦАХАЛа обнаружили ещё один туннель боевиков. В туннеле были спрятаны комплекты формы солдат Армии обороны Израиля, карты местности и оружие.
Пресс-секретарь Международной организации «Красный крест», Сесилия Джойн, сообщила, что для того, чтобы сотрудники «Красного креста» смогли эвакуировать раненых, днём на несколько часов было объявлено о прекращении огня в ряде районов сектора Газа, в том числе на территории, прилегающей к Саджаии и Бейт-Хануну. «Красный крест» координирует свои действия как с ЦАХАЛом, так и с ХАМАСом.
Продолжаются ракетные обстрелы территории Израиля. Неоднократно ракеты выпускались в направлении населённых пунктов региональных советов Хоф-Ашкелон, Сдот-Негев, Эшколь. Ракетным обстрелам подверглись Ашкелон, Сдерот, Ашдод, Беэр-Шева. Сирены прозвучали в приграничных населённых пунктах, в Лоде, населённых пунктах округа Шфела, в кибуцах Зиким и Кармия, в Кирят-Малахи, Ган-Явне, Гедере, в Бат-Яме, Холоне, Яффо, округе Шфела, а также на территории международного аэропорта им. Бен-Гуриона. Три ракеты сбиты системой ПРО в районе Ашдода, три — в районе Ришон-ле-Циона, ещё две — в Явне.
Пан Ги Мун согласился с Нетаньяху в том, что касается права Израиля на самозащиту. Он отметил, что сам увидел, в какой непростой ситуации находятся граждане страны. Он особо отметил, что во время этой пресс-конференции Исламский джихад и ХАМАС продолжили ракетный обстрел израильских городов. Пан Ги Мун выразил свои соболезнования семьям погибших израильтян. Однако, признав право Израиля на самозащиту, генсек ООН сказал: «Но я призываю вас к сдержанному ответу». Пан Ги Мун призвал стороны вернуться за стол переговоров.
С генеральным секретарём ООН Пан Ги Муном в Иерусалиме встретился министр иностранных дел Израиля Авигдор Либерман. В ходе встречи Либерман заявил, что Израиль крайне обеспокоен тем, что в школах сектора Газа, относящихся к UNRWA, боевики ХАМАСа прячут ракеты. «Эти школы были созданы для того, чтобы в них получали образование дети Газы. Но вместо этого в них складируют ракеты, предназначенные для убийства израильских детей», — подчеркнул Авигдор Либерман. Глава МИДа также выразил протест генсеку ООН в связи с тем, что обнаруженные в школе ракеты были возвращены работниками UNRWA ХАМАСу, вместо того чтобы передать их Израилю, и отметил неприемлемость подобных действий. Во время встречи с Пан Ги Муном Авигдор Либерман сказал, что Ближний Восток «захлестнуло одно большое цунами», и это связано не с происходящим в Газе, а с событиями в Сирии, Ираке, Ливии и других странах. Но эта реальность не находит никакого отражения в некоторых учреждениях ООН, в частности, в Совете по правам человека, где государства вроде Кубы и Венесуэлы проталкивают резолюции, осуждающие Израиль. «Мы не видели резолюции, осуждающей убийство 3000 палестинцев в лагере беженцев Ярмук в Сирии. Не было никаких обсуждений этого события не только в международных инстанциях, но даже в институтах самой Палестинской автономии. Это ещё одно проявление лицемерия и двойных стандартов со стороны международного сообщества», — отметил Либерман. «Следует разработать механизм контроля, который после завершения операции в Газе гарантирует, что все материалы, ввозимые в сектор, действительно будут использоваться для гуманитарных целей, а не для военных, как это было до сих пор, когда, например, цемент использовался для создания террористических туннелей, а не для строительства жилья», — добавил министр иностранных дел Израиля. После заседания в расширенном составе, Авигдор Либерман и Пан Ги Мун провели встречу с глазу на глаз, которая продолжалась 4 часа.
По сообщению арабских источников, председатель Палестинской автономии Абу-Мазен и руководство Египта договорились о внесении одного изменения в египетскую инициативу об условиях прекращения огня между Израилем и ХАМАСом в Газе. Согласно этому изменению, в рамках прекращения огня будет облегчена блокада сектора Газа под «американские гарантии». Послабления должны позволить поставку в Газу товаров первой необходимости.

### 24 июля
Продолжается антитеррористическая операция ЦАХАЛа в секторе Газа. 23 июля завершено взятие Саджаии — района, из которого велись массированные ракетные обстрелы израильской территории и в котором сосредоточены значительные подземные коммуникации террористов, включая туннели, ведущие на территорию Израиля. ЦАХАЛ приступил к ликвидации расположенных в квартале туннелей. Начато наступление на районы северной части Газы — Джебалию и Бейт-Ханун. Нанесены массированные удары по целям террористов в Хан-Юнисе. ЦАХАЛ атаковал за минувшие сутки более 100 целей в секторе Газа, задержаны 150 человек, подозреваемых в причастности к террористической деятельности. С начала операции поражены 3333 цели, за время её наземной фазы уничтожены около 200 боевиков. В боях с террористами с начала операции погибли 32 солдата и офицера ЦАХАЛа. Сержант Орон Шауль числится пропавшим без вести.
По данным медицинских источников сектора, с начала операции число погибших в секторе превысило 680 человек, около 4250 ранены.
За минувшие сутки по территории Израиля выпущены более 80 ракет, 21 из них сбита системой ПРО. С начала операции в сторону израильских населённых пунктов были выпущены 2270 ракет. 440 из них сбиты системой ПРО, 1777 упали на территории Израиля, остальные — в секторе Газа. В результате обстрелов погибли 2 человека.
В результате совместных действий ШАБАКа и ЦАХАЛа, ликвидированы или ранены 4 крупных полевых командира Палестинского исламского джихада в секторе Газа. Среди них командиры подразделений, действующих на севере сектора Газа, в Хан-Юнисе, Рафиахе, а также в городе Газа. Боевики, ставшие объектами ударов ЦАХАЛа, стояли за организацией многих терактов против израильских военнослужащих, а также за ракетными обстрелами территории Израиля.
Израильские военные в ходе боевых действий в секторе Газа взяли в плен около 50 боевиков террористических организаций ХАМАС и Исламский джихад. Ранее сообщалось, что уже арестованы около 150 террористов. Таким образом, за последние сутки в общей сложности пленены около 200 боевиков.
Представители UNRWA распространили заявление, в котором говорилось об ударе ЦАХАЛа по зданию школы в районе Бейт-Хануна. Учебное заведение работало под эгидой UNRWA. Сообщается, что в результате атаки здание школы было разрушено. 16 человек погибли и более 200 получили травмы. Среди погибших в основном женщины и дети. Пресс-служба ЦАХАЛа подтвердила, что в районе Бейт-Хануна идут бои с террористами ХАМАСа и Исламского джихада, использующими гражданские объекты и объекты международных гуманитарных организаций в качестве укреплённых пунктов и складов для ракет. Боевики также используют гражданское население в качестве «живого щита». Однако ЦАХАЛ пока не может подтвердить или опровергнуть сообщения палестинских СМИ и UNRWA, что к гибели людей, находившихся в здании школы, привёл артиллерийский обстрел гражданского объекта израильскими военными. Отмечается, что в Бейт-Хануне в результате ошибок, допущенных боевиками при осуществлении обстрелов израильской территории, разорвались две ракеты. По факту гибели людей в Бейт-Хануне ведётся расследование.
После нескольких часов затишья террористы возобновили обстрелы Израиля. Неоднократно ракеты выпускались в направлении Западного Негева. Сирены прозвучали в Ор-Йехуде, Эльаде, Бат-Яме, Од ха-Шароне, Герцлии, Холоне, Тайбе, Кфар-Сабе, Петах-Тикве, Кирьят-Оно, Рош-ха-Аине, Ришон-ле-Ционе, Рамат ха-Шароне, Раанане, в районах Ган-Раве, Дром ха-Шарон, Хевель Модиин, Хоф ха-Шарон и Лев ха-Шарон. Пять ракет перехвачены системой ПРО Железный купол над Шфелой и южной частью Гуш-Дана. Четыре ракеты, выпущенные по Нетивоту, сбиты системой Железный купол. Второй залп по Гуш-Дану. Ещё две ракеты перехвачены системой ПРО. 15:00. Интенсивность ракетных обстрелов заметно снизилась. В то же время за три часа были обстреляны Кирьят-Гат, Нетивот, районы Эшколь и Хоф-Ашкелон. Шесть ракет были сбиты системой ПРО «Железный купол». Дважды сирены прозвучали в Ашкелоне и населённых пунктах округа Хоф-Ашкелон. Две ракеты были сбиты системой ПРО. Одна разорвалась на незастроенной местности на территории регионального совета Эшколь. Сирены в Офакиме и Хацериме. Две ракеты сбиты в районе Офакима. Обстрелу подверглась Беэр-Шева. Две ракеты разорвались на незастроенной территории рядом с городом. В течение часа трижды звучали сирены в населённых пунктах регионального совета Эшколь. В сторону населённых пунктов в Эшколе были запущены из сектора Газа пять ракет, одна из них разорвалась на территории посёлка, попав в теплицу. В результате обстрела ранен один человек. Полученные им травмы оцениваются врачами как лёгкие. Ещё одна ракета упала на территории населённого пункта регионального совета Сдот ха-Негев, повредив синагогу.
Федеральное агентство воздушного транспорта США (FAA) отменило запрет на полёты американских авиакомпаний в Тель-Авив.
Глава политбюро ХАМАСа Халед Машаль в своём телеобращении из Катара заявил: «Есть два условия для разоружения ХАМАСа: первое — это прекращение оккупации, и второе — полное разоружение Израиля». По словам Халеда Машаля, максимум, на что готова согласиться его организация в данный момент — это прекращение огня на несколько часов в гуманитарных целях. Машаль обратился к госсекретарю США Джону Керри, заявив: если он хочет добиться перемирия, он должен был ехать не в Израиль и Рамаллу, а в сектор Газа. Он также предупредил Израиль: «Нашего терпения хватит на два месяца».

### 25 июля
Продолжается антитеррористическая операция ЦАХАЛа в секторе Газа. С начала операции поражены примерно 3500 целей. Только за минувшие сутки ЦАХАЛ атаковал свыше 100 целей в секторе Газа. С начала операции погибли 32 солдата и офицера ЦАХАЛа. Сержант Орон Шауль числится пропавшим без вести. По сообщению медицинских источников сектора Газа, подконтрольных террористической организации ХАМАС, с начала операции число погибших достигло 805 человек, 5200 ранены. По территории Израиля выпущены порядка 50 ракет, 15 из них сбиты системой ПРО. В сторону израильских населённых пунктов выпущены свыше 2300 ракет. 455 ракет сбиты системой ПРО Железный купол, более 1800 упали на территории Израиля, остальные — в секторе Газа. В результате обстрелов погибли 3 человека.
В ночь на 25 июля, в секторе Газа командир 12-го батальона бригады Голани — подполковник Рами Симан-Тов получил ранение в ходе операции по ликвидации подземных туннелей террористов в квартале Саджаия. Его состояние оценивается врачами как тяжёлое. Раненый госпитализирован.
В ходе антитеррористической операции, точечным ударом ликвидирован высокопоставленный лидер террористической организации, Салах Абу Хаснин, член военного совета «Исламского джихада» и начальник отдела пропаганды этой группировки. Вместе с ним ликвидирован его сын.
На допросах боевиков, задержанных солдатами ЦАХАЛа в секторе Газа, выяснилось, что у ХАМАСа был чёткий оперативный план стратегического массового теракта. ХАМАС планировал, что уже на ближайший еврейский новый год — Рош Ха-Шана 200 боевиков, переодетых в форму солдат ЦАХАЛа, одновременно выйдут на территорию Израиля через 10 туннелей и проникнут в шесть населённых пунктов Негева. Несколько выходов из туннелей уже находились внутри самих этих еврейских населённых пунктов. Планировались убийства десятков человек, захват заложников и переправка их в сектор Газа. ХАМАС заготовил целую «системную ловушку», включающую в себя взаимосвязь между разными туннелями, отлаженную систему связи и логистики, встроенные в туннели склады оружия и взрывчатки, запасные выходы и прочее.
Совершена попытка наезда на группу израильтян, ожидавших попутного транспорта или автобуса на перекрёстке Гуш-Эцион. Автомашина, повернувшая на шоссе № 60 с шоссе № 35, внезапно изменила направление движения и врезалась в группу людей. Затем, не останавливаясь, автомашина продолжила движение в сторону Хеврона. Обошлось без жертв. От удара машиной легко пострадала 17-летняя девушка. Полиция приступила к расследованию произошедшего.
Главный армейский раввин Рафи Перец объявил сержанта Орона Шауля погибшим солдатом, место захоронения которого неизвестно. С 20 июля Орон Шауль считался пропавшим без вести. В решении главного раввина учтены результаты патологоанатомической экспертизы, а также приняты во внимание соображения галахического характера.
Продолжаются ракетные обстрелы территории Израиля. Неоднократно ракеты выпускались в направлении населённых пунктов региональных советов Эшколь, Хоф-Ашкелон, Шаар-ха-Негев. Обстреляны Ашкелон и Ашдод. Сирены звучали в Герцлии. Обстреляны Гуш-Дан, округ ха-Шарон и округ ха-Шфела. Террористы выпустили 8 ракет в сторону Кирьят-Малахи. Две из них сбил Железный купол, ещё шесть упали на открытой местности.
Общее число израильтян, погибших с начала операции «Нерушимая скала», составило 37, в том числе 35 военнослужащих. Погиб также иностранный рабочий.
Глава правительства Израиля Нетаньяху провёл беседу по телефону с госсекретарём США Керри, находящимся в Каире. Нетаньяху дал согласие на 12-часовое прекращение огня в гуманитарных целях с 7 часов утра 26 июля.
В Каире состоялась совместная пресс-конференция Керри и генерального секретаря ООН Пан Ги Муна. Керри поблагодарил президента Египта Ас-Сисси за усилия, приложенные к достижению договорённости о прекращении огня и отметил, что Израиль изъявил готовность объявить 12-часовое прекращение огня в гуманитарных целях.

### 26 июля
Продолжается антитеррористическая операция ЦАХАЛа в секторе Газа. Наносятся удары по объектам инфраструктуры террористов, взрываются туннели. На данный момент обнаружен 31 туннель террористов, 15 из них подорваны. Уничтожены около 300 террористов. За истекшие сутки по Израилю выпущено более 80 ракет, 60 из которых упали на открытой местности, а 15 перехватила система ПРО Железный купол. Всего с начала операции по израильской территории было выпущено 2510 ракет. ЦАХАЛ поразил около 1500 целей, связанных с запусками ракет. С начала операции погибли 37 военнослужащих ЦАХАЛа и трое мирных жителей. По данным, сообщаемым ХАМАСом, с начала операции число погибших в секторе достигло 864 человек, 5730 ранены.
В ходе боевых действий ЦАХАЛа в Газе ночью убит 15-летний Ахмед Ясин, внук шейха Ахмеда Ясина, главного идеолога террористической организации ХАМАС в 90-е годы XX века. По сообщениям палестинских источников, с начала антитеррористической операции в секторе Газа погибли 890 человек, число раненых приближается к 6000. UNRWA сообщило, что из зоны военных действий временно эвакуированы в десятки спонсируемых им школ 160 000 мирных жителей.
В ночь на 26 июля погибли пятеро военнослужащих Армии обороны Израиля, принимавших участие в антитеррористической операции. С начала операции погибли 40 военнослужащих и трое мирных жителей, в том числе, иностранный рабочий. Ранены шестнадцать военнослужащих. Состояние троих оценивается как тяжёлое, тринадцать других получили ранения средней степени тяжести.
Израильскими военнослужащими обнаружены ещё четыре входа в подземные туннели, прорытые террористами в сторону Израиля. Все эти сооружения уничтожены.
Возобновились ракетные обстрелы территорий регионального совета Эшколь. Три ракеты, выпущенные террористами Газы, перехвачены системой ПРО Железный купол в районе Ашкелона. Ещё одна ракета упала в Западном Негеве. В 20:04 — через четыре минуты после истечения срока 12-часового перемирия — в граничащих с сектором Газа посёлках раздалась сирена воздушной тревоги.
Это произошло после того, как Израиль согласился на продление перемирия ещё на четыре часа. Четыре ракеты, выпущенные из сектора Газа, разорвались вблизи одного из посёлков, расположенных на территории регионального совета Эшколь. Сирены воздушной тревоги прозвучали в округе ха-Шфела и районе Ашдода и Ашкелона. Железный купол сбил две ракеты в районе Гедеры и ещё две — в районе Ашкелона. Сирены в районном совете Шаар-ха-Негев. Террористы выпустили три ракеты в сторону израильских населённых пунктов. Сирены в районе Беэр-Шевы и Ашкелона. Четыре ракеты упали на открытой местности в Хоф-Ашкелон и Мерхавим.
Временное гуманитарное перемирие с ХАМАСом сроком на 12 часов вступило в силу в 08:00 по местному времени. Пресс-служба ЦАХАЛа обращает внимание, что в период гуманитарного прекращения огня жителей сектора Газа, которые покинули свои дома по требованию израильских военных, просят не возвращаться обратно. Во время перемирия ЦАХАЛ продолжит операции по ликвидации туннелей.
Палестинское информационное агентство Маан сообщило, что с начала гуманитарного перемирия в секторе Газа из-под обломков зданий были извлечены 40 тел погибших. По словам агентства, общее число погибших во время антитеррористической операции составило 940 человек.
Пресс-секретарь правительства ХАМАС в Газе Сами Абу-Зухри в ночь на 26 июля сообщил о том, что вооружённые группировки сектора Газа принимают условия 12-часового гуманитарного прекращения огня, которое вступает в силу в 08:00. Абу-Зухри подчеркнул, что соглашение достигнуто при посредничестве ООН. ЦАХАЛ сообщил, что во время перемирия продолжатся работы по выявлению и ликвидации туннелей, а также пообещал жёстко ответить на любое нарушение прекращения огня.
Продлить гуманитарное прекращение огня ещё на 12 часов призвали министры иностранных дел США, Франции и других стран, собравшиеся в Париже для обсуждения условий долгосрочного перемирия в секторе Газа. В переговорах участвуют госсекретарь США Джон Керри, министры иностранных дел Германии, Великобритании, Италии, Катара и Турции, а также верховный представитель Европейского союза Кэтрин Эштон. Турецкий и катарский министры сообщили европейским коллегам о позиции руководства террористической группировки ХАМАС, с которым они поддерживают прямые контакты.
Комментируя предложение министров иностранных дел западных стран о продлении перемирия в секторе Газа, заместитель председателя политбюро ХАМАСа Муса Абу Марзук сказал, что группировка не поступится правами палестинцев и что продление перемирия возможно только на условиях ХАМАСа.
С призывом к израильскому правительству продлить перемирие ещё на 24 часа, начиная с 20:00, обратилась Организация Объединённых Наций. Узкий кабинет безопасности Израиля принял решение продлить перемирие, начавшееся в 8:00, до полуночи. ХАМАС, со своей стороны, не выразил готовности к перемирию и возобновил обстрелы израильской территории. В 20:04 — через четыре минуты после истечения срока 12-часового перемирия — в граничащих с сектором Газа посёлках раздалась сирена воздушной тревоги.

### 27 июля
Продолжается антитеррористическая операция ЦАХАЛа в секторе Газа. В ночь на 27 июля Израиль ответил согласием на просьбу ООН о продлении режима гуманитарного прекращения огня ещё на 24 часа — до полуночи 28 июля. В течение этого времени Армия обороны Израиля продолжит операцию по ликвидации подземных туннелей террористов в секторе. ХАМАС отказался принять просьбу ООН и продолжил ракетные и миномётные обстрелы Израиля. Житель одного из населённых пунктов на территории районного совета Сдот-Негев получил тяжёлые ранения в результате разрыва миномётного снаряда. Военнослужащие ЦАХАЛа продолжают розыск туннелей, предназначенных для диверсий на территории Израиля. В ночь на 27 июля был обнаружен ещё один такой туннель. В секторе Газа с начала операции поражены более 3500 целей, за время её наземной фазы уничтожены около 300 боевиков. Всего с начала операции по территории Израиля были выпущены более 2200 ракет. С начала операции погибли 43 израильских военнослужащих и трое мирных жителей. По информации палестинских источников, число погибших в секторе с начала операции превысило 1000 человек, около 6000 ранены.
Палестинское агентство новостей Maan сообщило, что после возобновления атак ЦАХАЛа в секторе Газа убиты девять человек. Один из погибших — полевой командир Исламского джихада. Атаке подверглись редакция телекомпании «Аль-Кудс», принадлежащей ХАМАСу, пусковые ракетные установки, а также туннель, который террористы готовились использовать для совершения терактов. ШАБАК разрешил к публикации информацию о том, что 25 июля в Газе был уничтожен 25-летний Исмаил Мухаммад Саади Аклук, один из лидеров боевого крыла ХАМАСа. Он был ключевой фигурой в сфере производства боеприпасов для террористов. Аклук участвовал в разработке, производстве и тестировании новых средств вооружения. В том числе он принимал участие в программе создания БПЛА, впервые использовавшихся ХАМАСом во время нынешнего противостояния. ХАМАС обратился к специальному представителю ООН в регионе Роберту Сери с просьбой оказать содействие в возобновлении гуманитарного прекращения огня.
В ходе антитеррористической операции, бойцы спецподразделения Маглан обнаружили две разветвлённые подземные системы с многочисленными входами и выходами. Туннели пролегают на глубине 25 метров и оборудованы убежищами, способными выдержать атаки ВВС ЦАХАЛа. Эти туннели являются наиболее протяжёнными и наиболее оборудованными из тех, с которыми столкнулся ЦАХАЛ в ходе операции «Нерушимая скала». Помимо разнообразных вооружений, в туннеле были обнаружены мешки с цементом и другие строительные материалы, которые были доставлены в сектор в качестве гуманитарной помощи. Строительные материалы, которые были поставлены в сектор Агентством ООН по помощи палестинским беженцам (UNRWA), использовались для строительства туннелей, предназначенных для нападения на израильтян. По данным министерства иностранных дел Израиля, с 2007 года ХАМАС прорыл 1370 туннелей, затратив на эти работы 1,25 миллиарда долларов. Вместо этого в секторе можно было на эти деньги воздвигнуть две больницы, 20 школ, три офисных небоскрёба, а также три торговых центра.
С 20:00 26 июля, в сторону израильской территории выпущены примерно 25 ракет. Четыре из них сбиты системой ПРО Железный купол. «Эти обстрелы продолжаются на протяжении всего периода гуманитарного прекращения огня, предпринятого Израилем на благо мирных жителей Газы», — говорится в официальном заявлении пресс-службы ЦАХАЛа. На фоне продолжающихся ракетных обстрелов израильской территории, около 10:00 ЦАХАЛ объявил о возобновлении активных действий сухопутных, военно-воздушных и военно-морских сил в секторе Газа. Координатор действий Израиля в Иудее, Самарии и Газе генерал-майор Йоав Мордехай заявил, что «вся ответственность за срыв гуманитарного прекращения огня лежит на ХАМАСе». Военные вновь обратились к жителям сектора Газа с просьбой не приближаться к району боевых действий.
Продолжаются ракетные обстрелы территории Израиля. Неоднократно ракеты выпускались в направлении населённых пунктов на территории региональных советов Шаар-ха-Негев, Хоф-Ашкелон, Эшколь. Одна ракета сбита над Ашдодом. Сигнал тревоги в Петах-Тикве, Ход ха-Шароне и округе ха-Шарон. За 14 часов, когда Израиль сохранял прекращение огня, из Газы выпущены не менее 25 ракет. Населённые пункты, граничащие с сектором Газа, подверглись миномётному обстрелу. Сирена в населённых пунктах Нахаль-Оз и Алумим. Сирена в Кирьят-Гате и десятках населённых пунктов, находящихся на границе с сектором Газа. Четыре ракеты сбиты системой ПРО над Кирьят-Гатом. Бригады «Изз ад-Дин аль-Кассам» взяли на себя ответственность за ракетный обстрел Кирьят-Гата. В заявлении организации говорится, что четыре ракеты были выпущены по населённому пункту в ответ на отказ Израиля от предложения ХАМАСа прекратить огонь на 24 часа. Сирена в Беэр-Шеве. Три ракеты упали на открытой местности и ещё одна сбита системой ПРО. Спустя короткое время после обстрела города в приёмное отделение больницы Сорока поступил житель Беэр-Шевы с лёгким ранением, полученным в результате ракетного обстрела. Сирены прозвучали в Нетивоте и десятках населённых пунктов в приграничной зоне. Две ракеты были сбиты системой ПРО.
На просьбу ООН о продлении режима гуманитарного прекращения огня ещё на 24 часа — до полуночи 28 июля — военно-политический кабинет Израиля ответил согласием. При этом в течение перемирия ЦАХАЛ продолжит операцию по ликвидации подземных туннелей террористов в секторе, а в случае нарушения перемирия со стороны боевиков ЦАХАЛ будет отвечать огнём.
Представитель ХАМАСа заявил о несогласии его организации на продление режима гуманитарного прекращения огня. По его словам, гуманитарное перемирие, не предусматривающее отвод израильских войск с территории сектора, для ХАМАСа неприемлемо. Аналогичное заявление сделали Комитеты народного сопротивления, Палестинский исламский джихад, Народный фронт освобождения Палестины и Демократический фронт освобождения Палестины. На фоне продолжающихся ракетных обстрелов израильской территории, около 10:00 ЦАХАЛ объявил о возобновлении активных действий сухопутных, военно-воздушных и военно-морских сил в секторе Газа. Координатор действий Израиля в Иудее, Самарии и Газе генерал-майор Йоав Мордехай заявил, что «вся ответственность за срыв гуманитарного прекращения огня лежит на ХАМАСе»..
Около 12:00 ХАМАС обратился к специальному представителю ООН в регионе Роберту Сери с просьбой оказать содействие в возобновлении гуманитарного прекращения огня. Спикер ХАМАСа Сами Абу-Зухри заявил, что «все организации согласились на гуманитарное прекращение огня на 24 часа». По словам спикера террористической организации, «этот шаг продиктован уважением к ООН и заботой о населении сектора Газа в преддверии праздника Ид аль-Фитр, начинающегося 28 июля».
В Израиле отказались комментировать заявление ХАМАСа о прекращении огня на 24 часа, начиная с 14:00. В Иерусалиме наблюдают за выполнением ХАМАСом собственной декларации.
Министерство внутренних дел в секторе Газа опровергло информацию о том, что «все палестинские организации согласились на гуманитарное прекращение огня на 24 часа, начиная с 14:00». В заявлении МВД говорится, что было достигнуто понимание между ХАМАСом и Исламским джихадом относительно необходимости прекращения огня, однако точное время, когда соглашение вступит в силу, не было оговорено. Поскольку после 14:00 израильская территория несколько раз подвергалась ракетным обстрелам, ЦАХАЛ продолжил атаковать цели террористов в секторе Газа. Удары были нанесены по целям в Джебалии и Нусейрате.
Президент США Барак Обама провёл телефонный разговор с премьер-министром Израиля Биньямином Нетаньяху. Он в исключительно резкой форме потребовал от израильского лидера согласиться на немедленное гуманитарное прекращение огня по формуле «Затишье в обмен на затишье». Это прекращение огня, по мнению Обамы, должно стать основой для длительного перемирия. Он выразил озабоченность в связи с многочисленными жертвами среди мирного населения сектора.

### 28 июля
Продолжается антитеррористическая операция ЦАХАЛа в секторе Газа. После решения израильского руководства о возобновлении военных действий 27 июля, ЦАХАЛ нанёс удары по 40 целям, расположенным на территории сектора, и уничтожил два туннеля. Террористы выпустили по Израилю более 50 ракет.
С начала контртеррористической операции погибли 43 израильских военнослужащих. В больницах проходят лечение 122 раненых. Из них один — в критическом состоянии, и ещё один — в тяжёлом. Подавляющее большинство пострадавших получили лёгкие осколочные ранения, либо различные ранения нижних конечностей.
Медицинские источники сектора Газа сообщили о 1035 погибших и 6322 раненых с момента начала операции. Новостное агентство Maan утверждает, что среди погибших 236 детей, 93 женщины и 47 пожилых людей.
В секторе Газа установилось состояние необъявленного прекращения огня. ЦАХАЛ получил приказ открывать огонь только в случае нападения. ХАМАС также фактически прекратил огонь. Последний обстрел Израиля зафиксирован около полуночи. В 07:15 утра террористы возобновили атаки, обстреляв Ашкелон. Утром Совет безопасности ООН единогласно утвердил резолюцию, призывающую к незамедлительному прекращению огня без предварительных условий. Резолюция носит декларативный характер и не обязательна к исполнению.
ВВС Израиля нанесли удары по ракетным установкам и лаборатории по производству оружия в центре и на севере сектора Газа в ответ на утренний ракетный обстрел Ашкелона. В секторе Газа продолжаются поиски и разрушение террористических туннелей.
Армейское командование опубликовало выводы расследования обстрела школы, принадлежащей Агентству ООН по помощи палестинским беженцам (UNRWA) в Бейт-Хануне. Армейским экспертам удалось восстановить ход событий. 24 июля в Газе шли бои между боевиками и военнослужащими ЦАХАЛа. В ходе одной из перестрелок террористы вели огонь с территории, прилегающей к школе. Боевики обстреляли солдат из противотанкового оружия. ЦАХАЛ признал, что по школе был выпущен один миномётный снаряд. Как утверждается в отчёте, на её территории не было мирных жителей. Учебное заведение использовалось укрывшимися в здании боевиками ХАМАСа для обстрела израильских солдат. Комиссия предоставила видеозапись, сделанную на месте с БПЛА. На записи виден взрыв во дворе школы, но этот двор пуст. В армии подчёркивают, что Израиль не ведёт боевых действий против объектов международных организаций и не выбирает их в качестве целей. Взаимодействие между ЦАХАЛом и этими организациями осуществляется через Координатора по действиям правительства на территориях. Представитель пресс-службы ЦАХАЛа заявил, что пострадавшие, предъявленные СМИ на территории школы, не стали жертвами огня израильской армии. Он не исключил, что террористы принесли туда тела людей, погибших в других районах.
С самолётов ВВС ЦАХАЛа тысячи листовок были сброшены на сектор Газа. В одной из листовок перечислены имена боевиков ХАМАСа и Исламского джихада, которые были уничтожены в ходе операции «Нерушимая скала».
Группа боевиков открыла огонь из миномётов и автоматов по израильским военнослужащим в районе Джабалии. Солдаты ЦАХАЛа обстреляли из танка позицию боевиков, а затем запустили в их направлении дистанционно управляемую ракету «Тамуз». Не менее пяти боевиков ликвидированы. Позднее была получена информация о том, что в этом бою ликвидирован командир спецназа ХАМАСа в Джабалии. Во второй половине дня израильская армия активизировала действия в различных районах сектора Газа. Бои идут в районе лагеря беженцев Шати.
Жители нескольких кварталов города Газа вечером 28 июля получили текстовые сообщения и телефонные звонки от ЦАХАЛа с просьбой эвакуироваться из зоны военных действий. В сообщениях говорится, что, оставаясь в зоне военных действий, они подвергают опасности свою жизнь и жизни своих близких. Сообщения были отправлены жителям кварталов Саджаия и Зейтун, а также восточной части Джабалии.
По сообщению палестинских СМИ, в результате атаки ЦАХАЛа на одно из помещений больницы «Шифа» в секторе Газа, погибли 10 детей, находившихся там. Армейские источники опровергают информацию о том, что местные жители пострадали в результате атак. Согласно версии ЦАХАЛа, взрыв в больнице стал результатом неудачного запуска ракеты палестинскими террористами.
Премьер-министр Биньямин Нетаньяху заявил, выступая 28 июля перед журналистами в Тель-Авиве, что «Израиль не закончит операцию до тех пор, пока не будет завершена нейтрализация угрозы, исходящей от туннелей в секторе Газа». По словам премьер-министра, «ликвидация туннелей является первым шагом на пути к демилитаризации сектора, и именно на это должны быть направлены усилия всего мирового сообщества». Он добавил, что «деньги, которые мировое сообщество переводит в Газу, бетон и стройматериалы, поступающие туда, идут на строительство туннелей, предназначенных для терактов против израильских граждан». Глава правительства подчеркнул, что «мы находимся в разгаре длительной операции, которая будет продолжаться до тех пор, пока не будут достигнуты обозначенные нами цели».
28 июля в ходе операции «Нерушимая скала» погибли десять военнослужащих ЦАХАЛа.
Продолжаются ракетные обстрелы территории Израиля. Неоднократно ракеты выпускались в направлении населённых пунктов районных советов Хоф-Ашкелон, Сдот-Негев, Шаар-ха-Негев. Сирены в Зикиме, Кармии, Яд-Мордехай, Нетив-ха-Асара. С 18:00 до 19:00 в сторону Израиля из сектора Газа были запущены не менее 10 ракет. Одна из них разорвалась недалеко от детского сада в Сдероте, причинив существенный ущерб зданию. Сирена, предупреждающая о ракетных обстрелах из сектора Газа, прозвучала в Хадере, Кейсарии, пригородах Хайфы. В сторону Кармиэля были запущены две ракеты. Одна из них упала на открытой местности недалеко от Зихрон-Яакова.
В результате взрыва выпущенного из Газы миномётного снаряда в одном из населённых пунктов округа Эшколь 4 человека погибли. Есть раненые, в том числе тяжело и очень тяжело.
Предотвращена попытка проникновения террористов в кибуц Нахаль-Оз. Группа террористов проникла через туннель на территорию Израиля с целью совершения теракта. Террористы выстрелили противотанковой ракетой по укреплённому посту ЦАХАЛа в данном районе. В результате были убиты пять израильских солдат.
Согласно отчётам израильской службы скорой медицинской помощи — Маген Давид Адом, с начала операции квалифицированная помощь потребовалась 599 израильтянам. 18 — получили осколочные ранения, трое из них скончались: работник из Таиланда погиб, когда в непосредственной близости от него разорвался миномётный снаряд в одном из посёлков возле границы с Газой; Уда аль-Вадж, житель бедуинского посёлка в Негеве, погиб от прямого попадания ракеты в его дом; и Дрор Ханин, рядом с которым разорвался миномётный снаряд. Помощь оказана 11 гражданам, получившим ранения от разбившихся стёкол и обрушения зданий. 13 человек пострадали в ДТП во время сирены. 114 получили различные травмы, когда спешили попасть в защищённое помещение. 443 человека испытали острые приступы паники в связи с ракетными обстрелами.
Совет Безопасности ООН единогласно утвердил резолюцию, призывающую к незамедлительному прекращению огня без предварительных условий на основании резолюции Совбеза ООН № 1860, завершившей операцию «Облачный столп» в 2012 году. «Объявить немедленное гуманитарное прекращение огня, которое станет первым шагом на пути к долгосрочному урегулированию, основанному на египетской инициативе», — говорится в резолюции. Проект резолюции был представлен Иорданией. Резолюция не является обязательной, а носит декларативный характер. Вместе с тем, в резолюции не упоминаются такие израильские требования, как борьба с контрабандной поставкой оружия в сектор Газа. Также в тексте резолюции нет упоминаний проблемы туннелей. Полномочный представитель Израиля в ООН Рон Просор прокомментировал резолюцию Совета Безопасности:
«Каким-то чудесным образом заявление председателя не упоминает ХАМАС и право Израиля на самооборону. ХАМАС использовал миллионы долларов, пожертвованных вами, на строительство подземных туннелей и закупку ракет. Весь мир содрогнётся, узнав, что построил ХАМАС». «Не поддавайтесь пропаганде ХАМАСа, — добавил израильский посол в ООН. — Израиль несколько раз инициировал прекращение огня, и ХАМАС отверг все предложения, включая те, что предложил сам».
В беседе с генсеком ООН Пан Ги Муном, премьер-министр Израиля Биньямин Нетаньяху отклонил требование ООН о прекращении огня в секторе Газа. По его словам, Израиль трижды соглашался прекратить огонь, но ХАМАС нарушал все договорённости. «Израиль продолжит разбираться с туннелями, и это только первый шаг в разоружении Газы», — сказал премьер. «Совет Безопасности ООН уважает только потребности террористической организации, атакующей мирных граждан, а не требования безопасности Израиля. В резолюции Совбеза никак не упоминаются атаки по гражданам Израиля и тот факт, что ХАМАС пользуется помещениями ООН в качестве опорных пунктов для обстрелов и террора против Израиля, использует собственных граждан в качестве живого щита и расходует деньги, полученные от международного сообщества, на строительство террористических туннелей для совершения массовых терактов против израильтян», — заявил Нетаньяху и добавил: «Мир должен добиваться разоружения Газы».

### 29 июля
Продолжается антитеррористическая операция ЦАХАЛа в секторе Газа. ЦАХАЛ возобновил артиллерийские и воздушные удары по позициям террористов на севере сектора. В ночь с 28 на 29 июля ВВС ЦАХАЛа нанесли удары по 150 целям в секторе Газа, в том числе по домам десятков террористов ХАМАСа и Исламского джихада. Один из снарядов попал в топливный резервуар единственной в Газе электростанции, и на ней начался пожар. Работа электростанции приостановлена. Несколько районов сектора обесточены.
По информации медицинских источников сектора Газа, число погибших там с начала операции достигло 1067 человек, более 6200 ранены. С начала операции погибли 53 солдата и офицера ЦАХАЛа. В настоящее время в больницах находятся 113 раненых военнослужащих.
В ночь на 29 июля две ракеты, выпущенные террористами, зафиксированы средствами слежения ЦАХАЛа. Ракеты не долетели до цели, а разорвались в секторе — на территории больницы «Шифа» и в лагере беженцев Шати.
Источники в секторе Газа подтвердили гибель полевого командира Исламского джихада Ахмада Наджама, отвечавшего за деятельность боевиков организации в палестинской части Рафиаха. Наджам погиб в результате удара, нанесённого израильскими ВВС по его дому. Нанесены удары по четырём мечетям. В трёх из них располагались склады оружия, а в четвёртой — вход в подземный туннель. Ликвидировано 8 террористов, а двое боевиков сдались после того, как здание, из которого они вели огонь, было снесено военным бульдозером.
Разбомблён дом главы правительства ХАМАСа в секторе Газа Исмаила Хании. Самого Хании и членов его семьи в доме не было, они скрылись в бункерах ещё до начала военных действий.
Удары были нанесены по объектам инфраструктуры в городе Газа, принадлежащим казначейству ХАМАСа, которое финансирует и управляет террористической деятельностью исламистского движения. ВВС ЦАХАЛа разбомбили студию радиоканала «Радио Аль-Акса», с помощью которой боевики призывали местных жителей игнорировать предупреждения, распространяемые израильтянами, о предстоящих боевых действиях в том или ином районе. Уничтожен протяжённый террористический туннель. Боевики открыли огонь по бойцам десантной бригады, действующей внутри сектора. Военнослужащие отразили атаку и нейтрализовали террористов. Никто из израильских солдат не получил ранений.
За последние недели службы безопасности ХАМАСа казнили в Газе около 30 человек по обвинению в шпионаже в пользу Израиля. По утверждению силовиков, при задержании у них были обнаружены оружие и мобильные телефоны с SIM-картами израильского оператора сотовой связи «Партнёр».
Группу боевиков, выбравшуюся из подземного туннеля в районе Джебалии, ликвидировал отряд бригады Гивати. Потерь со стороны ЦАХАЛа нет. На месте инцидента обнаружено большое количество оружия и боеприпасов, в том числе автоматы Калашникова, пулемёты и взрывчатые вещества.
Продолжаются ракетные обстрелы территории Израиля. Неоднократно ракеты выпускались в направлении Ашкелона, населённых пунктов региональных советов Эшколь, Хоф-Ашкелон и Шаар-ха-Негев, Сдерота, Нетивота, Нир-Оз, Ницаним и Эйн-ха-Шлоша. Сирены, предупреждающие о ракетных обстрелах, в Тель-Авиве, Ришон-ле-Ционе, Рош-ха-Аине, Рамле, Явне, Гедере, Кирьят-Малахи, Ашдоде и городах Гуш-Дана. Около 20:30 система противоракетной обороны Железный купол сбила ракету террористов над Иерусалимом. Сигнал тревоги прозвучал в населённых пунктах региональных советов Мате-Йехуда и Гуш-Эцион, в Бейт-Шемеше, Абу-Гоше и пригородах Иерусалима. Часть ракет сбита системой ПРО Железный купол.

### 30 июля
Продолжается антитеррористическая операция ЦАХАЛа в секторе Газа. В ночь на 30 июля ВВС ЦАХАЛа нанесли десятки ударов по сектору Газа. Атакованы цели в лагерях беженцев Эль-Бурейдж (центральная часть сектора) и Шати (север сектора), а также в городе Газа. В результате авиаударов есть погибшие и раненые. За минувшие 24 часа военнослужащие взорвали три туннеля, ведущие из сектора на территорию Израиля. Начиная с полуночи, на 10:00, ЦАХАЛ атаковал 75 объектов террористов. С начала контртеррористической операции атакам подверглись 4100 объектов террористов, в том числе 1566 пусковых ракетных установок, 167 точек хранения и производства оружия, а также 746 командных пунктов боевиков. С начала операции в сторону израильской территории выпущены более 2300 ракет. За последние сутки — более 60 ракет. В утренние часы в Израиле разорвались 8 ракет. С начала операции погибли 53 израильских военнослужащих. В больницах находятся 119 раненых солдат и офицеров ЦАХАЛа. В результате обстрелов погибли 3 мирных жителя. По информации палестинских источников, число погибших в секторе с начала операции достигло 1210 человек, более 7000 ранены. Бригадный генерал Моти Альмоз сообщил, что «для продолжения операции и реализации дальнейших шагов необходима смена части резервистов, принимающих участие в военных действиях».
На улицы Бейт-Хануна вышли десятки жителей сектора, чтобы высказать свой протест против политики ХАМАСа, приведшей к разрухе и нехватке продовольствия. Из-за конфликта с работниками UNRWA по поводу распределения продуктов питания на месте началась массовая драка жителей Бейт-Хануна и Джебалии с сотрудниками полиции ХАМАСа, обвинившими протестующих в пособничестве Израилю. Не менее пяти человек погибли и несколько десятков получили ранения в результате разгона этой демонстрации.
В ночь на 30 июля агентство UNRWA сообщило об обнаружении склада ракет на территории одной из своих школ в секторе Газа. По словам пресс-секретаря UNRWA Криса Ганса, агентство осуждает организацию или организации, которые, спрятав боеприпасы в школе, поставили в опасность мирных жителей. «Это нарушение принципа нейтралитета наших школ», — заявил он. Речь идёт уже о третьем случае обнаружения ракет в школах UNRWA в секторе. Ранее подобные склады были найдены 16 и 22 июля. В первом случае сотрудники агентства вернули ракеты боевикам террористической организации ХАМАС. Во втором случае ракеты исчезли с территории школы вскоре после их обнаружения.
Установленная на танке система активной защиты Трофи отразила удар противотанковой ракеты, выпущенной террористами. Это шестнадцатый случай использования системы в боевых условиях антитеррористической операции.
В 15:00 вступило в силу четырёхчасовое прекращение огня. По словам координатора деятельности ЦАХАЛа в Иудее, Самарии и Газе генерал-майора Йоава Мордехая, речь идёт о гуманитарном прекращении огня, которое будет действовать до 19:00. Прекращение огня будет действовать лишь в некоторых районах сектора Газа, и оно не распространяется на участки сектора, где ЦАХАЛ проводит оперативные мероприятия. Любая попытка террористов использовать этот промежуток времени для ракетных обстрелов или атак на военнослужащих в Газе столкнётся с жёстким ответом ЦАХАЛа.
ХАМАС и Комитеты народного сопротивления заявили, что соглашение о прекращении огня объявлено Израилем в одностороннем порядке, без согласования с их организациями и они не считают себя обязанными соблюдать условия перемирия. Обстрел территории Израиля ракетами продолжился.
В ходе выполнения боевого задания подразделением ЦАХАЛа был обнаружен туннель в районе Хан-Юниса. Один из выходов туннеля находился в помещении поликлиники агентства ООН по проблемам беженцев (UNRWA). Израильские солдаты вошли в помещение потому, что местные дети позвали их внутрь под предлогом просьбы о помощи. Когда группа военнослужащих вошла в здание, террористы привели в действие два взрывных устройства. В результате взрыва здание обрушилось. Трое военнослужащих погибли, ещё несколько были ранены.
Обстрел территории Израиля ракетами и миномётными снарядами продолжается. Ракеты неоднократно выпускались в направлении населённых пунктов региональных советов Шаар-ха-Негев, Эшколь и Сдот-Негев. Ракеты были выпущены в сторону Офакима, Нетивота, Ашдода. В 15:00 вступило в силу решение Израиля о прекращении огня на четыре часа из гуманитарных соображений. При этом продолжились ракетные обстрелы из Газы. Сирены прозвучали в Ашдоде, Ницане, Ницаним, Ашкелоне, Ришон-ле-Ционе, Реховоте, населённых пунктах Хоф-Ашкелон, Сдот-Негев, Эшколь, Зиким, Кармия. В течение дня из сектора Газа в сторону Израиля было запущено более 130 ракет. Часть из них сбита системой ПРО.

### 31 июля
Продолжается антитеррористическая операция ЦАХАЛа в секторе Газа. Ночью в секторе Газа произошло несколько столкновений между боевиками ХАМАСа и бойцами ЦАХАЛа. Потерь со стороны израильской армии нет. ЦАХАЛ нанёс удары по 110 объектам инфраструктуры террора, погибли около 40 боевиков. Найдены и уничтожены ещё несколько туннелей террористов. Всего за время операции ликвидировано порядка 4200 целей и несколько сотен террористов. В утренние часы идут тяжёлые бои в районе Эль-Бурейдж в центральной части сектора Газа. ВВС и артиллерия ЦАХАЛа продолжают атаковать позиции боевиков в северной части сектора. Обстрел ведётся в районе Бейт-Хануна и Саджаии. Лишь одна ракета разорвалась ночью на территории Израиля, однако уже в 7:00 города юга подверглись массированному обстрелу. Сигнал тревоги прозвучал в Ашдоде, Ашкелоне, Кирьят-Гате, Кирьят-Малахи и населённых пунктах южной части района ха-Шфела. За минувшие сутки по Израилю выпущено более 130 ракет, а всего за время вооружённого противостояния по израильской территории выпущено более 2400 ракет разной дальности. За время операции погибли 56 солдат и офицеров ЦАХАЛа, а также трое мирных жителей. На утро 31 июля в больницах страны госпитализированы 134 военнослужащих ЦАХАЛа, получивших ранения в ходе боёв с террористами. Состояние одного раненого оценивается как крайне тяжёлое. Ещё 13 военнослужащих находятся в тяжёлом состоянии. По сообщению медицинских источников сектора Газа, с момента начала операции там погибли 1360 человек. Более 7600 человек ранены.
Узкий кабинет министров по вопросам безопасности 30 июля дал армии «зелёный свет» на продолжение контртеррористической операции без каких-либо ограничений. Чтобы позволить уже вызванным на сборы резервистам передохнуть после трёх недель пребывания в армии, начат призыв ещё 16 тысяч человек. Общее число мобилизованных военнослужащих в Израиле достигло 86 тысяч человек.
По сообщению агентства UNRWA, с начала операции «Нерушимая скала» 220 тысяч жителей сектора Газа были вынуждены покинуть свои дома, оказавшиеся в зоне боевых действий.
Здание в Хан-Юнисе, в котором располагаются офисы «Красного полумесяца», не подвергается атакам ЦАХАЛа из-за рода деятельности организации, которой оно принадлежит. Воспользовавшись этим, командование Бригады «Изз ад-Дин аль-Кассам» разместило снайперов на десятом этаже этого строения.
Среди продуктов питания, прибывших в порт Ашдода из Турции в качестве гуманитарного груза для сектора Газа, израильские таможенники обнаружили крупную партию небольших металлических шариков. Такие шарики используются террористами при изготовлении фугасных зарядов и «поясов смертников» в качестве «начинки», позволяющей значительно повысить поражающий эффект.
Снайпер стрелял в квартале Саджаия города Газа с минарета местной мечети и легко ранил израильского военнослужащего. ЦАХАЛ ответил танковым залпом в направлении мечети. Строение разрушено.
Обстрел территории Израиля ракетами и миномётными снарядами продолжается. Ракеты неоднократно выпускались в направлении Ашдода, Ашкелона, Беэр-Шевы, Кирьят-Гата, населённых пунктов районных советов Шаар-ха-Негев, Эшколь, Сдот-Негев, Хоф-Ашкелон. 11 ракет выпущены в сторону Сдерота. Семь из них сбиты системой ПРО Железный купол. Ещё две ракеты разорвалась в черте города. Два человека получили лёгкие ранения. Сирены прозвучали в Тель-Авиве, Бат-Яме, Рамат-Гане, Бней-Браке, Петах-Тикве, Гиватаиме, Яд-Мордехей, Нетив-ха-Асара, населённых пунктах Питхат-Шалом, Суфа, Нир-Ицхак.
К 22:00 парамедики оказали помощь 26 израильтянам, пострадавшим от ракетных обстрелов из сектора Газа. Один из них — мужчина, около 30 лет, получивший тяжёлые ранения при прямом попадании ракеты в жилой дом в Кирьят-Гате. 16 человек пришлось выводить из состоянии шока. Всего с начала операции медицинская помощь потребовалась 625 израильтянам. 19 из них получили осколочные ранения, от которых трое скончались.

### 1 августа
За сутки ЦАХАЛ атаковал свыше 70 целей в секторе Газа. С начала операции поражены около 4000 целей в различных районах сектора. В результате миномётного обстрела территории регионального совета Эшколь, вблизи границы с сектором Газа погибли 5 военнослужащих ЦАХАЛа. С начала операции погибли 3 мирных жителя и 61 военнослужащий, 20 из них — на израильской стороне границы с сектором Газа, от миномётных снарядов и атак террористов, прошедших на территорию Израиля через туннели. По информации палестинских источников, число погибших в секторе с начала операции превысило 1400 человек, около 8000 ранены.
Репортёрская группа Helsingin Sanomat провела ночь в больнице «Шифа» — главной больнице сектора Газа. Утром в пятницу, 1 августа, в YouTube был выложен фрагмент репортажа, в котором не запечатлён сам запуск ракеты, однако финская журналистка, в прямом эфире, глядя в камеру, говорит об этом зрителям. Она произносит буквально следующее: «В два часа ночи с парковки, расположенной позади больницы, была запущена ракета. Это, действительно, произошло прямо здесь и звук был очень громким. Это правда, что именно отсюда запускаются ракеты на территорию Израиля».
За сутки на территории Израиля разорвались более 70 ракет и миномётных снарядов, выпущенных из сектора Газа. С начала операции по территории Израиля выпущены более 2600 ракет.
Террористы продолжили ракетные обстрелы Израиля. Около часа ночи сигнал воздушной тревоги прозвучал в Лоде, Рамле, Реховоте, Гедере, Нес-Ционе, Ришон-ле-Ционе и ряде других городов. По территории Израиля выпущено 6 ракет. Батареи ПРО Железный купол перехватили часть из них, остальные взорвались на открытой местности.
Госсекретарь США Джон Керри и генеральный секретарь ООН Пан Ги Мун объявили в ночь на 1 августа, что в 8 часов утра вступит в силу прекращение огня, которое продолжится 72 часа. В 7:56 сигнал воздушной тревоги прозвучал в населённых пунктах, расположенных к югу от Ашкелона, после чего вступило в силу 72-часовое прекращение огня.
Перемирие не продержалось и трёх часов. В населённых пунктах округа Эшколь в 10:50 прозвучал сигнал воздушной тревоги. Миномётный снаряд упал на его территории. Обстреляны ракетами Беэр-Шева, Офаким и населённые пункты территориальных советов Бней-Шимон и Мерхавим. Пограничный терминал Керем-Шалом террористы обстреляли из миномётов, после чего КПП был закрыт. Батарея ПРО перехватила несколько ракет. Несколько раз обстреливались Ашдод, Ашкелон и Сдерот.
В результате столкновения с террористами в 09:30, через полтора часа после вступления в силу прекращения огня, погибли двое солдат бригады Гивати, лейтенант Адар Голдин пропал без вести. Представитель ХАМАСа, находящийся в Каире, распространил заявление, из которого явствует, что офицер израильской армии взят в плен (впоследствии заявление оказалось ложным).
В южной части сектора Газа возобновились военные действия. В результате интенсивных артиллерийских обстрелов Рафаха на юге сектора Газа погибли от 20 до 30 человек, и ещё не менее 200 получили ранения различной степени тяжести.
По сообщению источников в секторе Газа, ЦАХАЛ потребовал от работников больницы А-Наджар в Рафахе на юге сектора срочно эвакуироваться и эвакуировать больных. К 21:00 помещение больницы опустело.
О завершении действия соглашения о прекращении огня сообщил посланнику ООН на Ближнем Востоке Роберту Сери генерал-майор Йоав Мордехай. Египетское руководство заявило палестинской делегации, что отзывает их приглашение в Каир на переговоры по поводу прекращения огня в секторе Газа.
Джон Керри резко осудил нарушение перемирия, совершённое палестинскими террористами вопреки достигнутым договорённостям. Он сказал, что нападение на израильских солдат было совершено вопреки гарантиям США и ООН, и потребовал немедленно и без всяких условий освободить похищенного офицера, а международное сообщество должно удвоить усилия с целью положить конец ракетным обстрелам и использованию туннелей для терактов. Пан Ги Мун, в свою очередь, возложил ответственность за нарушение перемирия на террористов ХАМАСа. Он тоже призвал немедленно освободить похищенного военнослужащего. Пан Ги Мун добавил, что нападение на солдат ставит под сомнение надёжность гарантий, которые ХАМАС даёт ООН.
Президент США Барак Обама заявил, что категорически осуждает палестинскую группировку ХАМАС и других террористов за нападение на израильских солдат сразу после начала перемирия. Он сказал, что если террористы на самом деле хотят заключить перемирие, то они обязаны немедленно освободить похищенного солдата без всяких условий. Обама подчеркнул, что Израиль имеет полное право на самооборону, и отметил, что ни одна страна не может допустить ракетные обстрелы своих городов и строительство туннелей для совершения терактов. Он указал на дилемму Израиля: принять меры для самообороны и избегать гибели мирных палестинцев, страдающих «из-за безответственности ХАМАСа», который пускает ракеты из жилых кварталов. Обама добавил, что ХАМАС взял на себя обязательство соблюдать перемирие, и даже если какой-то полевой командир решил иначе, группировка обязана была не допустить нарушения соглашения о прекращении огня.

### 2 августа
В ночь с 1 на 2 августа подразделения ЦАХАЛа продолжили наступательные действия на юге сектора Газа в районе Рафаха. Авиация и артиллерия обстреляли десятки объектов инфраструктуры террористов, чтобы воспрепятствовать переправке из сектора на Синайский полуостров похищенного накануне лейтенанта Хадара Гольдина либо его останков. ЦАХАЛ продолжил уничтожать инфраструктуру террора в секторе. Взорваны ещё четыре туннеля, сооружённые террористами. Ночью атакованы пять мечетей, превращённых террористами в склады оружия и боеприпасов. Атакован Исламский университет, здания которого использовались боевиками в качестве командных пунктов. Нанесены удары по домам высокопоставленных функционеров террористических организаций. С начала операции погибли 63 военнослужащих и 3 мирных жителя (двое израильтян и иностранный рабочий из Таиланда). По сведениям источников сектора Газа, число погибших с начала операции — 1648 человек, 8750 ранены. За истекшие сутки по Израилю выпущено 66 ракет, 12 из них были сбиты ПРО. С начала операции по территории Израиля выпущены более 2650 ракет.
По завершении выполнения запланированных задач в Бейт-Лахии, Ататре и соседних с ними деревнях, ЦАХАЛ объявил 2 августа, что после 14:00 жители северных районов сектора Газа могут вернуться в свои дома.
Международное движение Красного Креста и Красного Полумесяца осуждает использование медицинских объектов в целях террора. Организация потребовала от ХАМАСа прекратить использовать больницы и машины скорой помощи в качестве укрытия для боевиков.
Премьер-министр Израиля Биньямин Нетаньяху вечером выступил на специальной пресс-конференции. Он заявил: «Операция продолжается. Она будет продолжаться столько времени, сколько потребуется для достижения всех поставленных задач. ЦАХАЛ продолжает действовать с полной силой для достижения главных целей — возвращения безопасности и длительного спокойствия гражданам».
Продолжается обстрел территории Израиля. Сирены воздушной тревоги прозвучали в Тель-Авиве, Бней-Браке, Гиватаиме, Рамат-Гане, Ган ха-Шлоша, Раанане, Кфар-Сиркине, Гат-Римоне, Петах-Тикве, Эвен-Йехуде, Кфар-Шмарьяху, Ход ха-Шароне, Кфар-Нецере, Бней-Ционе, Герцлии. Две ракеты сбиты системой ПРО. Неоднократно обстрел вёлся в направлении Беэр-Шевы, населённых пунктов региональных советов Мерхавим, Эшколь, Сдот-Негев и Шаар-ха-Негев.
Правительство Израиля убеждено, что во время продолжающихся ракетных и миномётных обстрелов переговоры о прекращении огня бессмысленны и нет нужды направлять вечером израильскую делегацию в Каир. Об этом оно известило Египет. За 26 дней антитеррористической операции Израиль шесть раз объявлял гуманитарное прекращение огня, чтобы дать передышку мирным жителям сектора Газа, однако во всех случаях террористы ХАМАСа нарушали этот режим.

### 3 августа
За сутки ЦАХАЛ нанёс удары по 108 объектам террористической инфраструктуры в секторе Газа. Только с полуночи и до восьми утра армия нанесла удары по 25 объектам террористов. С начала операции израильская армия нанесла 4626 ударов по объектам террористов. По сообщениям пресс-службы ЦАХАЛа, в ночь на 3 августа террористы выпустили 12 ракет по израильским населённым пунктам. Одна из ракет перехвачена системой ПРО, остальные 11 разорвались на открытой местности. Всего с начала операции террористы обстреляли израильскую территорию 3127 раз. 558 ракет сбиты системой ПРО, 2453 разорвались на открытой местности. Остальные разорвались внутри сектора Газа, не вылетев за его пределы. С начала операции погибли 64 военнослужащих ЦАХАЛа и 3 мирных жителя (двое граждан Израиля и один — Таиланда), 133 бойца ранены, 14 из них — в тяжёлом состоянии. По информации медицинских источников сектора, число погибших с начала операции превысило 1650 человек, около 8900 ранены. Представитель ЦАХАЛа заявил, что армия готова и к наступательным действиям, и к оборонительным — в зависимости от решения правительства. Силы ЦАХАЛа начали передислокацию на севере сектора: армия выходит из заселённых районов и сосредотачивается на границе.
За частичный вывод сил ЦАХАЛа из сектора Газа после разрушения всех обнаруженных там туннелей и дальнейшую передислокацию сил в зависимости от требований безопасности проголосовали большинство членов узкого военно-политического кабинета министров по вопросам безопасности. Об официальном окончании операции «Нерушимая скала» речь покамест не идёт. На юге сектора Газа, в районе Рафаха по-прежнему остаётся активный командный пункт, координирующий действия сухопутных подразделений, занятых уничтожением подземных туннелей боевиков. ВВС оказывают им поддержку с воздуха. ЦАХАЛ создаёт в секторе «временную зону безопасности», которую будет удерживать до полного завершения операции. Уничтожение туннелей должно быть завершено в течение ближайших суток. После этого большая часть подразделений ЦАХАЛа будет выведена за пределы сектора. Оставшиеся в Газе силы дислоцируются на расстоянии нескольких сот метров от разделительного забора, вне населённых пунктов. Они останутся в полной боевой готовности на случай возобновления военных действий. Армия продолжит наносить удары с воздуха по позициям террористов в ответ на возможные ракетные обстрелы. В ЦАХАЛе полагают, что ракетные обстрелы продолжатся, несмотря на значительное сокращение ракетного потенциала террористов.
Лейтенант пехотной бригады «Гивати» Адар Голдин признан ЦАХАЛом погибшим. Ранее офицер считался пропавшим без вести и существовали серьёзные опасения, что он похищен террористами.
Обстрел территории Израиля ракетами и миномётными снарядами продолжается. Ракеты неоднократно выпускались в направлении территории региональных советов Сдот-Негев, Шаар-ха-Негев. Сирены звучали в израильских населённых пунктах в 15:08, 15:21, 15:29, 15:37. Обстрелу подвергались населённые пункты в региональных советах Хоф-Ашкелон и Эшколь. Сирены звучали в 16:19, 16:26, 16:28, 16:31, 16:35, 16:36, 16:39, 17:00, 17:09. Обстрелу подверглись Беэр-Шева, Нахаль-Оз, Алумим, Кфар-Аза, Саад, Зиким, Нетив-
ха-Асара. В 16:58 сирены прозвучали в Бней-Браке, Бат-Яме, Гиватаиме, Гедере, Ган-Явне, Холоне, Кирьят-Малахи, Ришон-ле-Ционе, Рамат-Гане, Тель-Авиве, Яффо. В это же время обстреляны населённые пункты в округах Хоф-Ашкелон, Лахиш. Одна из ракет упала недалеко от Кирьят-Гата, вызвав возгорание кустарника, ещё одна была сбита над Гуш-Даном системой ПРО. Две ракеты сбиты Железным куполом над Ашдодом.
С начала операции медицинская помощь потребовалась 631 израильтянину. 20 из них получили осколочные ранения, от которых трое скончались. Первая медицинская помощь оказана пятерым тяжелораненым, двоим получившим ранения средней степени тяжести и десятерым раненным легко — получившим ранения от разбившегося стекла или обрушения зданий. 468 человек испытали острые приступы паники в связи с ракетными обстрелами.

### 4 августа
Продолжается антитеррористическая операция ЦАХАЛа в секторе Газа. За последние сутки армия нанесла около 100 ударов по объектам террористов, взорвано два туннеля. С полуночи и до 8:00 террористами произведено четыре запуска ракет по израильской территории. Три ракеты сбиты системой ПРО. За сутки было выпущено 119 ракет. Израильскую территорию, с начала операции, террористы обстреляли 3243 раз. 565 ракет сбито системой ПРО, 2560 разорвались на открытой местности. Остальные взорвались внутри сектора Газа, не вылетев за его пределы. С начала операции ЦАХАЛ нанёс 4680 ударов по объектам палестинских террористов в секторе.
В ночь на 4 августа глава правительства Израиля Биньямин Нетаньяху провёл совещание. В нём приняли участие министр обороны Моше Яалон, начальник генерального штаба ЦАХАЛа Бени Ганц и глава ШАБАКа Йорам Коэн. Нетаньяху заявил: «Операция „Нерушимая скала“ продолжится, пока не будут достигнуты её цели, главная из которых — возврат безопасности и длительной тишины гражданам Израиля, с нанесением значительных разрушений инфраструктуре террора». Он подчеркнул, что операция не ограничена по времени, а для достижения поставленной цели ЦАХАЛ готов задействовать все средства. Он отметил, что армия перегруппируется, чтобы продолжить выполнение поставленных задач.
ЦАХАЛ приступил к инженерным работам по восстановлению забора безопасности на границе между Израилем и сектором Газа. Забор был повреждён в результате пересечения границы танками и БТРами ЦАХАЛа, а также в результате пожаров, вспыхнувших после ракетных и миномётных обстрелов. По сообщениям палестинских источников, начиная с полуночи в Газе убиты 12 человек. В результате совместной операции ШАБАКа и ЦАХАЛа ликвидирован один из командиров террористической группировки Палестинский исламский джихад — Даниан Мансур. В Джебалии уничтожен племянник Махмуда аль-Мабхуха, 31-летний Ахмад Хасан ар-Рауф аль-Мабхух. Он был одним из командиров «инженерного подразделения» ХАМАСа.
Бо́льшая часть сухопутных частей выведены из сектора, остальные покинут его после уничтожения последних из обнаруженных туннелей. Армейское командование признаёт, что ему известно далеко не обо всех туннелях. Чтобы избежать новых прорывов террористов на израильскую территорию, рассматривается возможность создания на территории сектора полосы отчуждения, занятой израильскими военнослужащими.
Генерал-майор Йоав Мордехай сообщил, что по решению правительства Израиля 4 августа вступает в силу новое гуманитарное прекращение огня. Оно начнётся в 10:00 и продлится до 17:00. Зона действия — весь сектор Газа, кроме восточного Рафиаха. Он предупредил, что в случае открытия огня и возобновления обстрелов огневые точки будут подавлены. В 10:00 подразделения ЦАХАЛа прекратили огонь на семь часов на бо́льшей части сектора Газа.
Представитель ХАМАСа заявил, что его организация не станет придерживаться режима прекращения огня.
ЦАХАЛ соблюдает гуманитарное прекращение огня, реагируя на действия боевиков. ХАМАС, как и во время предыдущих гуманитарных прекращений огня, обстреливает населённые пункты Израиля. Обстреляны региональные советы Хоф-Ашкелон, Шаар-ха-Негев и Сдот-Негев. Израильская армия оставила за собой право нанесения ударов по боевикам, намеревающимся обстрелять войска или израильскую территорию. С 10 часов утра до 17:00 в сторону Израиля из сектора Газа запущены около 60 ракет и миномётных снарядов. Обстреляны Ашдод, Кирьят-Малахи, Ган-Явне. Сигнал тревоги звучал в Нахаль-Озе, Алумим, Кфар-Азе, Сааде, Зикиме, Кармии в 15:08, 15:10, 15:13, 15:24, 15:28, а в Яд-Мордехае, Нетив-ха-Асара, Ор ха-Нере, Алумим, Кфар-Азе, Сааде, Кфар-Маймоне в 16:12, 16:20, 16:21, 16:24. Сирены в прозвучали в 19:06, 19:16, 19:17, 19:31, 19:32. Обстрелам подверглись Нир-Ицхак, Холит, Суфа, Керем-Шалом, Зиким, Кармия, Яд-Мордехай, Нетив-ха-Асара, Сдерот..
Около 13:40 в Иерусалиме террорист, управлявший экскаватором, сбил пешехода, после чего на высокой скорости врезался в автобус, перевернув его своим ковшом. В автобусе находились несколько человек, которые получили ранения. Водитель автобуса получил лёгкое ранение, случайный прохожий был тяжело ранен. Медики пытались спасти его жизнь, однако были вынуждены констатировать смерть. Инцидент произошёл на перекрёстке улиц Хаим Бар-Лев и Моше Закс. Двое полицейских и служащий подразделения «Нахшон» Управления тюрем, оказавшиеся свидетелями происшествия, открыли огонь и убили террориста.
Ещё один теракт в Иерусалиме. На перекрёстке Вади-Джоз неподалёку от Еврейского университета террорист выстрелил в израильского солдата, стоявшего на тротуаре. Солдат тяжело ранен в живот. Террорист на мотороллере скрылся в направлении квартала Вади-Джоз. Полиция приступила к розыску.
После окончания семичасового гуманитарного прекращения огня ЦАХАЛ возобновил боевые действия в секторе Газа. Артиллерия ведёт обстрел объектов инфраструктуры террора в районе Рафаха в южной части сектора Газа. Операция по уничтожению туннелей боевиков продолжается.
На совещании по вопросам безопасности в Южном округе, на котором также присутствовали министр обороны, начальник генерального штаба и командующий Южным военным округом, премьер-министр Биньямин Нетаньяху сказал: «Операция в Газе продолжается. К завершению подходит работа ЦАХАЛа по поиску и ликвидации туннелей, но сама операция завершится только после того, как на долгое время к нашим гражданам вернутся мир и безопасность».

### 5 августа
Израильские ВВС и артиллерия продолжали наносить удары по сектору Газа. По информации палестинских источников, за истекшие сутки в результате действий ЦАХАЛа погибли более 20 человек. Число погибших с начала операции превысило 1850. С начала операции израильская армия произвела 4800 атак и авиаударов по объектам террористической инфраструктуры в секторе Газа — замаскированным ракетным установкам, мастерским по производству ракет, складам взрывчатки, оружия и ракет, подземным диверсионным туннелям, штабам боевиков. В это число входят также точечные ликвидации террористов. В списке убитых боевиков более 900 имён. Ракетным и миномётным обстрелам подвергались населённые пункты, расположенные вблизи границы с сектором. Террористы выпустили по территории Израиля более 70 ракет. Всего с начала операции по израильской территории выпущено 3340 ракет. 578 из них сбиты системой ПРО. Порядка 2645 разорвались на открытой территории. Остальные — разорвались на территории сектора Газа.
В ночь на 5 августа Израиль дал согласие на предложение Египта прекратить огонь. Согласие на него дали и все террористические группировки в секторе Газа. Израиль готов был на прекращение огня на условиях, предложенных Египтом ещё 15 июля, однако ХАМАС отвергал эти предложения. Решение о прекращении огня было принято премьер-министром Биньямином Нетаньяху без голосования на каком-либо правительственном форуме. Правительственный источник отмечает, что любое решение о долгосрочном перемирии и о компромиссах с ХАМАСом будет вынесено на голосование кабинета. После вступления в силу прекращения огня в Каир отправилась израильская делегация. Она примет участие в переговорах о длительном урегулировании ситуации в секторе, которые пройдут при египетском посредничестве. В настоящий момент ХАМАС требует полного снятия блокады с сектора, а также освобождения террористов, амнистированных в рамках сделки Шалита и возвращённых в тюрьмы в ходе операции «Вернитесь, братья».
Индийская телекомпания NDTV засняла группу боевиков, готовящихся запустить по Израилю реактивные ракетные снаряды незадолго до вступления в силу режима прекращения огня. Корреспондент NDTV Сринивасан Джайн сказал: «Израиль постоянно утверждает, что ракеты запускают из районов, в которых живёт мирное население, поэтому ответные удары могут привести к жертвам среди гражданского населения. Сегодня утром съёмочная группа NDTV стала свидетелем того, что одна из ракетных пусковых установок находится в палатке рядом с отелем, в котором мы остановились. Мы видели запуск ракеты как раз перед вступлением в силу 72-часового режима прекращения огня». Спрятавшись под голубым брезентовым навесом неподалёку от отеля, в котором находится съёмочная группа, террористы зарядили пусковую установку. Сам запуск был осуществлён с использованием пульта дистанционного управления. В сообщении особо подчёркнуто: обстрел вёлся из густонаселённой местности. Опасаясь за свою жизнь, съёмочная группа NDTV выехала из сектора Газа, прежде чем выпустить в эфир подготовленный ею репортаж.
Террористы подвергли израильскую территорию массированной ракетной атаке за несколько минут до вступления в силу прекращения огня. Сигналы тревоги прозвучали в Ашдоде, Ашкелоне, Гуш-Дане, Маале-Адумим, Алон-Швут, окрестностях Иерусалима. Две ракеты, разорвавшиеся на территории населённого пункта в районном совете Сдот-Негев, причинили ущерб зданиям. Две ракеты сбиты батареей системы ПРО в районе Ашдода и Ришон-ле-Циона. Четыре ракеты перехвачены в районе Кирьят-Малахи, ещё одна ракета сбита неподалёку от Ашкелона. Несколько ракет разорвались в Гуш-Эционе. Одна ракета разорвалась на территории ПНА в городе Бейт-Сахур, в районе Бейт-Лехема. Ущерб причинён зданиям. Всего с территории сектора были выпущены 20 ракет. Как минимум одна из этих 20 ракет была выпущена из гражданского здания в городе Газа, расположенного рядом с гостиницей, в которой жили иностранные корреспонденты. Корреспонденты крайне редко сообщают о таких явлениях из опасений за свою жизнь.
После того как накануне была завершена операция по уничтожению 32 туннелей террористов, обнаруженных в секторе, ЦАХАЛ завершил к 8:00 вывод всех частей из сектора Газа.
В 8:00 вступило в силу 72-часовое прекращение огня.

### 6 августа
На границе с сектором Газа и в приграничных населённых пунктах ЦАХАЛ дислоцировал крупные силы. Части инженерных войск, пехотные подразделения, артиллерия и танки принимают участие в охране прилегающих к границе с сектором посёлков. Военнослужащие находятся в состоянии полной готовности к отражению возможных атак террористов или к обнаружению дополнительных туннелей. Военные полагают, что переговоры о долгосрочном урегулировании в секторе Газа продлятся не один день, и в этот период времени сохранится присутствие сил ЦАХАЛа на границе. Глава пресс-службы бригадный генерал Моти Альмоз заявил вскоре после завершения вывода войск с территории сектора, что «нельзя исключать наличия туннелей, которые не были обнаружены и уничтожены нами в ходе операции».
Демобилизованы 30 тысяч военнослужащих запаса, принимавших участие в операции или заменявших направленные в сектор подразделения срочной службы. Свыше 50 тысяч резервистов ещё находятся на службе.
В Каире начались переговоры с участием израильской и палестинской делегаций. В составе израильской переговорной группы спецпосланник премьера — адвокат Ицхак Мольхо, глава ШАБАКа Йорам Коэн и глава военно-политического отдела в министерстве обороны Амос Гилад. Палестинский источник на переговорах утверждает, что «переговоры трудны, потому что сионистский враг не желает признавать своё поражение». Египет предложил Израилю и ХАМАСу продлить срок перемирия ещё на двое суток
Египтяне обсудили с палестинской делегаций её требования, а вечером 6 августа начались консультации с представителями Израиля. Переговорщики от Египта уже дали понять, что многие требования ХАМАСа не могут быть удовлетворены на данном этапе. Строительство морского порта и аэропорта в секторе Газа обсуждаться в Каире не будет. На более поздний срок перенесено обсуждение требования ХАМАСа освободить боевиков, вышедших из израильских тюрем в рамках «сделки Шалита» и вновь арестованных в рамках операции «Вернитесь братья». Палестинской делегации удалось получить от Египта обещание открыть пограничный переход «Рафах». Его работу со стороны Газы будут обеспечивать представители ПНА. Деньги на восстановление сектора Газа, выделяемые международными спонсорами, будут поступать не ХАМАСу, а в администрацию Махмуда Аббаса. Делегация ХАМАСа разочарована ходом переговоров, так как большинство её требований не будут удовлетворены. Некоторые из делегатов полагают, что дальнейшие переговоры бессмысленны, и призывают коллег демонстративно покинуть Каир. Переговорщики из Рамаллы считают, что необходимо проявить гибкость и продолжать переговоры.
Израильская и палестинская делегации выразили согласие продлить срок действия соглашения ещё на 72 часа. Режим прекращения огня сроком на 72 часа вступил в силу 5 августа в 08:00, и с тех пор не нарушался ни одной из сторон. Теперь соглашение будет действовать до 8:00 11 августа.
Представитель Бригад «Изз ад-Дин аль-Кассам», боевого крыла террористической организации ХАМАС, заявил, что при отсутствии прогресса на переговорах в Каире режим прекращения огня будет прерван: «Мы не будем продлевать 72-часовое соглашение о прекращении огня, если не будет прогресса на переговорах о долгосрочном прекращении огня». «Мы готовы продолжать борьбу с Израилем после того, как временное прекращение огня закончится, и мы не примем соглашение, которое не будет отвечать условиям, поставленным движением сопротивления».
Поздно вечером 6 августа заместитель председателя политбюро ХАМАСа Муса Абу Марзук и глава организации в секторе Газа Исмаил Хания сделали заявления, согласно которым ХАМАС не давал согласия на продление режима прекращения огня на 72 часа. Бригады «Изз ад-Дин аль-Кассам» и «Батальоны Иерусалима» заявили, что возобновят атаки сразу же, как выйдет срок нынешнего прекращения огня — в 8:00 8 августа. Такого сценария, по словам представителя ХАМАСа, можно избежать только в том случае, если Израиль и Египет примут требования палестинской делегации.

### 8 августа
В 8 утра завершился 72-часовой период прекращения огня, о котором стороны конфликта договорились при посредничестве Египта. Террористы возобновили ракетный обстрел территории Израиля. Только с 8:00 до 8:40 выпущено около 20 ракет. Сирены воздушной тревоги прозвучали в Ашкелоне, Ашдоде, на территории населённых пунктов региональных советов Эшколь и Хоф-Ашкелон. Часть ракет сбита системой ПРО. «Бригады Эль-Кудса» (Палестинский исламский джихад) взяли на себя ответственность за обстрел Ашкелона ракетами «Град», сообщило агентство Maan. Обстреляны Беэр-Шева и Сдерот. С 8 часов утра из сектора Газа по Израилю было выпущено более 50 ракет и миномётных снарядов.
Тысячи жителей сектора Газа покидают свои дома, опасаясь возобновления израильских авиаударов по позициям террористов на территории сектора. В то же время, жителям регионального совета Эшколь местная служба безопасности дала распоряжение не удаляться от своих домов и находиться на небольшом расстоянии от бомбоубежищ, чтобы успеть за 15 секунд добежать до них в случае очередного обстрела террористами израильской территории.
Пресс-служба ЦАХАЛа опубликовала в 10:47 официальное заявление, сообщающее, что на фоне интенсивных ракетных обстрелов территории Израиля армия возобновяет нанесение ударов по террористам в секторе Газа. Премьер-министр Нетаньяху и министр обороны Моше Яалон дали армии указание жёстко реагировать на любые провокации. Атаковано около 40 целей. Израильская авиация разбомбила ракетную установку и другие позиции боевиков в северной части сектора Газа. Ответственность за эскалацию конфликта возложена на ХАМАС.
Всего за день по Израилю было выпущено около 70 ракет и миномётных снарядов. Израильские ВВС отвечали на обстрелы авиаударами. За минувшие сутки ВВС атаковали около 50 объектов в секторе Газа.
Невзирая на усилившиеся угрозы террористов, израильская переговорная группа заняла твёрдую позицию, при которой террористы не смогли добиться ни единой поблажки, и покинула Каир. По словам правительственного источника, «Израиль не ведёт переговоры под огнём».
По сообщениям палестинских источников, в Египте продолжаются интенсивные консультации о возможности объявления нового прекращения огня на 72 часа. Переговоры ведут представители египетской военной разведки с палестинской делегацией.

### 9 августа
Утром, после десятичасового перерыва, террористы возобновили обстрелы израильской территории. Обстреляны населённые пункты Западного Негева в региональных советах Шаар-ха-Негев, Сдот-Негев и Эшколь.
Военно-воздушные силы ЦАХАЛа разрушили тренировочную базу террористов. Продолжаются удары по домам, принадлежащим боевикам ХАМАСа и Исламского джихада. В частности, разрушен дом в окрестностях Хан-Юнеса. За последние сутки ЦАХАЛ нанёс в секторе Газа удары по 100 объектам инфраструктуры террористов.
По сообщениям медицинских источников, в результате серии ударов ЦАХАЛа погибли, по меньшей мере, пять человек. В частности, по сообщению информационного агентства «Маан», ВВС Израиля обстреляли двух человек, ехавших на мотоцикле в лагере беженцев Аль-Марази в центральном районе сектора Газа. Оба погибли. Трое боевиков ХАМАСа ликвидированы во время удара по цели в южной части сектора. В районе Рафаха ударом с воздуха уничтожен автомобиль, в котором находились двое террористов. В результате точечного удара по мечети «Аль-Касам» в Нусейрате (центр сектора Газа) уничтожен один из полевых командиров ХАМАСа — Муаз Заид. Ещё трое террористов ликвидированы в ходе других атак. Представители ЦАХАЛа напомнили, что нанесение ударов будет продолжено до тех пор, пока ракетные обстрелы израильской территории из сектора полностью не прекратятся.

### 10 августа
Боевики террористических группировок продолжают обстреливать территорию Израиля. Обстрелы велись в направлении населённых пунктов региональных советов Эшколь, Шаар-ха-Негев, Сдот-Негев, Хоф-Ашкелон, городов Сдерота, Нетивота, Беэр-Шевы и Явне. Часть ракет сбита системой ПРО. Израильские ВВС наносят удары по объектам инфраструктуры террора в секторе Газа и проводят точечные ликвидации террористов. За минувшие сутки по Израилю выпущено около 30 ракет. По сведениям медицинских источников сектора, с начала операции погибли около 1920 жителей сектора..
В ответ на продолжающиеся ракетные обстрелы ВВС ЦАХАЛа нанесли серию ударов по целям в районе Дир эль-Баллах, а также по целям около Рафаха и Хан-Юниса (в центре и на юге сектора Газа). В районе Рафаха были атакованы несколько целей, включая восстанавливаемый туннель. Всего, с полуночи и до 12:00 10 августа, ВВС атаковали 29 объектов террористов.
Командование ЦАХАЛа приняло решение закрыть пограничный терминал «Керем-Шалом», через который осуществлялся ввоз в сектор Газа гуманитарных грузов и товаров, после того как он подвергся миномётному обстрелу из сектора Газа.
Выступая на еженедельном заседании правительства, Биньямин Нетаньяху заявил, что «операция продолжится до тех пор, пока не будут реализованы все поставленные задачи, и в первую очередь — обеспечение спокойной жизни на долгий срок для граждан Израиля». По словам премьер-министра, «операция продолжается, мы нигде не объявляли о её завершении. Израиль не будет вести переговоры, когда территория страны подвергается ракетным обстрелам». Нетаньяху призвал граждан страны к твёрдости и терпению. «Нам потребуется время», — сказал он.
По предложению Египта, временное прекращение огня между Израилем и ХАМАСом сроком на 72 часа вступает в силу в ночь на 11 августа, в 00:00.
Около 22:00 террористы провели массированный обстрел Ашдода, Кирьят-Малахи, Беэр-Тувии и региональных советов Эшколь, Хоф-Ашкелон, Рехавим. Система ПРО сбила две ракеты над Ашдодом. Незадолго по полуночи боевики ХАМАСа обстреляли Тель-Авив. Примерно в это же время — ещё до наступления полуночи — в региональном совете Эшколь разорвались пять ракет, не нанеся какого-либо ущерба. Израиль отреагировал, уничтожив ударом с воздуха активиста подразделения боевого крыла ХАМАСа Фараджа Абу-Раби, отвечавшего за подземные диверсионные туннели. Всего за 10 августа боевики выпустили по Израилю 49 ракет и миномётных снарядов. 30 из них разорвались на открытой местности, 10 перехватила система ПРО, остальные разорвались на территории сектора.
Египет предложил Израилю и ХАМАСу продлить ещё на 72 часа срок прекращения огня, чтобы продолжить переговоры.
Временное прекращение огня между Израилем и ХАМАСом сроком на 72 часа вступает в силу в ночь на 11 августа, в 00:00. Канцелярия премьер-министра Израиля сообщает, что в случае, если огонь действительно прекратится и ХАМАС выполнит условия, израильская делегация прибудет на переговоры в Каире.
Глава политбюро ХАМАСа Халед Машаль заявил, что соглашение о прекращении огня является «частью тактики», предназначенной для достижения успеха на переговорах. Машаль также отметил, что кратковременное перемирие позволит палестинцам получить необходимую гуманитарную помощь.

### 11 августа
В ночь с 10 на 11 августа, в 00:00, вступило в силу очередное 72-часовое соглашение о прекращении огня.
После суточного перерыва министерство обороны разрешило возобновить работу закрытого ранее из-за миномётных обстрелов боевиков пограничного терминала «Керем-Шалом». В течение дня через КПП проедут сотни грузовиков с гуманитарными грузами для жителей сектора Газа.
Израильская переговорная группа направилась в Каир, чтобы принять участие в непрямых переговорах с палестинской делегацией во главе с Махмудом Аббасом.
В ХАМАСе заявляют, что обстрелы Израиля возобновятся, если стороны не придут к соглашению в течение 72 часов, которые истекают в 00:00 с 13 на 14 августа. По словам главы политбюро ХАМАСа Халеда Машаля, нынешнее прекращение огня — это продолжение обстрелов Израиля, только другими методами. «Это часть нашей тактики для успешного завершения переговоров и возобновления поставок гуманитарной помощи, — заявил Машаль. — Нашим условием для любого продолжительного прекращения огня станет снятие блокады с Газы. Одним из результатов нынешнего вооружённого противостояния стало то, что вопрос о постройке морского порта в Газе вновь появился на международной повестке дня». Израиль полностью отвергает возможность возведения морского порта или аэропорта на территории сектора. В Израиле поддерживают идею открытия КПП «Рафиах», который, как надеются в правительстве, будет снова открыт под египетским контролем. Израиль не имеет ничего против расширения сферы рыбной ловли для палестинских рыбаков. Что касается денег на восстановление сектора, то израильская переговорная группа настаивает на том, чтобы эти средства не перечислялись ХАМАСу, а поступали напрямую строительным подрядчикам, выполняющим восстановительные работы, либо организациям, которые занимаются этим вопросом. По сообщению газеты Аль-Хаят, Египет предложит обеим сторонам такую формулу, по которой ни одна из них не окажется в проигрыше, но и не победит. По словам этого же источника, палестинцы добиваются трёх целей: прекращения кровопролития, восстановления разрушенного и открытия пограничных КПП. В последнее время Египет ослабил ограничения в отношении передвижения людей на КПП «Рафиах», и есть признаки того, что тот будет открыт и передан под контроль палестинской администрации. По мнению журналистов, на непрямых переговорах в Каире наметился серьёзный сдвиг, что повышает шансы на выработку постоянного соглашения о прекращении огня в секторе Газа.

### 14 августа
В ночь с 13 на 14 августа, в 00:00, соглашение о прекращении огня, по обоюдному согласию сторон, продлено ещё на 5 суток.
Азам аль-Ахмад — глава палестинской делегации на переговорах в Каире сообщил, что это время будет использовано для продолжения переговоров о долгосрочном перемирии между Израилем и ХАМАСом. Азам аль-Ахмад добавил, что «в ходе переговоров была решена часть вопросов, а в дальнейшем будут обсуждаться темы контроля над КПП, а также морскими и воздушными границами с сектором Газа». По его словам, дополнительными темами переговоров станут расширение зоны рыболовства, а также то, что он определил как «некоторые аспекты безопасности». Срок согласованного прекращения огня истекает в полночь 18 августа.

### 17 августа
После серии консультаций, делегации Израиля и Палестинской автономии прибыли в Каир для продолжения переговоров об условиях урегулирования конфликта вокруг сектора Газа. Продолжатся обсуждения египетского проекта соглашения между сторонами конфликта.
Проект включает в себя 11 основных пунктов:
1. Израиль полностью прекращает военные действия в секторе Газа и отказывается от ударов с воздуха, с суши или с моря. ЦАХАЛ обязуется не входить на территорию сектора.
2. Все палестинские группировки отказываются от ракетных и миномётных обстрелов израильской территории, а также от атак с суши, с воздуха и с моря, и прекращают строительство туннелей, ведущих в Израиль.
3. Израиль открывает все КПП на границе с сектором Газа для грузов и людей, включая поставку гуманитарной помощи в Газу и транспортировку грузов и людей между Газой и Западным берегом. Этот пункт будет выполняться на основе соглашений между Израилем и Палестинской национальной администрацией.
4. Израиль и ПНА согласуют все финансовые вопросы, касающиеся сектора Газа и его восстановления.
5. Израиль в три этапа отменяет «стерильную зону» возле границы сектора. Сразу после подписания соглашения она должна быть сокращена с 500 метров до 300 метров, после 18 ноября она составит 100 метров, а с 1 января 2015 года должна быть отменена полностью. К этому моменту в ней должны быть развёрнуты силы палестинской президентской гвардии.
6. Зона рыболовства в водах сектора будет расширена до 6 миль. Затем, при координации с ПНА, зона будет расширена до 12 миль.
7. Израиль поможет ПНА в восстановлении разрушенных инфраструктурных объектов в секторе Газа, а также поможет обеспечивать гуманитарные нужды тех, кто был вынужден бежать из своих домов в результате военных действий. Кроме того, Израиль, по мере надобности, будет оказывать медицинскую помощь раненым.
8. ПНА, в координации с Израилем и международными организациями, позаботится о снабжении сектора товарами, необходимыми для его восстановления, с целью скорейшего возвращения беженцев в свои дома.
9. Египет обратится к мировому сообществу с призывом организовать скорейшую доставку гуманитарной помощи в сектор Газа и выделение средств для его восстановления.
10. После установления длительного перемирия, в течение месяца после подписания соглашения, стороны будут вести непрямые переговоры по таким темам, как освобождение заключённых и возврат тел израильских солдат.
11. Будет изучен вопрос строительства аэропорта и морского порта в секторе Газа в соответствии с соглашениями Осло.

В тексте соглашения не упоминаются израильское требование о демилитаризации сектора Газа, решение проблемы поставок в Газу товаров двойного назначения (химикаты, цемент, железо), а также вопросы, касающиеся отношений между сектором Газа и Египтом (КПП «Рафах»).

### 18 августа
Перемирие между Израилем и ХАМАСом продлено на 24 часа, до 23:59 в ночь со 19 на 20 августа.
Сторонам удалось прийти к согласию по некоторым вопросам гуманитарного характера. Представители Израиля и объединённая делегация палестинских фракций (ХАМАС, Исламский джихад, ФАТХ) продолжают обсуждение условий соглашения о перемирии, предложенного египетскими посредниками на переговорах в Каире. Поздно вечером стороны договорились о продлении режима прекращения огня ещё на 24 часа — до 23:59, 19 августа.

### 19 августа
Около 15:45 из сектора Газа выпущены в сторону Беэр-Шевы и Нетивота три ракеты «Град». В связи с нарушением соглашения о прекращении огня, премьер-министр Израиля Биньямин Нетаньяху дал распоряжение о нанесении ответного удара по целям в секторе. Пресс-служба ЦАХАЛа распространила заявление: «Вновь и вновь террористы нарушают перемирие и обстреливают мирных граждан, с позволения ХАМАСа, контролирующего сектор Газа… Мы продолжим наносить удары по инфраструктурам террора, преследовать террористов и ликвидировать террористические объекты в секторе Газа, чтобы гарантировать безопасность Государства Израиль». В 16:35 ЦАХАЛ нанёс удары по целям в секторе. ВВС ЦАХАЛа атаковали цели к востоку от Бейт-Лахии, на севере сектора, к востоку от района Зейтун в городе Газа и восточнее лагеря беженцев аль-Магази в центре сектора, к востоку от Хан-Юниса и северо-восточнее Рафаха, на юге сектора.
Террористы возобновили запуск ракет и миномётных снарядов по территории Израиля. Обстреляны Нетив-ха-Асара, Яд-Мордехай, Зиким, Ашдод, территории региональных советов Хоф-Ашкелон, Эшколь, Бней-Шимон, Сдот-Негев, округ Шфела, Гуш-Дан, Иерусалим. Часть ракет перехвачена системой ПРО.
За считанные часы террористы выпустили по территории Израиля около 60 ракет. В ночь на 20 августа ВВС ЦАХАЛа ответили на обстрелы, нанеся удары по 30 целям террористов в секторе Газа. Так, Израиль нанёс авиаудар по дому одного из глав военного крыла ХАМАСа Мухаммада Дефа в Газе. По сообщениям палестинских источников, самого его дома не оказалось, погибли его жена и дочь.
Вследствие нарушения перемирия со стороны ХАМАСа премьер-министр Израиля Биньямин Нетаньяху и министр обороны Моше Яалон дали указание израильской переговорной группе, находящейся в Каире, вернуться в Израиль.
Пресс-секретарь ХАМАСа Сами Абу-Зухри заявил, что его организация ничего не знает о ракетных обстрелах израильской территории. Он также обвинил Израиль в эскалации насилия с целью сорвать переговоры в Каире. Глава палестинской делегации на переговорах в Каире Азам аль-Ахмад сообщил, что палестинская сторона вновь предложила Израилю возобновить временное перемирие, прерванное ракетными обстрелами.

### 20 августа
Антитеррористическая операция в секторе Газа, начатая 8 июля, возобновлена после почти девятидневного перемирия. ЦАХАЛ продолжает наносить удары по целям в секторе Газа. С момента нарушения террористами перемирия израильская авиация нанесла по целям в секторе Газа порядка 60 ударов. В основном они пришлись по складам с оружием и мастерским по производству ракет. Медицинские источники сектора Газа сообщают, что в результате израильских авиаударов 19—20 августа не менее 17 человек погибли, около 110 ранены. В общей сложности, за время проведения операции, по данным ХАМАСа убиты 2029 человек, 10 302 ранены. Террористы неоднократно выпускали ракеты в направлении Ашдода, Ашкелона, Кирьят-Гата, Беэр-Тувии, Шафира, Йоава, Лахиша, Кирьят-Малахи, Ган-Явне, Сдерота, населённых пунктов региональных советов Эшколь, Хоф-Ашкелон, Сдот-Негев и Шаар-ха-Негев. Часть ракет сбита системой ПРО.
Сирены, предупреждающие о ракетных обстрелах, прозвучали в Ришон-ле-Ционе, Лоде, Рамле, Петах-Тикве, Ор-Иехуде, Кирьят-Оно и в международном аэропорту им. Бен-Гуриона. К 19:00 в сторону Израиля из сектора Газа запущены более 180 ракет, из которых 34 сбиты системой ПРО Железный купол. 131 ракета достигла израильской территории.
Израиль продолжает снабжать сектор Газа товарами, продовольствием и медикаментами, несмотря на обстрелы. В сектор с начала операции было пропущено 1866 грузовиков, каждый из которых вёз около 50 тонн груза. Из них — 1251 грузовик с продовольствием, 106 с медикаментами и медицинским оборудованием, 220 грузовиков с гуманитарными грузами и 289 с кормами для животных. Помимо Израиля, поставки осуществляли международные гуманитарные организации, которые отправили в сектор Газа, в общей сложности, 534 грузовика с гуманитарной помощью. Заместитель командира подразделения, координирующего действия ЦАХАЛа, бригадный генерал Гай Гольдштейн пояснил: «Одна из главных задач, стоящих перед нами, это обеспечение нужд жителей палестинского анклава, чтобы избежать гуманитарного кризиса, и обеспечить тем самым легитимность действий Армии обороны Израиля. В конце концов, наша армия придерживается морально-этических норм, мы воюем с ХАМАСом, а не с мирным населением».
Вечером, по окончании заседания военно-политического кабинета на территории военной базы Генштаба в Тель-Авиве глава правительства Биньямин Нетаньяху и министр обороны Моше Яалон провели пресс-конференцию. На пресс-конференции, в частности, было отмечено, что Израиль готов к длительной военной кампании и операция продолжится до тех пор, пока не будет достигнута поставленная цель. Нетаньяху заявил: «Наша политика по отношению к ХАМАСу проста. Будут стрелять — будут получать. И не просто получать. Они будут получать в семь раз сильнее. И если ХАМАС не понимает этого сегодня, он поймёт это завтра. А если не завтра, то послезавтра. Потому что на Ближнем Востоке нужна не только военная сила. Здесь нужно постоянство. Нужна последовательность и неотступность».
Аль-Хайят — саудовская газета, выходящая в Лондоне, утверждает, что переговоры с Израилем были сорваны по распоряжению председателя политбюро ХАМАСа Халеда Машаля. В статье сообщается, что катарское руководство в ультимативной форме потребовало от Машаля не принимать египетскую инициативу по урегулированию ситуации в секторе Газа, пригрозив не только прекратить финансирование ХАМАСа, но и лишить Машаля убежища в своей стране. Катар, поддерживающий ХАМАС, требовал для себя более активного участия в каирских переговорах, но Египет отказался приглашать к себе представителя этой страны и обусловил любые контакты с ней принесением Катаром извинений за его оскорбительную политику в отношении Египта после свержения Мухаммеда Мурси.

### 21 августа
Продолжается антитеррористическая операция ЦАХАЛа в секторе Газа. С момента нарушения террористами режима прекращения огня в сторону израильских населённых пунктов были выпущены примерно 215 ракет, 168 за последние сутки. 35 из них сбиты системой ПРО, 16 упали на территории сектора. За этот период ЦАХАЛ атаковал свыше 100 целей в секторе Газа. Палестинские источники сообщают, что с момента прекращения перемирия (19 августа) в секторе Газа в результате действий ЦАХАЛа погибли 25 человек, около 150 получили ранения. В общей сложности, с момента начала операции погибли около 2050 человек, свыше 10 200 ранены. Продолжаются ракетные обстрелы территории Израиля. Неоднократно ракеты выпускались в направлении населённых пунктов на территории региональных советов Шаар-ха-Негев, Хоф-Ашкелон, Сдот-Негев, Эшколь, округов Мерхавим и Бней-Шимон. Ракетным обстрелам подверглись города Ашдод, Ашкелон, Кирьят-Малахи, Беэр-Шева, Нетивот, районы, прилегающие к сектору Газа, Модиин и региональный совет Мате-Биньямин.
В результате удара ВВС ЦАХАЛа в Таль ас-Султане (юг сектора Газа), ликвидированы Раад аль-Атар, командир округа Рафиах, а также командующий южным округом Мухаммед Абу-Шамалла (Абу-Халиль) и полевой командир Мухаммед Бархум, действовавший в районе Рафиаха и отвечавший за контрабанду оружия и взрывчатки. Операция по устранению высокопоставленных боевиков готовилась совместно со Службой общей безопасности. Уничтоженные террористы несли личную ответственность за ракетные обстрелы, организацию терактов на территории Израиля, а также подготовку похищения Гилада Шалита.
С просьбой о дополнительном призыве резервистов обратился к членам военно-политического кабинета министр обороны Израиля Моше Яалон. Этот шаг он обосновал необходимостью повысить уровень готовности боевых частей, а также тыловых служб. Просьба утверждена. Призыву подлежат 10 тысяч военнослужащих отдельных специальностей, в том числе военнослужащие ВВС, военной разведки АМАН и Управления тылом.
Генерал-майор ЦАХАЛа Йоав Мордехай дал интервью арабской редакции телеканала Sky News. «Неприкосновенности нет ни у кого из лидеров ХАМАСа — ни у руководителей политического отдела, ни у лидеров боевого крыла, — заявил Йоав Мордехай. — Всё руководство скрывается в больнице „Шифа“». Он добавил, что пока не прекращается огонь, не будет возвращения к переговорам в Каире. «У нас нет ничего против жителей Газы, — подчеркнул генерал-майор. — Было бы здорово, если бы Газа стала вторым Сингапуром, но Хания и Машаль мечтают превратить её в Сомали».

### 22 августа
Продолжается антитеррористическая операция ЦАХАЛа в секторе Газа. С момента нарушения террористами режима прекращения огня в сторону израильских населённых пунктов были выпущены примерно 300 ракет, 50 из них сбиты системой ПРО. На протяжении ночи и утром израильская армия нанесла удары по десяткам целей в секторе Газа. Поражено более 20 объектов террористов, в том числе замаскированные ракетные установки и склады вооружений. Палестинские источники сообщают, что с момента прекращения перемирия (19 августа) в секторе Газа в результате действий ЦАХАЛа погибли 60 человек, около 200 получили ранения. Продолжаются ракетные обстрелы территории Израиля. Неоднократно ракеты выпускались в направлении населённых пунктов на территории региональных советов Шаар-ха-Негев, Хоф-Ашкелон, Сдот-Негев, Эшколь, округов Мерхавим и Бней-Шимон. Обстреляны Яд-Мордехай, Нетив-ха-Асара, Зиким, Кармия, Гилад и Эшель ха-Наси. Ракетным обстрелам подверглись города Ашдод, Ашкелон, Беэр-Шева, Нетивот, Тель-Авив, Холон, Бат-Ям, Рамат-Ган, Гиватаим. КПП «Кисуфим» обстрелян из миномётов.
Один из посёлков, расположенных на территории регионального совета Шаар-ха-Негев, подвергся миномётному обстрелу. В результате прямого попадания миномётного снаряда смертельно ранен мальчик 4 лет. Обстрел вёлся террористами из школы, принадлежащей властям ХАМАСа. В дни операции школа служит убежищем гражданским лицам. Террористы, которые произвели из неё миномётный обстрел, прикрывались живым щитом.
Глава правительства Биньямин Нетаньяху выразил от имени всех граждан Израиля глубочайшую скорбь в связи с убийством мальчика и передал искренние соболезнования его родным. «ХАМАС дорого заплатит за этот теракт, — сказал Нетаньяху. — Армия обороны Израиля и ШАБАК сделают всё необходимое, чтобы цели антитеррористической операции „Несокрушимая скала“ были достигнуты». ВВС ЦАХАЛа нанесли удар по дому одного из боевиков ХАМАСа, ответственных за ракетные обстрелы Израиля. За день атакованы 35 объектов инфраструктуры террористов. За последние три дня — после того как ХАМАС в 11-й раз нарушил режим прекращения огня — по сектору Газа с воздуха нанесено 200 ударов. 23 боевика убиты, в том числе методом точечных ликвидаций.
Боевики ХАМАСа казнили 11 человек, подозреваемых в сотрудничестве с Израилем. Вскоре после этого в центре Газы на площади были публично казнены ещё семеро жителей анклава. Среди них несколько женщин. Головы жертв замотали, им связали руки. Казнь была осуществлена на глазах толпы мусульман у мечети по окончании пятничной молитвы. На юге сектора Газа боевики казнили ещё одного подозреваемого в сотрудничестве с Израилем. Он был расстрелян во дворе своего дома. Международная правозащитная организация Amnesty International призвала ХАМАС немедленно прекратить казни.

### 23 августа
Продолжается антитеррористическая операция ЦАХАЛа в секторе Газа. За прошедшие сутки в сторону израильских населённых пунктов выпущены 112 ракет и миномётных снарядов. На протяжении ночи и утром израильская армия нанесла удары по ряду целей в секторе Газа. Палестинские источники сообщают, что с начала операции в секторе Газа в результате действий ЦАХАЛа погибли 2095 человек. Продолжаются ракетные обстрелы территории Израиля. Неоднократно ракеты выпускались в направлении населённых пунктов на территории региональных советов Шаар-ха-Негев, Хоф-Ашкелон, Сдот-Негев, Эшколь. Ракетным обстрелам подверглись города Ашкелон, Ашдод, Беэр-Шева, Ришон-ле-Цион, Холон, Бней-Брак, Бат-Ям, Гиватаим, Рамат-Ган, Ор-Йехуда, Кирьят-Оно, Петах-Тиква, Модиин. Сирена воздушной тревоги прозвучала в Верхней Галилее и Акко в Западной Галилее: ракета разорвалась на пустыре в районе Акко.
Над сектором Газа ВВС ЦАХАЛа разбросали листовки. Пресс-служба передала текст листовок в СМИ:
Жители сектора Газа,
Армия обороны Израиля намерена атаковать террористов и инфраструктуры террора в секторе Газа. Лидеры ХАМАСа, оставаясь в подземных бункерах, игнорируют нужды гражданского населения, и во имя спокойствия мы будем преследовать их. Израиль атакует и продолжит атаковать каждый район, из которого осуществляются террористические действия против Израиля. Каждый дом, используемый для вооружённых действий, будет рассматриваться как цель. Ради вашей собственной безопасности препятствуйте тому, чтобы террористы использовали ваши дома для актов террора, и избегайте мест, в которых действуют террористические группировки. ЦАХАЛ призывает вас быть подальше от тех мест, откуда ведётся огонь по Израилю. Военная кампания ЦАХАЛа не завершена. Будьте осторожны.

Армия обороны Израиля.
ВВС Израиля нанесли удар по 14-этажному дому в районе Бурдж аль-Дафар. Здание разрушено и обвалилось. ЦАХАЛ предупредил обитателей дома о намерении разбомбить его, предоставив гражданским лицам возможность заранее его покинуть. Пресс-служа ЦАХАЛа сообщила, что удар нанесён по военному штабу ХАМАСа.
Ещё четверо жителей сектора Газа, заподозренных ХАМАСом в сотрудничестве с Израилем, казнены боевиками ХАМАСа на площади возле мечети в Джебалии на севере сектора. 22 августа ХАМАС уже казнил 21 человека, подозреваемого в сотрудничестве с израильскими службами безопасности. ХАМАС обвинил их в предоставлении Израилю информации о подземных туннелях, местах расположения ракетных установок и штабов организации. ХАМАС запретил публиковать имена и фотографии казнённых «в целях сохранения общественного спокойствия».
ВВС ЦАХАЛа выпустили ракету по автомобилю в районе Ан-Насар в городе Газа. Ликвидирован полевой командир ХАМАСа в секторе Газа Абу-Али Мустафа.
Пресс-служба ЦАХАЛа передала в СМИ отчёт — «Использование ХАМАСом гражданских и медицинских учреждений для террора», в котором указывается, что с момента срыва ХАМАСом перемирия (19 августа) по Израилю из сектора Газа выпущено свыше 570 ракет, при этом большинство из них выпускались боевиками с территории различных гражданских объектов. Свыше 260 ракет выпущены с территорий школ, более 50 — с территорий медицинских учреждений и свыше 130 — с кладбищ. Ракеты запускались и с территории школы «Джафар Али Ибн Талиб», расположенной в районе Зейтун в городе Газа. Именно оттуда обстреливался кибуц Нахаль-Оз, где в результате взрыва крупнокалиберного миномётного снаряда погиб 4-летний Даниэль Трегерман. В настоящее время в этой школе живут и скрываются боевики ХАМАСа. 22 и 23 августа террористы использовали для обстрелов израильской территории школу в районе Саджаия. Всего в течение августа оттуда по Израилю было выпущено не менее 36 ракет. С территории больницы в том же районе в течение последних дней обстреливаются гражданские поселения в приграничных районах.
Министерство иностранных дел Египта опубликовало обращение к властям Израиля, Палестинской национальной администрации, представителям ХАМАСа и Исламского джихада, содержащее призыв к незамедлительному возобновлению непрямых переговоров об урегулировании ситуации в секторе Газа. В Каире подчёркивают, что переговоры должны вестись о длительном перемирии, а не о кратковременном прекращении огня. Призыв опубликован после завершения встречи Махмуда Аббаса с президентом Египта Абдул-Фаттахом ас-Сиси, на которой обсуждались итоги переговоров лидеров ФАТХа и ХАМАСа в Катаре.
Представитель ХАМАСа в секторе Газа — Мушир аль-Масри заявил, что террористическая организация «продолжит бороться до тех пор, пока Израиль не уступит её требованиям». «Мы не согласимся на переговоры, когда они ведутся с врагом. Больше не будет никаких переговоров. Мы знаем, что нужно оказать дипломатическое или военное давление на Израиль, чтобы он полностью принял наши условия», — сказал аль-Масри.

### 24 августа
На протяжении ночи и утром израильская армия нанесла удары по 60 целям в секторе Газа. Продолжились ракетные обстрелы территории Израиля, в сторону израильских населённых пунктов выпущены более 100 ракет и миномётных снарядов. Система ПРО Железный купол сбила 17 ракет. Неоднократно ракеты выпускались в направлении населённых пунктов на территории региональных советов Шаар-ха-Негев, Хоф-Ашкелон, Сдот-Негев, Эшколь. Ракетным обстрелам подверглись города Ашкелон, Явне, Ашдод, Сдерот, Беэр-Шева, а также Тель-Авив и другие города района Гуш-Дан. Пять человек получили ранения при взрыве миномётного снаряда в Шаар-ха-Негев. Состояние одного из раненых оценивается как тяжёлое, ещё двоих — как средней степени тяжести. Предпринята попытка обстрела Иерусалима. Сирены звучали в Бейтар-Илите, Абу-Гоше и других населённых пунктах регионального совета Мате-Йехуда. Две ракеты сбиты системой ПРО в районе Бейт-Шемеша. С момента нарушения режима прекращения огня (19 августа) в результате действий ЦАХАЛа в секторе погибли 86 человек.
ВВС ЦАХАЛа ликвидировали в Газе Мухаммада аль-Уля, ответственного за обеспечение ХАМАСа финансовыми средствами. Уничтожен и полевой командир «Бригад Абу Али Мустафы» (Народный фронт освобождения Палестины) — Махмуд Аббас (полный тёзка главы ПНА).

### 25 августа
Продолжается антитеррористическая операция ЦАХАЛа в секторе Газа. За прошедшие сутки в сторону израильских населённых пунктов выпущены около 150 ракет и миномётных снарядов. Система ПРО Железный купол сбила 27 ракет. За 25 дней августа по территории Израиля боевики выпустили 810 ракет, 190 сбиты системой ПРО. На протяжении ночи и утром израильская армия нанесла удары по ряду целей в секторе Газа. В частности, на севере сектора атакованы две группы боевиков. Нанесены удары по двум мечетям, которые использовались террористами как штабы и склады вооружений. Продолжаются ракетные обстрелы территории Израиля. Неоднократно ракеты выпускались в направлении населённых пунктов на территории региональных советов Шаар—Негев, Хоф-Ашкелон, Сдот-Негев, Эшколь. Ракетным обстрелам подверглись города Ашкелон, Явне, Ашдод, Сдерот, Беэр-Шева.
По данным медицинских источников, в секторе Газа с начала операции погиб 2131 человек, 10 980 ранены.

### 26 августа
Продолжается антитеррористическая операция ЦАХАЛа в секторе Газа. За прошедшие сутки в сторону израильских населённых пунктов выпущены около 130 ракет и миномётных снарядов. 16 из них сбито системой ПРО Железный купол. На протяжении ночи и утром израильская армия нанесла удары по примерно 70 целям в секторе Газа. Палестинские источники сообщают о 12 погибших. Продолжаются ракетные обстрелы территории Израиля. Неоднократно ракеты выпускались в направлении населённых пунктов на территории региональных советов Шаар-ха-Негев, Хоф-Ашкелон, Сдот-Негев, Эшколь. Ракетным обстрелам подверглись города Ашкелон, Ашдод, Кирьят-Малахи, Ган-Явне, Беэр-Шева. Сигнал воздушной тревоги, помимо Тель-Авива, прозвучал в населённых пунктах долины Шфела, в южной части долины Шарон. В Гуш-Дане система ПРО сбила ракету. Миномётный снаряд разорвался на территории населённого пункта в региональном совете Эшколь. Осколками убит один человек, ещё двое получили тяжёлые ранения.
Пресс-служба ЦАХАЛа вновь отмечает, что ХАМАС и другие террористические группировки в секторе Газа цинично используют больницы, школы, мечети, торговые центры в качестве штабов и ракетных площадок, провоцируя ЦАХАЛ на удары, которые могут привести к гибели мирных граждан. В СМИ передано подробное описание расположения ракетных точек в районе больницы в Аш-Шати и видеозапись уничтожения пусковых установок, на которой хорошо видны вторичные взрывы ракет террористов.
После нескольких раундов переговоров Израиль и ХАМАС по обоюдному согласию приняли мирную инициативу Египта. Инициатива предполагает прекращение огня на неограниченный срок. Обсуждение всех ключевых вопросов — демилитаризация сектора Газа, строительство морского и воздушного портов, а также требования, касающиеся освобождения террористов, выпущенных из израильских тюрем в рамках «сделки Шалита», а затем снова арестованных в ходе операции «Вернитесь, братья», откладывается на месяц. Условия соглашения похожи на те, что были приняты после завершения операции «Облачный столп» в 2012 году. Израиль обязался открыть КПП и пропустить в палестинский анклав в большем объёме грузовики с гуманитарными грузами, стройматериалами и всем необходимым для восстановления сектора, а также расширить рыболовную зону. Отмечается, что и во время боевых действий грузовые терминалы прекращали работу лишь на короткое время, а грузовики с товарами и помощью для сектора Газа регулярно пересекали границу палестинского анклава.